# 乗鞍岳
乗鞍岳（のりくらだけ）は、飛騨山脈南部の長野県松本市と岐阜県高山市にまたがる剣ヶ峰（標高3,026 m）を主峰とする山々の総称。山頂部の権現池火口の外輪山に位置する最高峰の剣ヶ峰、朝日岳などの8峰を含め、摩利支天岳、富士見岳など23の峰があり、高山市奥飛騨温泉郷、高山市丹生川町、高山市朝日町、高山市高根町、長野県松本市安曇にまたがる広大な裾野をもつ。飛騨側の高山市街地などから大きな山容を望むことができ、親しまれてきた山である。剣ヶ峰は、本州を太平洋側と日本海側に分ける分水界上の最高峰でもある。

## 概要

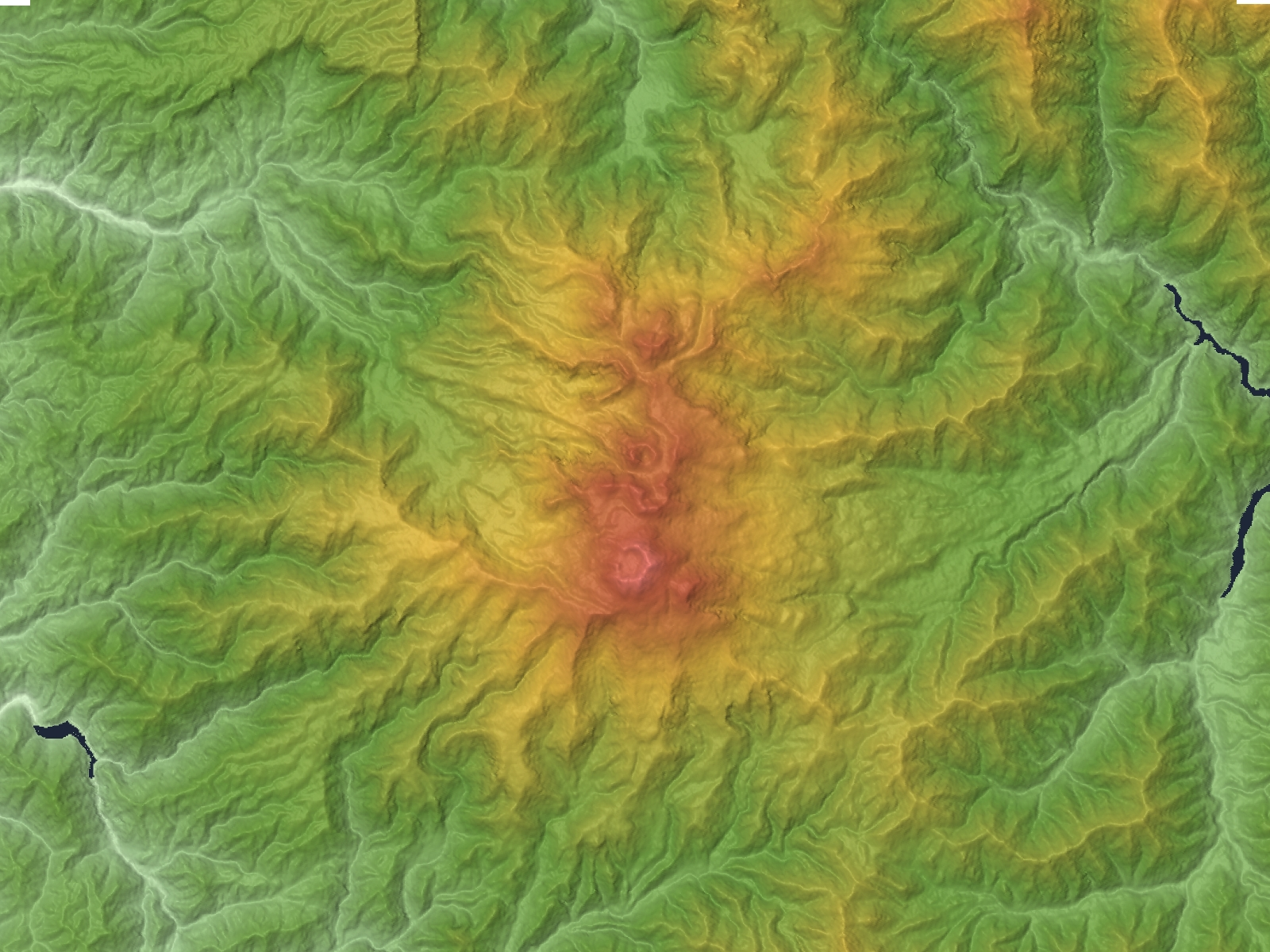
乗鞍火山の火山体地形図

山体は岐阜県と長野県に跨がる活火山で日本で19番目に高い山。活火山ランクC気象庁による常時観測対象の47火山に含まれるが山頂部に噴気地帯は存在しない。比較的新しい火山であることから穏やかな山容が特徴で、最新の噴火は2000年前の恵比寿岳での噴火とされている。乗鞍岳を含む飛騨山脈の主な山域は1934年（昭和9年）12月4日に中部山岳国立公園の指定を受け。長野県側の麓には溶岩流で形成された乗鞍高原が広がる。1949年に岐阜県道の観光道路で標高2,702 mの畳平までバスが運行されるようになると、大衆化し「雲上銀座」と呼ばれ観光地として賑わった。長野県側からも畳平まで乗鞍エコーラインが開通し山麓にはスキー場が建設され周辺には温泉地があり、四季を通じて美しい景観に恵まれ、乗鞍岳の山域は観光地、保養地として発展している。日本百名山、新日本百名山、信州百名山、ぎふ百山、一等三角点百名山に選定されている。

## 山名の由来と変遷

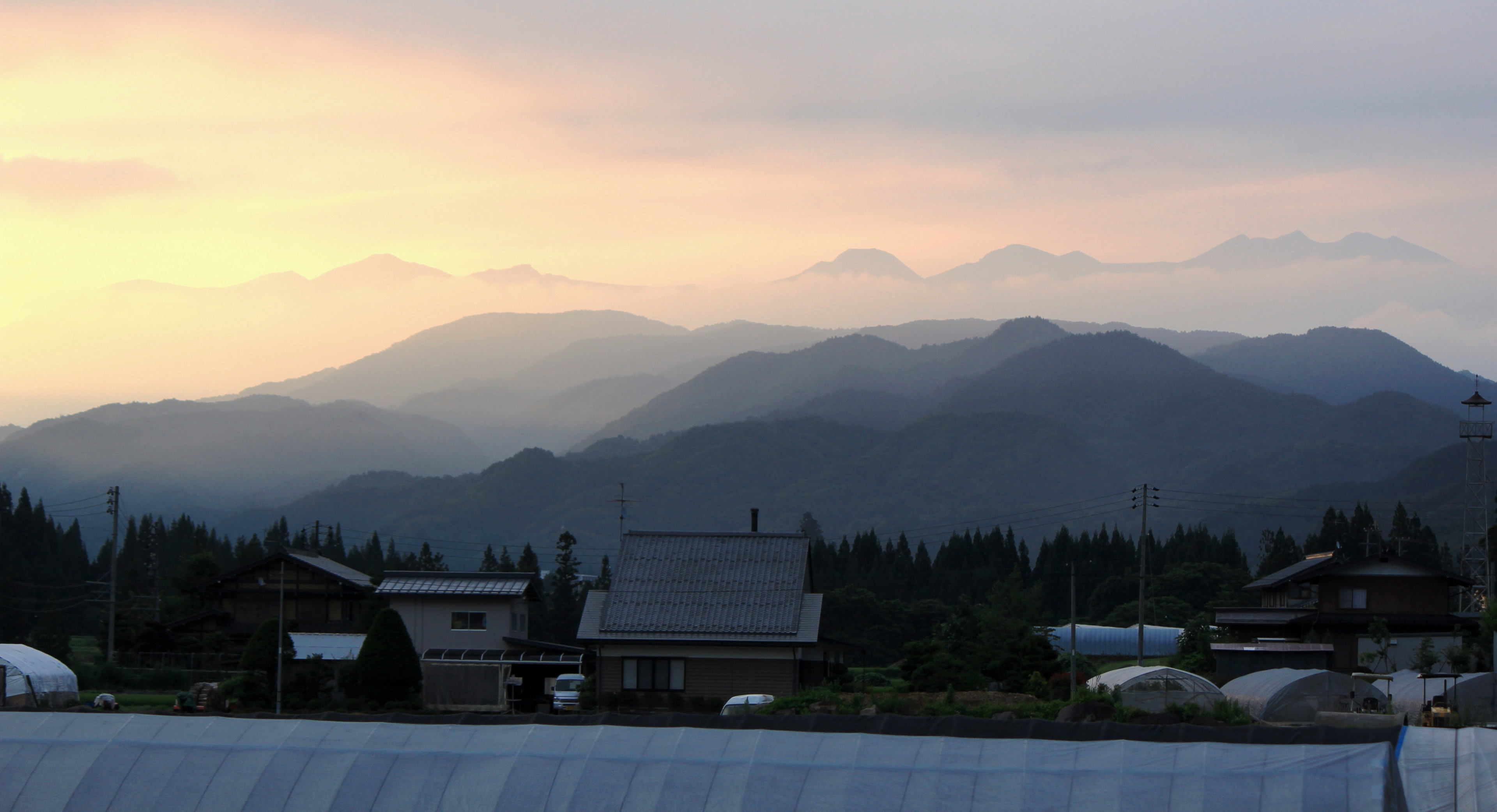
麓の高山市から望む雲の上の峰々が南北に連なる乗鞍岳

873年（貞観15年）の日本三代実録で、飛騨の国司の言葉
が残されており、「愛宝山（あぼうやま）」と呼ばれその当時から霊山として崇拝されていた。平安時代から室町時代にかけて古歌で「位山」と呼ばれ、1645年（正保2年）頃に乗鞍岳と呼ばれるようになったとされている。1829年（文政12年）の『飛州誌』では、「騎鞍ヶ嶽」と記されていた。飛騨側から眺めた山容が馬の鞍のように見えることから、「鞍ヶ嶺（鞍ヶ峰）」と呼ばれていた。日本には同じ飛騨山脈に属する白馬連峰の乗鞍岳をはじめとして同名の乗鞍岳が複数あり、「乗鞍」は馬の背に鞍を置いた山容に由来している。信州では最初に朝日が当たる山であることから「朝日岳」と呼ばれていた。最高峰の剣ヶ峰の別称が、「権現岳」。魔王岳と摩利支天岳は円空が命名して開山したとされている。1963年（昭和38年）11月に乗鞍国民休暇村（休暇村乗鞍高原）の開設に伴い、番所平と金山平と呼ばれていた周辺一帯が乗鞍高原と呼ばれるようになっていった。南北に多数の峰が連なることから「乗鞍連峰」と呼ばれることもある。

## 火山・地勢

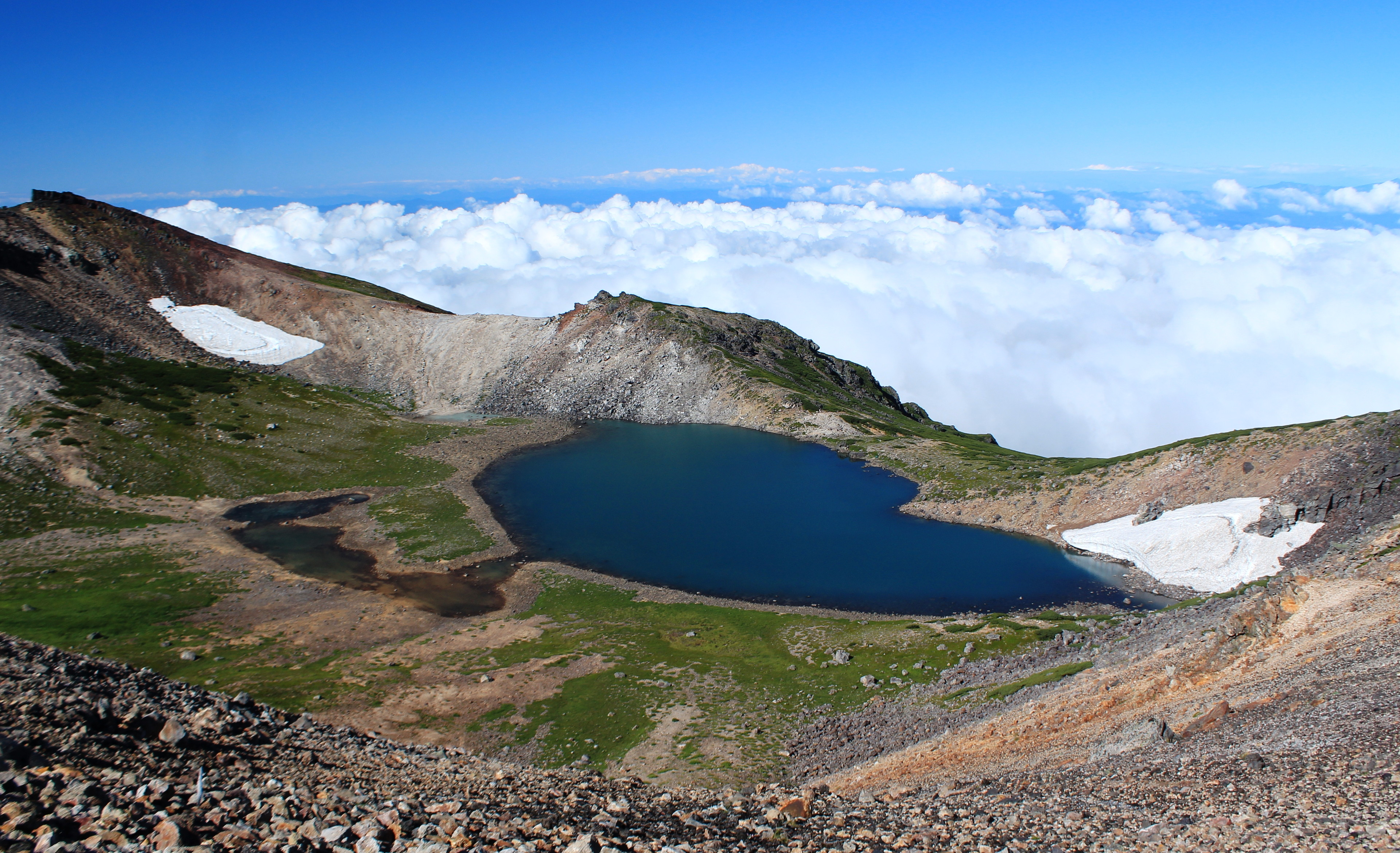
山頂直下西にある火口湖の権現池

日本の火山としては富士山、御嶽山に次ぐ高さである。乗鞍岳は複数の火山が南北に並ぶ複合火山である。千町火山体（せんちょうかざんたい、128-86万年前に活動した古期乗鞍火山）と烏帽子火山体、四ッ岳火山体、恵比寿火山体、権現池・高天ヶ原火山体（32万年前に活動を開始した新期乗鞍火山）で構成されている。古い火山体の千町火山体と烏帽子火山体では、浸食と崩壊が進んでいる。新期の火山体は山頂付近に分布する火山体や山腹に分布する溶岩ドームと溶岩流からなる大規模な成層火山。剣ヶ峰の噴火での直下西に権現池の火口湖が形成された。約9000年前に現在の乗鞍岳の山容が形成された。
山頂部は南北6 km、山体は北の安房峠から南の野麦峠まで南北15 km、東西に30 km、山域の面積は約250 km2と裾野が広いのが特徴で、飛騨山脈の中では最も広い山域を持つ。乗鞍高原などの8つの平原がある。火山湖と堰止湖の12の池があり、山頂直下西にある権現池は、日本では御嶽山の二ノ池に次いで2番目の高所にある湖沼。梓川、神通川、飛騨川の源流となる山で、それらの分水嶺となっている。山頂付近の積雪が多く、乗鞍スカイラインの開通のために長期間の除雪が必要となる。夏でも一部の北東斜面などには雪渓が残り、夏山でのスキーが可能となっている。西山腹の千町火山体の溶岩台地上の千町ヶ原から奥千町にかけては、池塘が点在する高層湿原となっている。
雄大な広がりを持つ乗鞍岳はコニーデ型の火山で、新生代の第四紀(洪積世・沖積世)、地球全体で火山活動が極めて活発だった時代に誕生したといわれる。乗鞍岳の表面は火成岩に覆われ、山頂部一帯には爆発の傷跡を残す火口壁や火口湖が点在している。現在は活火山としての活動力は失われているが、湯川の上流で吹き出すガスや山ふところの温泉群は、往時の火山活動の名残をとどめるものである。

### 活火山

#### 火山史
古期乗鞍火山
- 128-125万年前 - 千町火山体の乗鞍火山の噴火が始まり、千町北溶岩と黍生溶岩を流出し、黍生火砕岩を噴出した[28]。
- 92-86万年前 - 千町火山体で活発に活動し、ダナの岩溶岩、神立原溶岩、千町溶岩、朝日滝溶岩、大峰溶岩、県境溶岩を流出した[28]。この活動で権現池付近を中心にほぼ円錐形の山容が形成された[25]。
- 50万年ほど火山活動は休止しその間に、大規模な山体崩壊により千町火山体の北側は崩れ去った[25]。

新期乗鞍火山
- 32-12万年前 - 千町火山体の北部の崩壊・浸食された烏帽子火山体で火山活動が始まり、烏帽子溶岩、富士見溶岩、桔梗ヶ原溶岩、摩利支天溶岩、前川溶岩、大黒溶岩を流出した[28]。12万年に二つの火口を持つ成層火山が形成された[注釈 6][25]。
- 10万年前 - 権現池・高天ヶ原火山体で火山活動が始まりで、濁川溶岩、番所溶岩、ダナ新谷溶岩、平金溶岩、位ヶ原溶岩、嶽谷溶岩、ダナ東谷溶岩を流出し、前川本谷火砕流堆積物が形成され、高天ヶ原火砕岩と屏風岳火砕岩を噴出した[28]。
- 4万3千年前 - 膨大な番所溶岩流により乗鞍高原の原型が形成された[29]。
- 4万年前 - 浸食された烏帽子火山体上の四ツ岳火山体で火山活動が始まり、四ツ岳溶岩を流出した[25][28]。
- 2万年前 - 浸食された烏帽子火山体の上で恵比寿火山体の火山活動が始まり、恵比寿溶岩を流出した[25]。
- 9600年前 - 権現池火口で断続的にブルカノ式噴火（Vulcanian eruption)がはじまり、火山灰（剣ヶ峰火山砂）を噴出した[9][28]。
- 9200年前 - 権現池火口の噴火により、位ヶ原テフラ（水蒸気噴火により火山灰を噴出、位ヶ原火山灰が形成され、その後スコリア噴火により位ヶ原スコリが形成された。）を放出し、岩井谷溶岩が西側に流出した[9][28]。
- 以後 - 何回かの水蒸気爆発を起こした[9][注釈 7][30]。

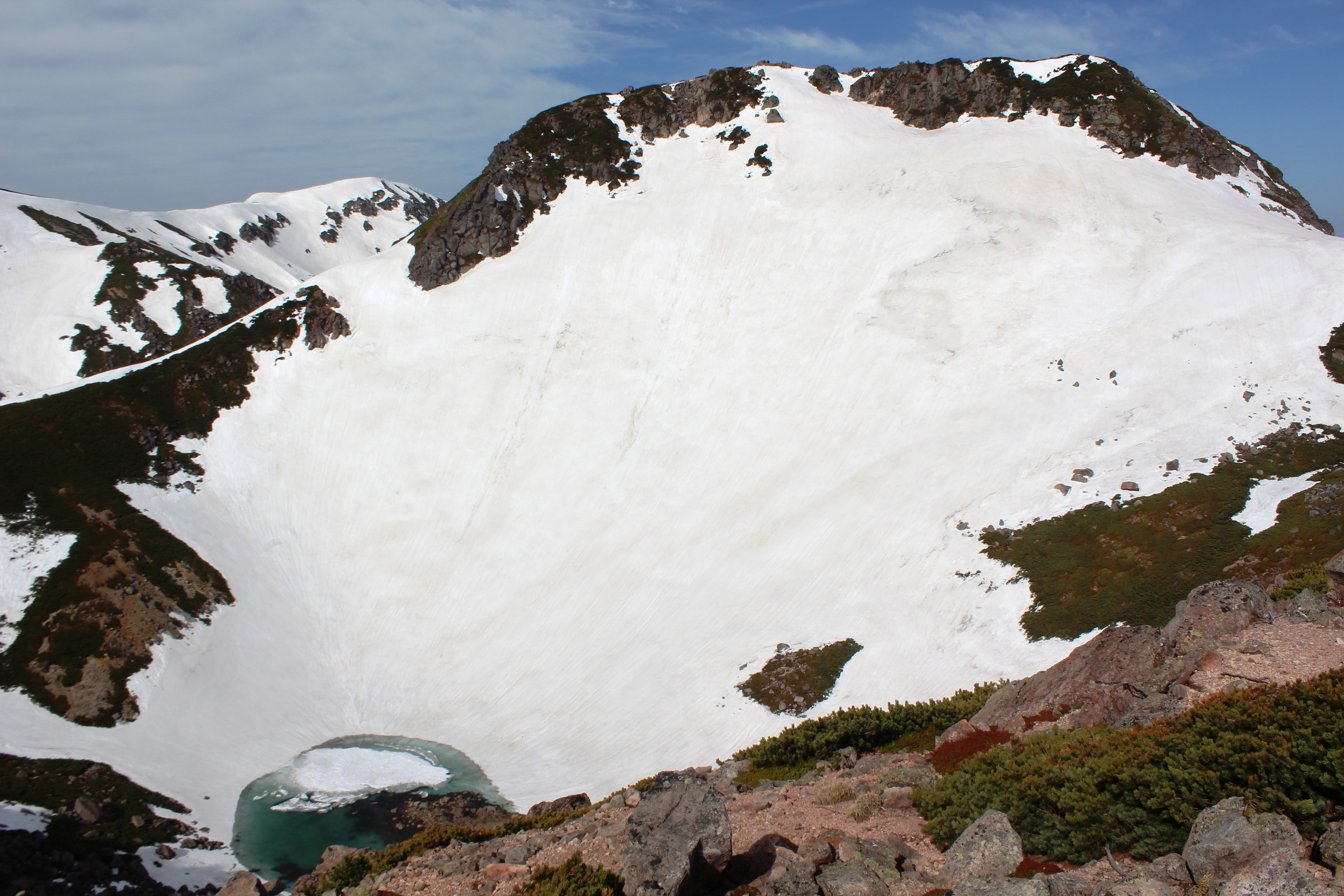
恵比寿岳直下東にある火口湖の亀ヶ池

- 約500年前 - 権現池火口で水蒸気爆発。（確認される最新噴火イベント）[31]

有史以降
- 1990年（平成2年）1月24日 - 南南西約10 kmでM4.2の群発地震が発生[9]。
- 1991年（平成3年）1月23日 - M4.2の地震が発生、前年から地震が、1992年末まで減少しつつ継続した[9]。
- 1995年（平成7年）8月 - 南西約2 kmで地震が多発した[9]。
- 2011年（平成23年）3月13日20時23分 - M3.1（震度2）の地震が発生、東北地方太平洋沖地震以降に北麓2-8 km付近で地震が活発化している[9]。

#### 現在の状況
100年活動指数と1万年活動指数がともに低い火山であることから、「活火山ランクC」の指定を受けている。2009年（平成21年）6月に火山噴火予知連絡会により、山体浅い部に地震活動が認められていることから、過去100年以内に火山活動の高まりが認められている火山として、火山防災のために監視・観測体制等の必要がある火山の一つの指定を受けている。火山性の地震群発は現在でも観測されている。活火山としての活動力を失っていて山頂部に噴気地帯はないが、湯川（梓川の支流）の最上流部では火山ガスが発生している。周辺では気象庁、国土地理院、防災科学技術研究所、名古屋大学により地震計、傾斜計、空振計、GPS、遠望カメラが設置され火山活動の監視と観測が行われている。気象庁は2007年（平成19年）12月1日に噴火予報で「平常」を発表しており、「噴火警戒レベル対象外火山」であり、2013年7月度の気象庁火山部火山監視・情報センターの月例報告で、「火山活動に特段の変化はなく、静穏に経過し噴火の兆候は認められない」と発表している。しかし、1000年以上噴火しておらず、そろそろ噴火をしても良い時期と考える火山学者もいる。2014年の木曽御嶽山噴火災害をうけて、ハザードマップが作成されていない状態の解消を目指し、乗鞍防災協議会設置のための火山対策検討会議が行われた。

### 乗鞍岳の峰々

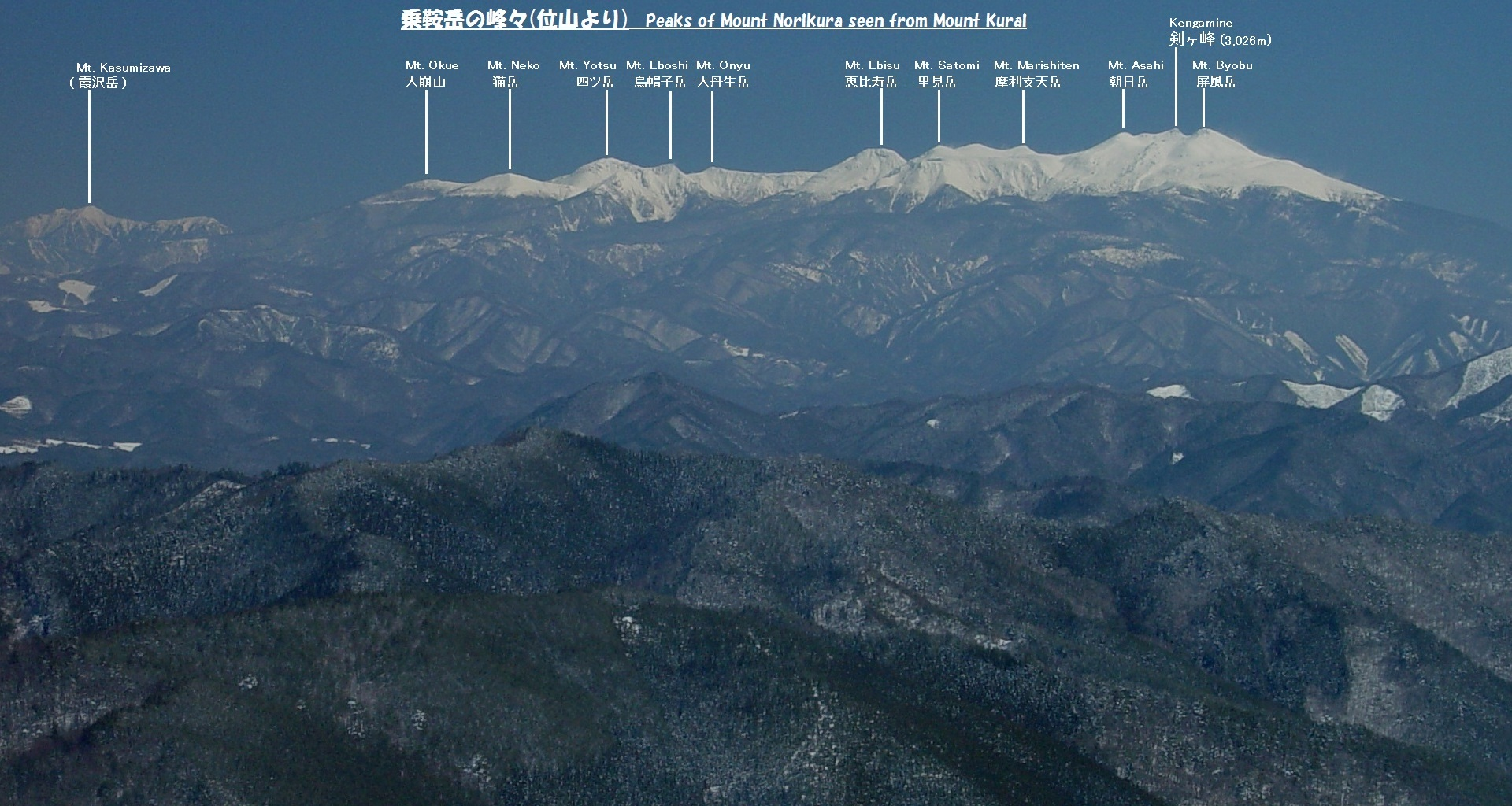
飛騨側の位山から望む乗鞍岳の主な峰々

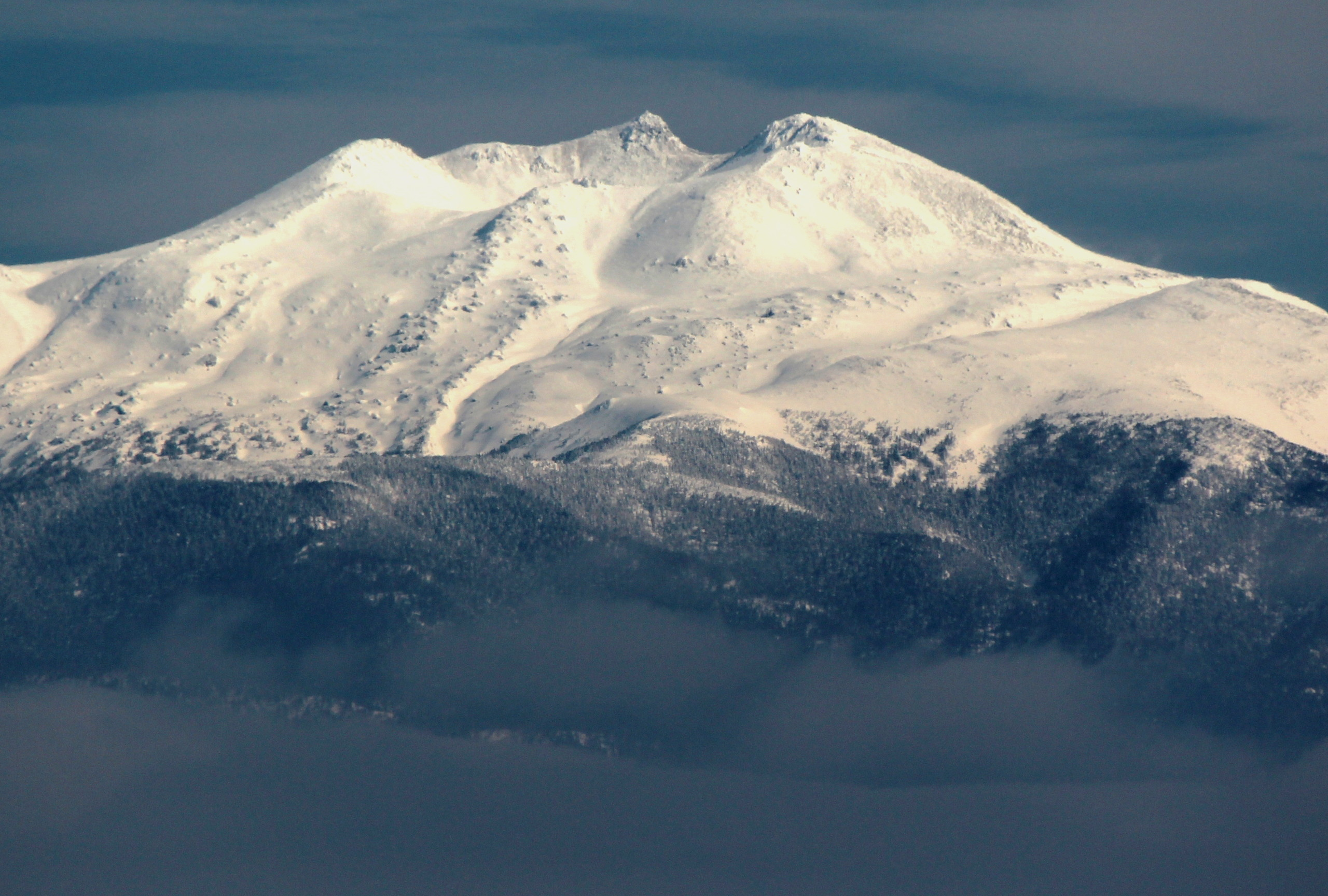
山頂部には権現池を火口湖とするカルデラがあり、水分岳、朝日岳、蚕玉岳（こだまだけ）、雪山岳、剣ヶ峰（最高峰、標高3,026 m）、大日岳、薬師岳、屏風岳の8峰から構成される（権現池・高天ヶ原火山体）。

山頂部には北から順番に以下の峰が連なり、乗鞍23峰と呼ばれている。その他の峰として、高天ヶ原（たかまがはら、2,829 m）と金山岩（かなやまいわ、2,532 m）がある。最高峰の剣ヶ峰には一等三角点が設置されている。多くの峰は登山規制が行われていて、立ち入りが禁止されている。

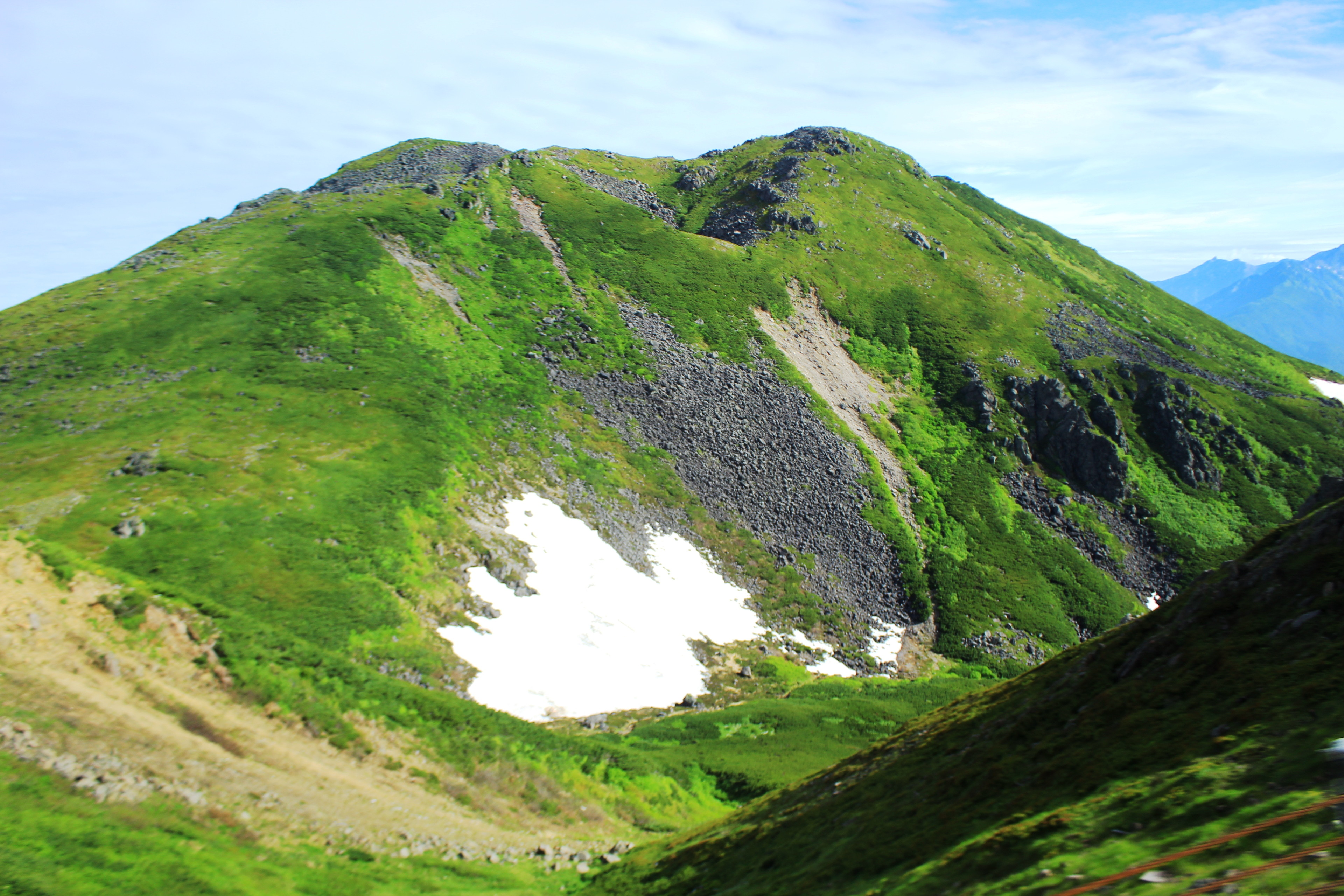
四ツ岳 (2,751m)
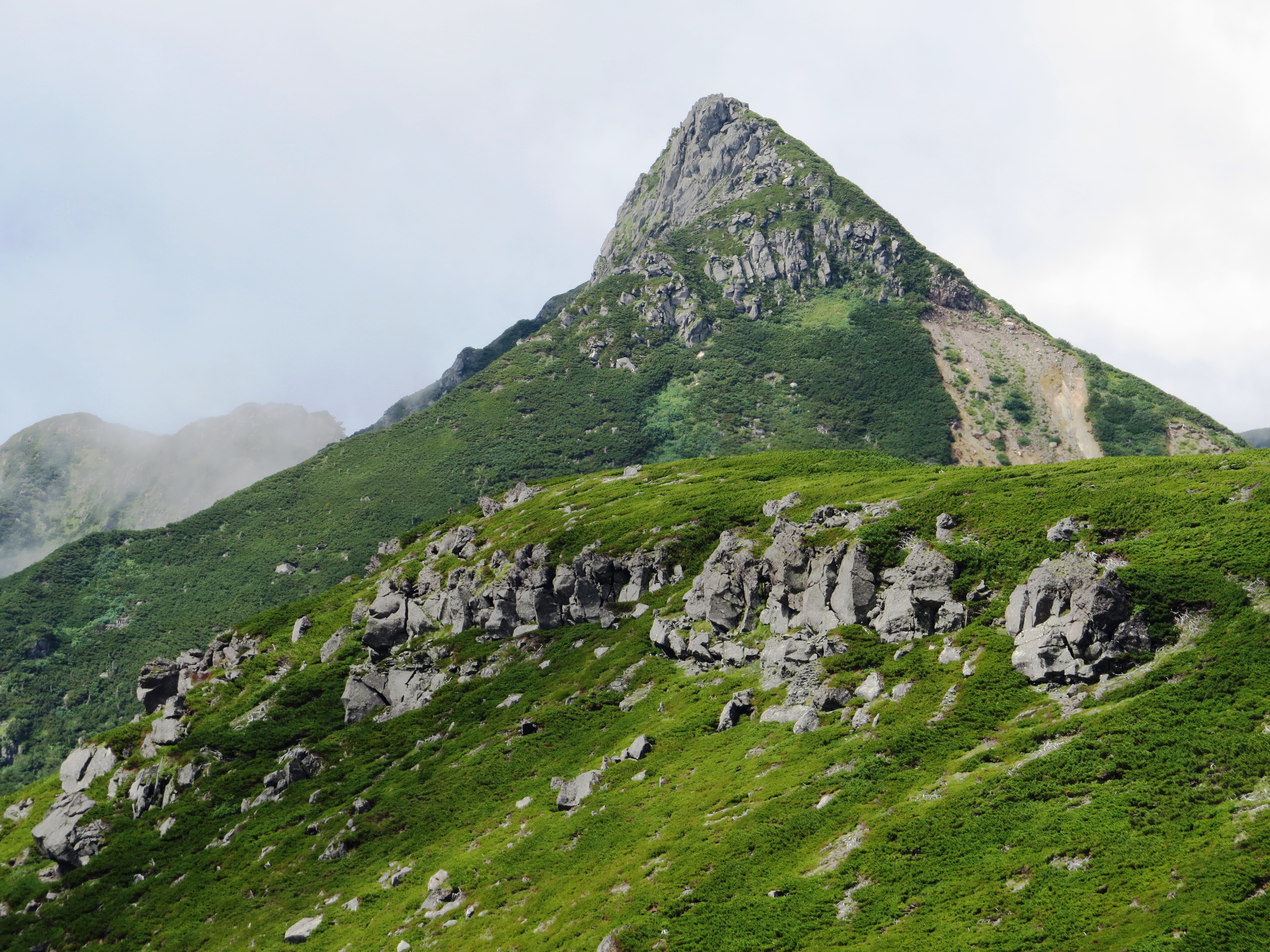
烏帽子岳 (2,692m)
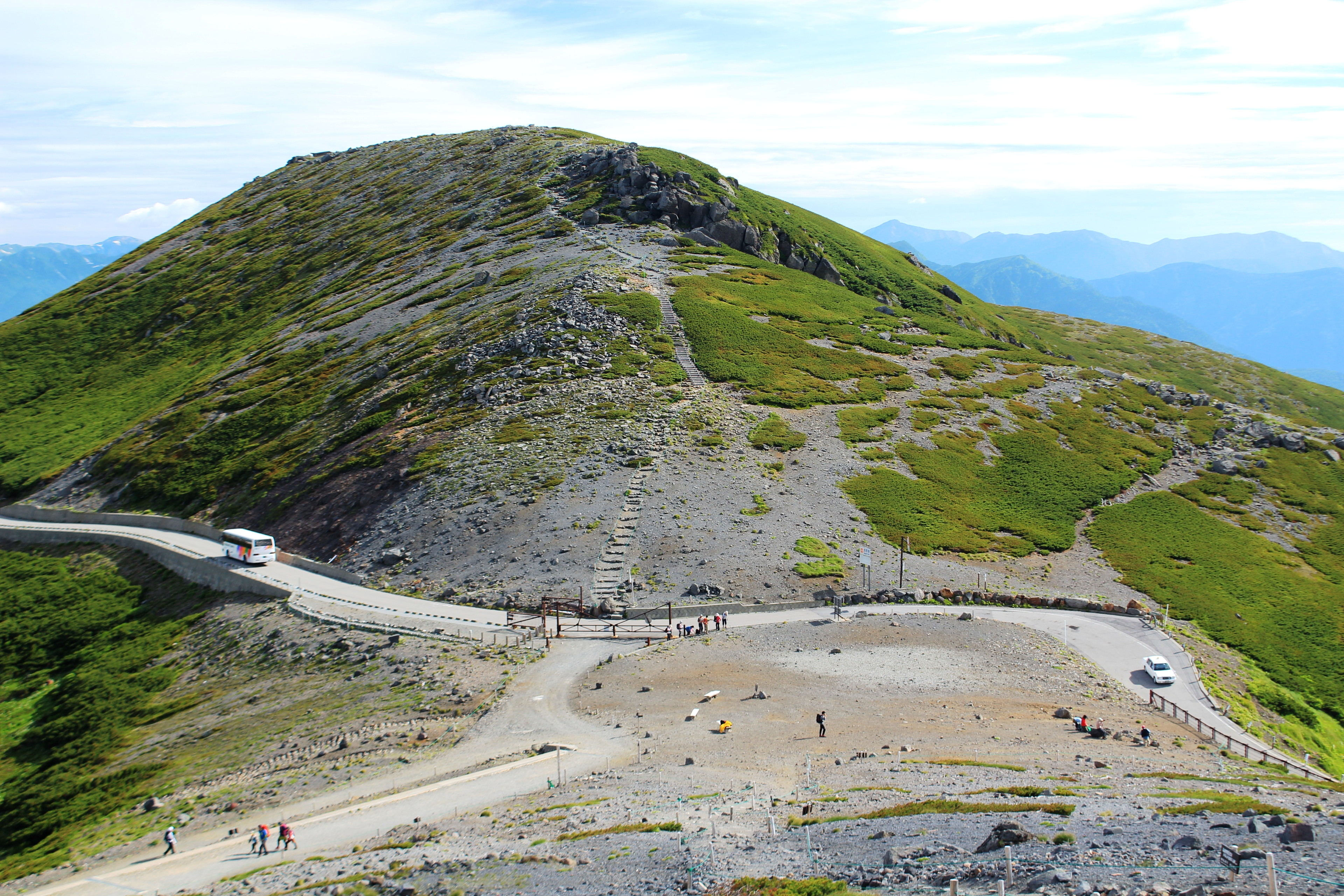
大黒岳 (2,772m)
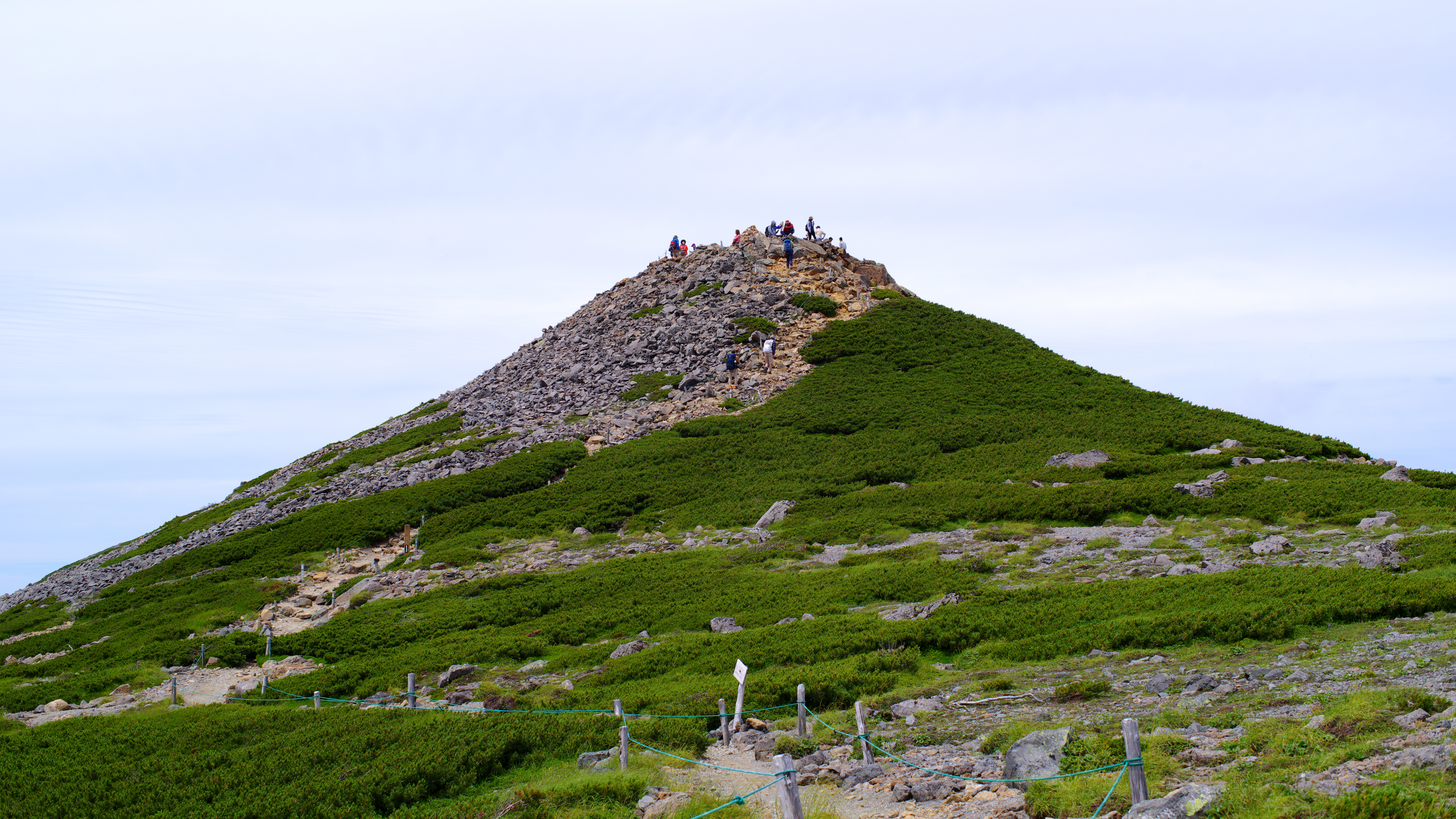
富士見岳 (2,817m)
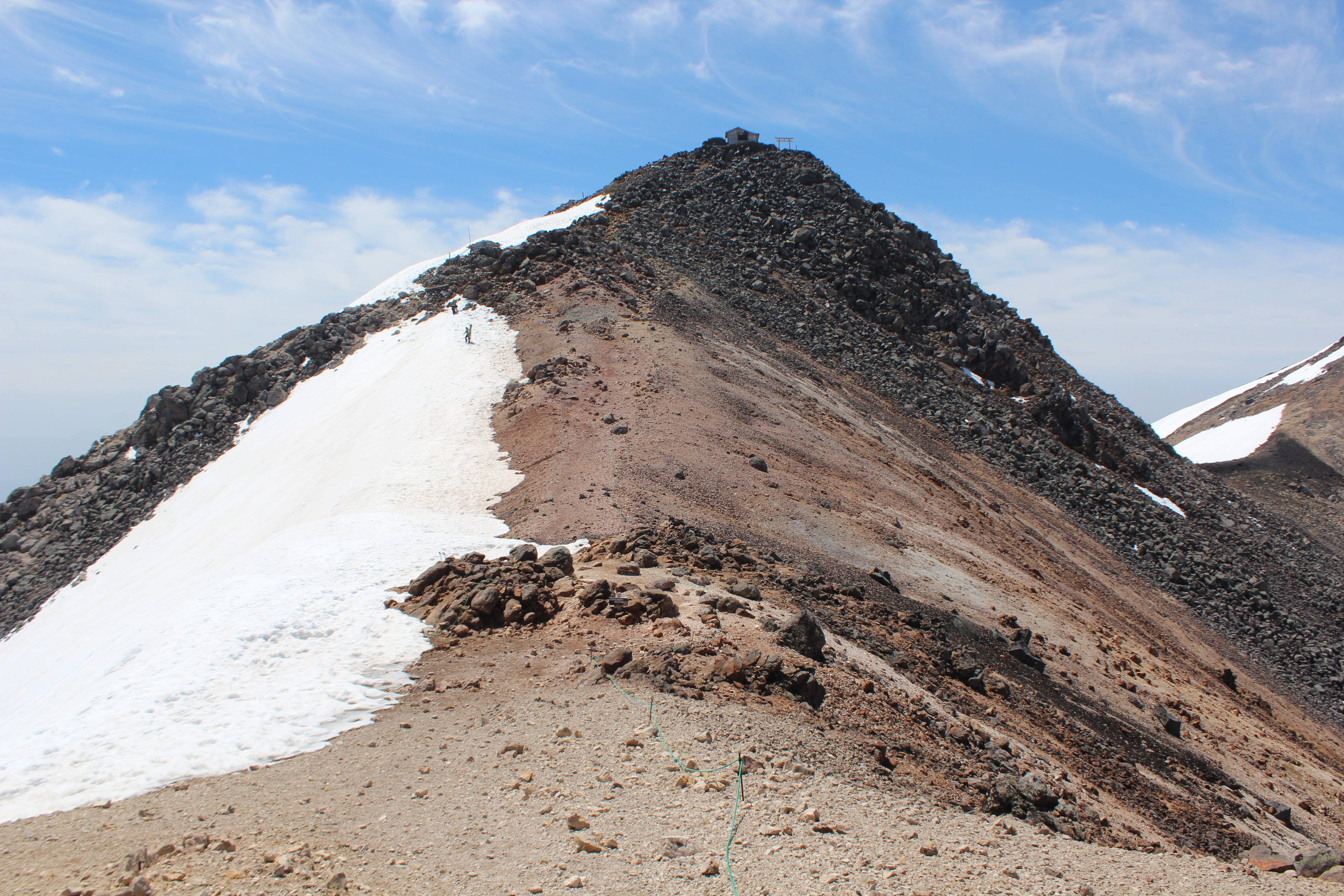
剣ヶ峰 (3,026m) 乗鞍岳の最高峰

| 山名       | よみ           | 標高 (m) | 剣ヶ峰からの 方角と距離(km) | 火山体名                 | 備考             |
| ---------- | -------------- | -------- | --------------------------- | ------------------------ | ---------------- |
| 安房山     | あぼうさん     | 2,220    | 北北東 10.1                 | ジュラ紀付加体           | 安房トンネル     |
| 十石山     | じゅっこくやま | 2,525    | 北北東 7.2                  |                          |                  |
| 大崩山     | おおくえやま   | 2,523    | 北 5.7                      |                          |                  |
| 猫岳       | ねこだけ       | 2,581    | 北 5.2                      |                          |                  |
| 硫黄岳     | いおうだけ     | 2,554    | 北北東 4.8                  |                          |                  |
| 四ツ岳     | よつだけ       | 2,751    | 北 4.5                      | 四ッ岳火山体             |                  |
| 烏帽子岳   | えぼしだけ     | 2,692    | 北 3.9                      | 烏帽子火山体             |                  |
| 大丹生岳   | おおにゅうだけ | 2,698    | 北 3.7                      |                          |                  |
| 大黒岳     | だいこくだけ   | 2,772    | 北北東 2.4                  |                          |                  |
| 恵比寿岳   | えびすだけ     | 2,831    | 北 2.3                      | 恵比寿火山体             | 遊歩道           |
| 魔王岳     | まおうだけ     | 2,760    | 北 2.2                      | 恵比寿火山体             | 遊歩道           |
| 富士見岳   | ふじみだけ     | 2,817    | 北 1.7                      |                          | 登山道           |
| 里見岳     | さとみだけ     | 2,824    | 北北西 1.9                  |                          |                  |
| 不動岳     | ふどうだけ     | 2,875    | 北 1.5                      |                          |                  |
| 摩利支天岳 | まりしてんだけ | 2,872    | 北 1.2                      |                          | 乗鞍コロナ観測所 |
| 水分岳     | みくまりだけ   | 2,896    | 北西 0.6                    | 権現池・ 高天ヶ原 火山体 |                  |
| 朝日岳     | あさひだけ     | 2,975    | 北北西 0.4                  | 権現池・ 高天ヶ原 火山体 |                  |
| 蚕玉岳     | こだまだけ     | 2,979    | 北北西 0.2                  | 権現池・ 高天ヶ原 火山体 | 登山道           |
| 雪山岳     | せつざんだけ   | 2,891    | 西 0.7                      | 権現池・ 高天ヶ原 火山体 |                  |
| 剣ヶ峰     | けんがみね     | 3,026    | 0                           | 権現池・ 高天ヶ原 火山体 | 乗鞍岳の最高峰   |
| 大日岳     | だいにち       | 3,014    | 南南西 0.3                  | 権現池・ 高天ヶ原 火山体 |                  |
| 薬師岳     | やくしだけ     | 2,950    | 西南西 0.7                  | 権現池・ 高天ヶ原 火山体 |                  |
| 屏風岳     | びょうぶだけ   | 2,968    | 南西 0.6                    | 権現池・ 高天ヶ原 火山体 |                  |

- 四ツ岳 (2,751m)
- 烏帽子岳 (2,692m)
- 大黒岳 (2,772m)
- 富士見岳 (2,817m)
- 剣ヶ峰 (3,026m)
乗鞍岳の最高峰

### 山頂部の池

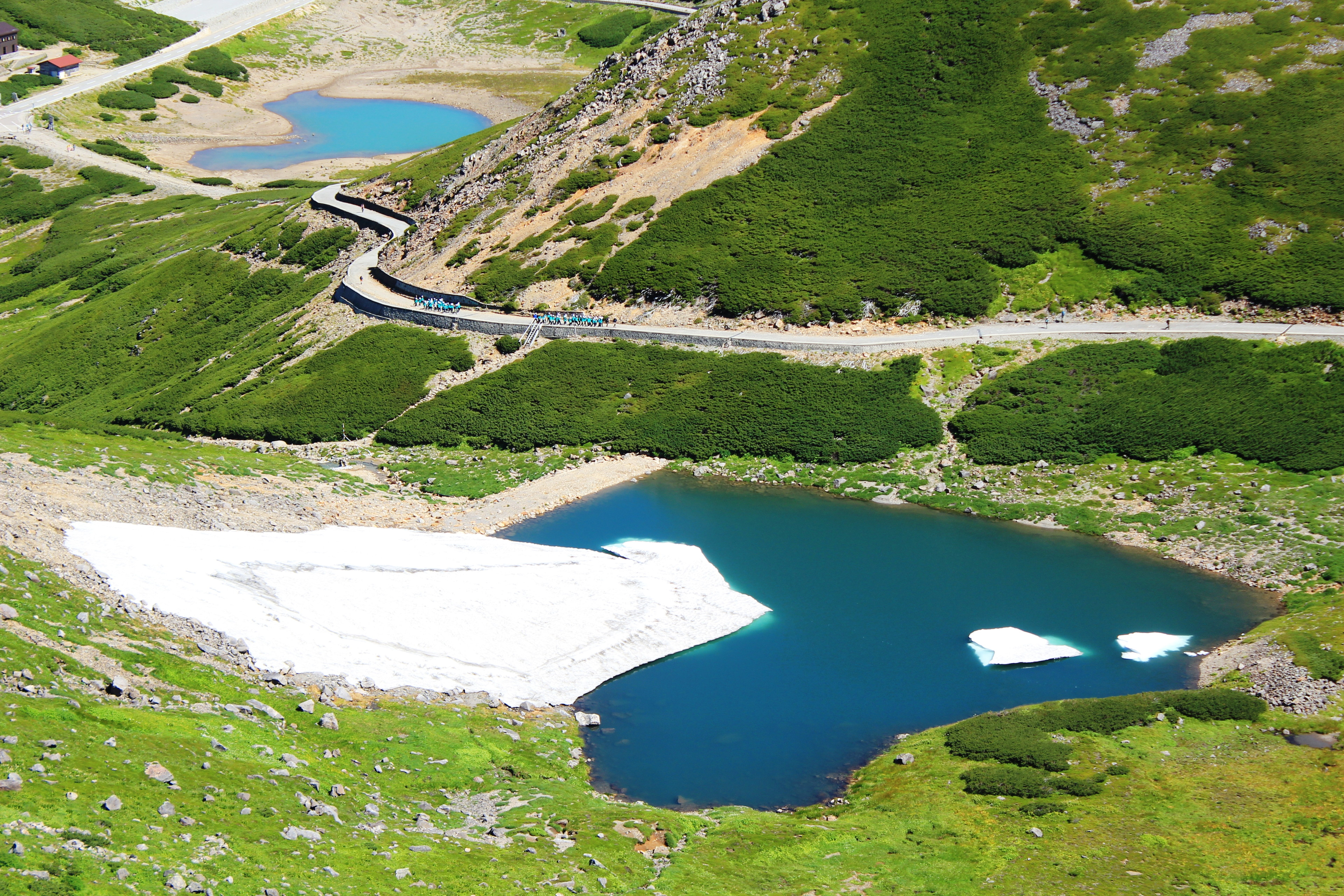
山上部にある不消ヶ池（手前）と鶴ヶ池（奥）

山頂付近には、以下の8箇所に12個の火口湖と堰止湖がある。
- 権現池 - 山頂直下西にある権現池・高天ヶ原火山体の活動終期に形成されたコバルトブルーの火口湖[39]。御嶽山のニノ池に次いで日本で2番目の高所にある湖沼[40]。
- 五ノ池 - 里見岳の南にある溶岩流による堰止湖[39]。
- 不消ヶ池（きえずがいけ） - 富士見岳と摩利支天岳の間にあり、真夏でも雪が残ることがある[注釈 8][39]。
- 鶴ヶ池 - 畳平の東にあり、名称は鶴の形状に似ていることに因む[注釈 9]。
- 亀ヶ池 - 恵比寿岳と魔王岳との間にある恵比寿火口、名称は周氷河地形の構造土が発見されたことに因む[39]。
- 大丹生池 - 大丹生池に西にある溶岩流による堰止湖[39]。
- 土樋池 - 烏帽子岳の西にある溶岩流による堰止湖[39]。
- 無名の池 - 四ツ岳と硫黄岳の間。

### 地質
古生層の安山岩類や花崗岩類、デイサイト質の溶岩などで構成されている。乗鞍岳ではパン皮状火山弾（breadcrust bomb）が見られ、火口付近では吹き飛ばされた古い岩石の破片、スコリア、軽石なども見られる。山頂付近には亀甲砂礫や条線砂礫などの構造土が見られ、地理学者の田中阿歌麿が日本の周氷河地形として初めて亀ヶ池で構造土を発見した。乗鞍高原の鈴蘭には武田信玄によって開発されたとされる大樋鉱山があって、1640年（寛永17年）から1697年（元禄10年）にかけて盛んに銀が産出されていた。東山腹の梓川の支流湯川沿いの白骨温泉では石灰華（炭酸カルシウム）の沈殿物が見られ、「白骨温泉の噴湯丘と球状石灰石」が1952年（昭和27年）3月29日に国の特別天然記念物の指定を受けた。

## 環境

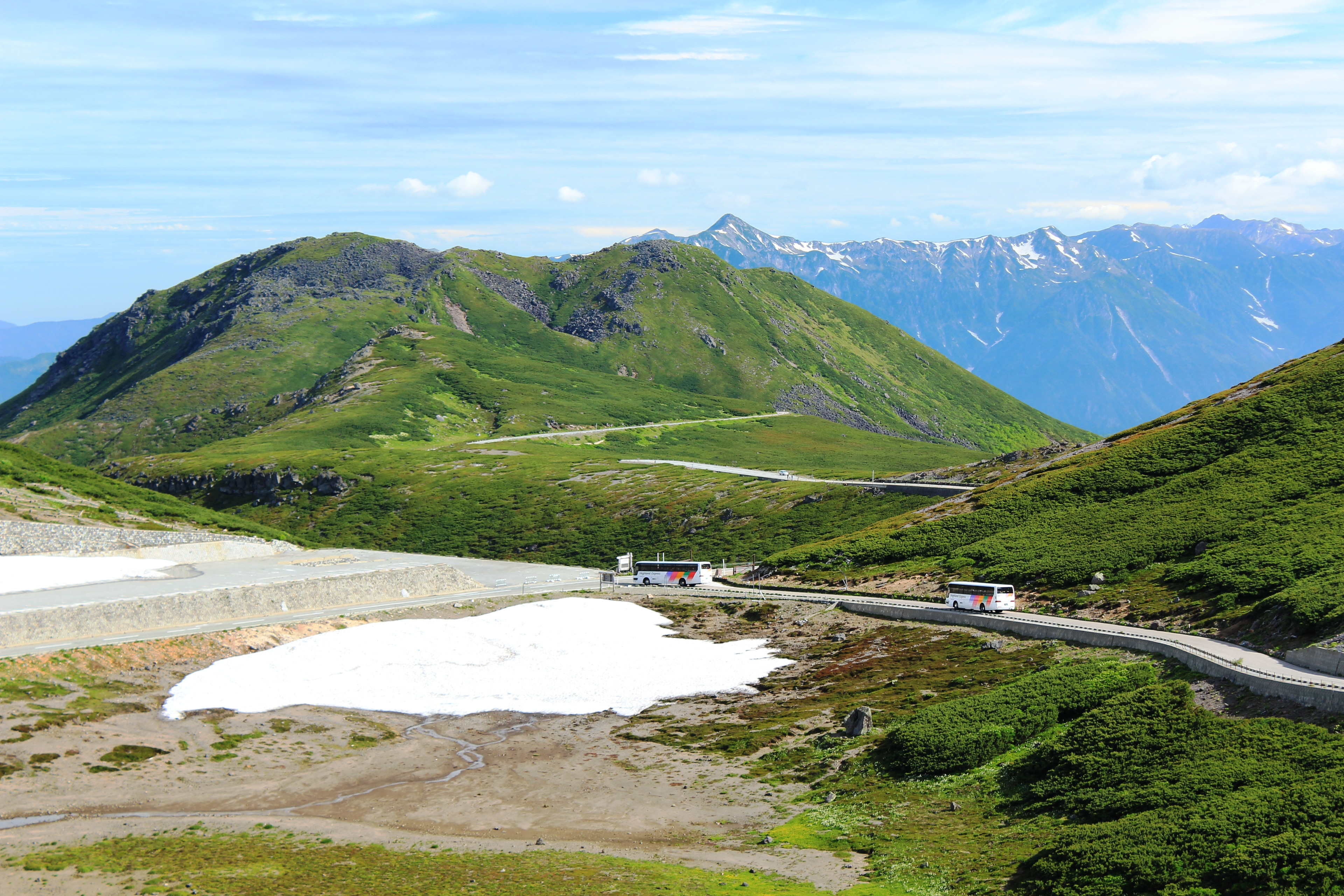
マイカー規制が行われている乗鞍スカイラインと乗鞍エコーライン

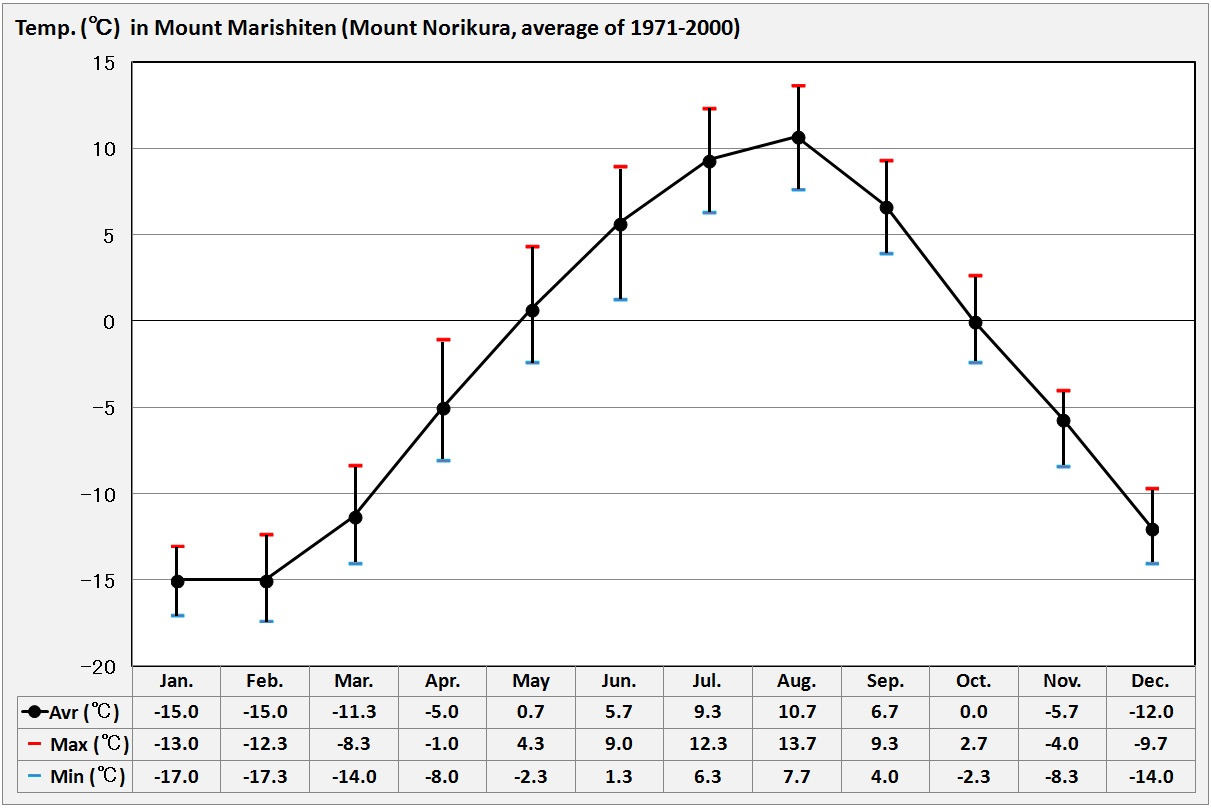
乗鞍コロナ観測所で観測された月ごとの平均気温（1971-2000年）

自然保護の観点から乗鞍スカイラインと乗鞍エコーラインで2003年からマイカー規制が実施され、バスとタクシーを除き一般車両の通行が禁止されるようになった。これらの山岳道路では麓の山地帯、亜高山帯、高山帯へと植生の垂直分布の移行を観察することができる。東側の乗鞍高原の山麓では明治時代に牛の放牧とソバ畑の開拓が行われた。

### 気候
山頂付近の摩利支天岳（標高2,872 m）頂上の乗鞍コロナ観測所で観測された、毎日の平均気温、最低気温、最高気温の月ごとの1971年（昭和46年）から2000年（平成12年）までの30年間の平均値を下表に示す。1月下旬から2月上旬にかけてが最も寒く、8月初旬が最も暑い。畳平へのシャトルバスの夏の早朝便ではカーエアコンで暖房される。
| 月            | 1月 | 2月 | 3月 | 4月 | 5月 | 6月 | 7月 | 8月 | 9月 | 10月 | 11月 | 12月 | 年平均 |
| ------------- | --- | --- | --- | --- | --- | --- | --- | --- | --- | ---- | ---- | ---- | ------ |
| 平均気温（℃） | -15 | -15 | -11 | -5  | 1   | 6   | 9   | 11  | 7   | 0    | -6   | -12  | -3     |
| 最低気温（℃） | -17 | -17 | -14 | -8  | -2  | 1   | 6   | 8   | 4   | -2   | -8   | -14  | -5     |
| 最高気温（℃） | -13 | -12 | -8  | -1  | 4   | 9   | 12  | 14  | 9   | 3    | -4   | -10  | 0      |

また、年間平均気温、および最低気温、最高気温の年間平均値を下表に示す。年間の平均気温の最低値は1986年の-4.1℃、最高値は1998年の-0.5℃。
| 年     | 平均 気温 （℃） | 最低 気温 （℃） | 最高 気温 （℃） | 年     | 平均 気温 （℃） | 最低 気温 （℃） | 最高 気温 （℃） | 年     | 平均 気温 （℃） | 最低 気温 （℃） | 最高 気温 （℃） |
| ------ | --------------- | --------------- | --------------- | ------ | --------------- | --------------- | --------------- | ------ | --------------- | --------------- | --------------- |
| 1968年 | -0.8            | -4.7            | 3.2             | 1979年 | -1.9            | -4.8            | 1.0             | 1990年 | -1.6            | -3.9            | 1.2             |
| 1969年 | -2.2            | -5.5            | 2.3             | 1980年 | -3.0            | -5.5            | -0.5            | 1991年 | -2.1            | -4.5            | 0.4             |
| 1970年 | -1.4            | -4.5            | 1.8             | 1981年 | -2.6            | -5.0            | -0.2            | 1992年 | -2.4            | -4.8            | 0.1             |
| 1971年 | -2.8            | -6.1            | 0.5             | 1982年 | -2.4            | -5.1            | 0.5             | 1993年 | -3.0            | -5.0            | -0.7            |
| 1972年 | -2.2            | -5.7            | 1.3             | 1983年 | -2.8            | -5.1            | -0.4            | 1994年 | -2.3            |                 | 0.2             |
| 1973年 | -2.0            | -5.5            | 1.5             | 1984年 | -3.3            | -5.5            | -1.0            | 1995年 | -3.7            | -5.9            | -1.5            |
| 1974年 | -2.5            | -5.7            | 0.7             | 1985年 | -2.7            | -4.9            | -0.6            | 1996年 | -2.6            | -5.2            | -0.1            |
| 1975年 | -2.2            | -5.5            | 1.3             | 1986年 | -4.1            | -6.6            | -1.6            | 1997年 | -2.3            | -4.7            | 0.1             |
| 1976年 | -3.2            | -6.3            | -0.1            | 1987年 | -2.0            | -4.6            | 0.6             | 1998年 | -0.5            | -3.4            | 2.3             |
| 1977年 | -2.1            | -5.2            | 1.0             | 1988年 | -3.5            | -5.7            | -1.1            | 1999年 | -2.4            | -5.1            | 0.3             |
| 1978年 | -2.3            | -5.3            | 0.8             | 1989年 | -2.3            | -4.7            | 0.3             | 2000年 | -2.6            | -5.3            | -0.7            |

9時と15時における風力の月ごとの1989年（平成元年）から1997年（平成9年）までの9年間の平均値を下表に示す。風向きは年間を通じて北西が主流となっている。冬期に風が強い日が多く、9時、15時の区別なく1-2月には風力4.9-5.2（風速換算で約10 m/s）。
| 月   | 1月 | 2月 | 3月 | 4月 | 5月 | 6月 | 7月 | 8月 | 9月 | 10月 | 11月 | 12月 | 年平均 |
| ---- | --- | --- | --- | --- | --- | --- | --- | --- | --- | ---- | ---- | ---- | ------ |
| 9時  | 5.0 | 5.1 | 4.6 | 3.8 | 3.1 | 2.9 | 2.7 | 2.5 | 2.7 | 2.9  | 3.8  | 4.6  | 3.6    |
| 15時 | 5.2 | 4.9 | 4.4 | 3.6 | 2.8 | 2.7 | 2.6 | 2.4 | 2.6 | 2.8  | 3.7  | 4.5  | 3.5    |

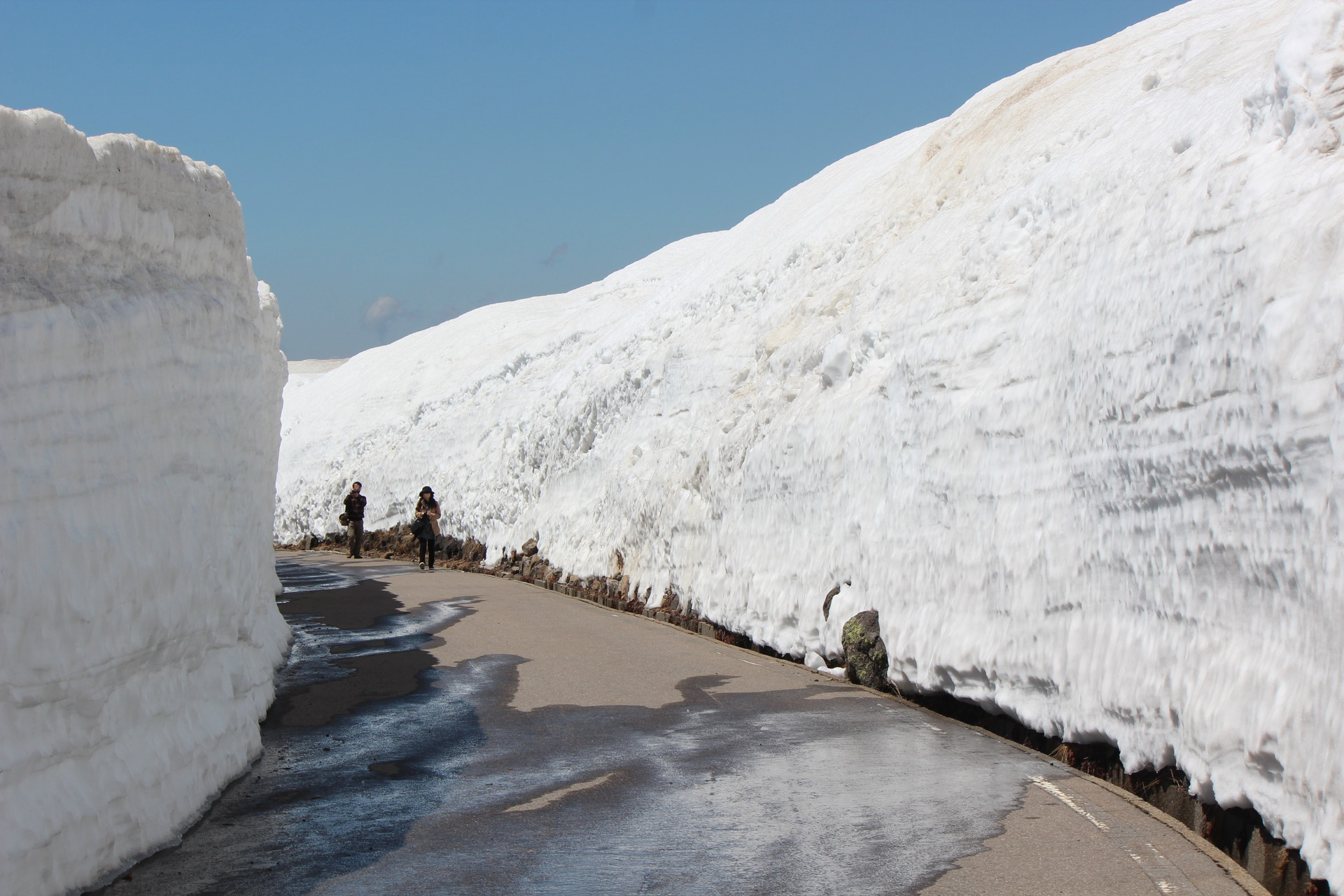
乗鞍エコーラインの畳平付近（標高約2,700 m）の除雪部の雪壁（2013年5月21日）

9時と15時における月別天気出現率（%）（1968-1997年の平均値）を下表に示す。乗鞍岳では夏に午後になると霧や雲の発生が活発になることが多く、他の山岳地帯と同様に午前中の方が天候が安定している。畳平では濃霧で視界不良となることもある。例年9月末-10月にかけて山頂部で初冠雪し、6月にも雪が降ることがある。
| 月   | 1月 | 2月 | 3月 | 4月 | 5月 | 6月 | 7月 | 8月 | 9月 | 10月 | 11月 | 12月 |
| ---- | --- | --- | --- | --- | --- | --- | --- | --- | --- | ---- | ---- | ---- |
| 快晴 | 21  | 20  | 25  | 26  | 22  | 11  | 11  | 19  | 18  | 32   | 32   | 28   |
| 晴   | 5   | 7   | 9   | 11  | 13  | 15  | 17  | 18  | 13  | 11   | 7    | 7    |
| 曇   | 9   | 14  | 18  | 22  | 27  | 30  | 20  | 17  | 23  | 18   | 13   | 9    |
| 雨   | 0   | 0   | 1   | 6   | 12  | 19  | 21  | 15  | 9   | 9    | 4    | 0    |
| 雪   | 42  | 36  | 26  | 13  | 4   | 1   | 0   | 0   | 0   | 5    | 19   | 36   |

| 月   | 1月 | 2月 | 3月 | 4月 | 5月 | 6月 | 7月 | 8月 | 9月 | 10月 | 11月 | 12月 |
| ---- | --- | --- | --- | --- | --- | --- | --- | --- | --- | ---- | ---- | ---- |
| 快晴 | 15  | 13  | 14  | 14  | 9   | 2   | 2   | 2   | 5   | 18   | 24   | 24   |
| 晴   | 7   | 7   | 10  | 14  | 14  | 10  | 11  | 14  | 12  | 13   | 8    | 8    |
| 曇   | 13  | 16  | 20  | 28  | 35  | 33  | 25  | 29  | 30  | 23   | 17   | 9    |
| 雨   | 0   | 0   | 1   | 6   | 12  | 21  | 25  | 18  | 21  | 9    | 4    | 0    |
| 雪   | 50  | 43  | 33  | 17  | 6   | 1   | 0   | 0   | 0   | 8    | 21   | 38   |

### 動物
山域にはオコジョ、トウホクノウサギ、ニホンカモシカ、ツキノワグマ、イワヒバリ、ホシガラス、国の特別天然記念物に指定されているライチョウなど生息する。
ツキノワグマについては2009年に、畳平でバスターミナル周辺を襲う事件があり、9人の観光客がクマの攻撃を受ける騒動となった事例がある。
ライチョウに関しては、長野大学生態学研究室により詳細な生息調査が行われている。ライチョウの乗鞍岳における総個体数は1983年の調査では130羽、1994年の調査では109羽と減少傾向にある（環境省のレッドリストの絶滅危惧IB類の指定を受けている種）。イワツバメ、イワヒバリ、カヤクグリ、ライチョウ、ルリビタキの繁殖が確認されていて、カラ類、キセキレイ、ホシガラスなど多くの野鳥が生息している。
白樺峠は、乗鞍高原一帯を通過していくタカの渡りの観察地として知られていて、9月下旬にはサシバ、ハチクマ、10月中旬にはノスリ、ツミなどの渡りが見られる。乗鞍高原では7種のコウモリの生息が確認されていて、日本の固有種であるクビワコウモリの繁殖が日本で初めて乗鞍高原で確認された。長野県の天然記念物の指定種の高山蝶のクモマベニヒカゲとミヤマモンキチョウやクジャクチョウ、コヒオドシなどの蝶が生息し、岐阜県のレッドリストで指定を受けている高山蛾のアルプスカバナミシャク、アルプスギンウワバ、アルプスヤガ、アルプスクロヨトウ、オオギンスジコウモリ、クモマウスグロヤガ、サザナミナミシャク、タカネモンヤガ、ナカトビヤガ、ヤツガダケヤガなどの確認記録がある。

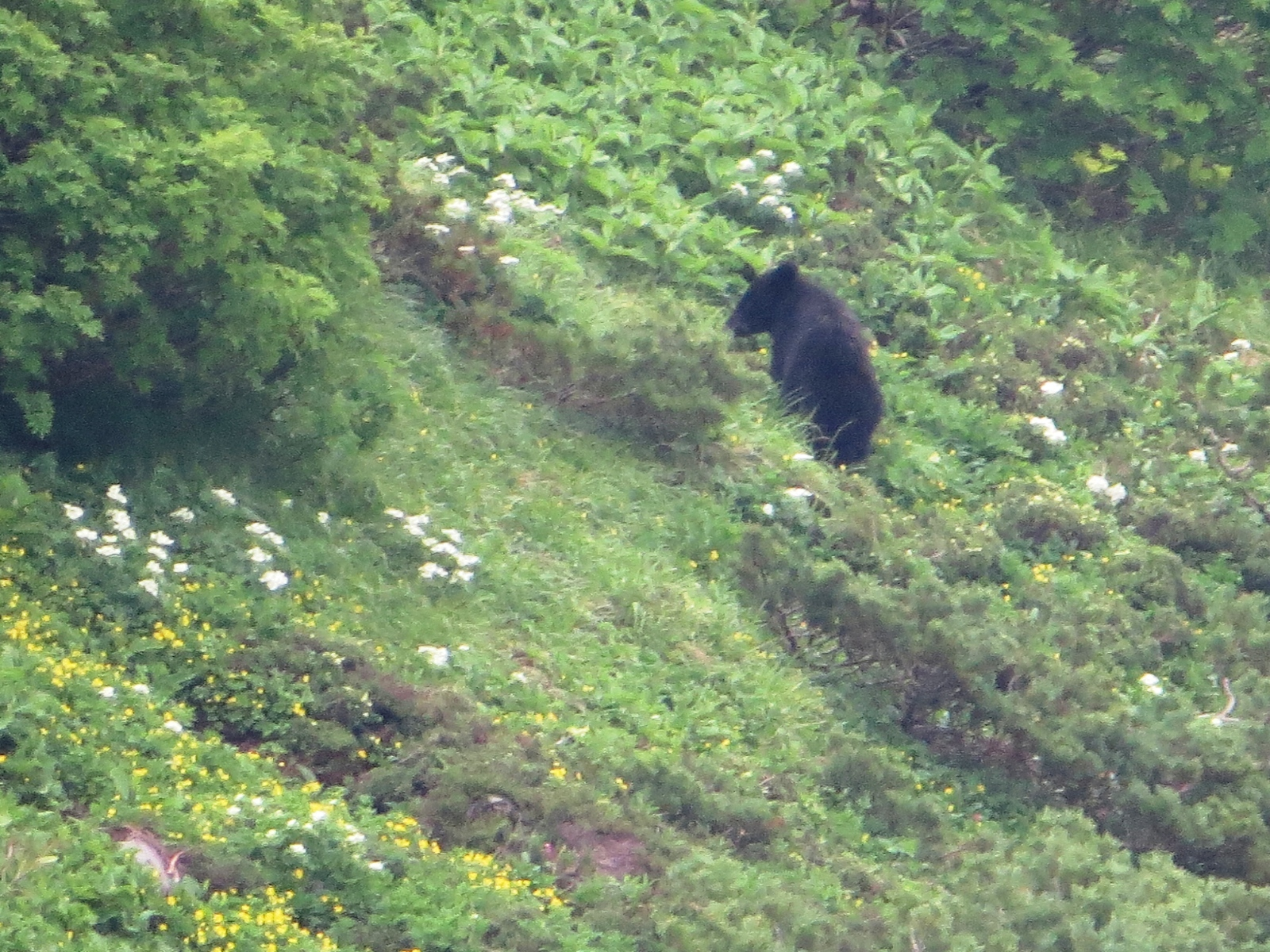
ツキノワグマ
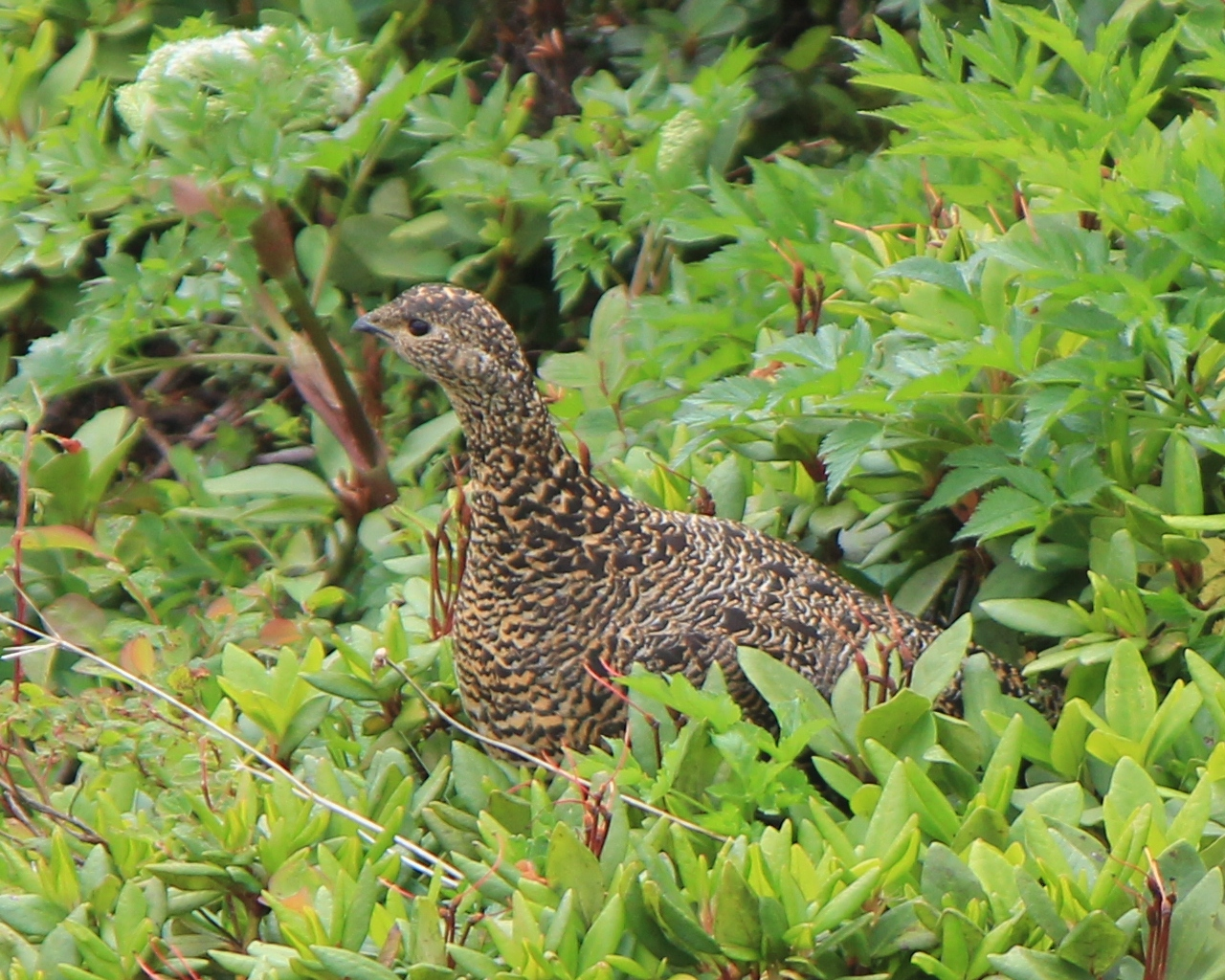
乗鞍岳で100羽程が生息している国の特別天然記念物のライチョウ
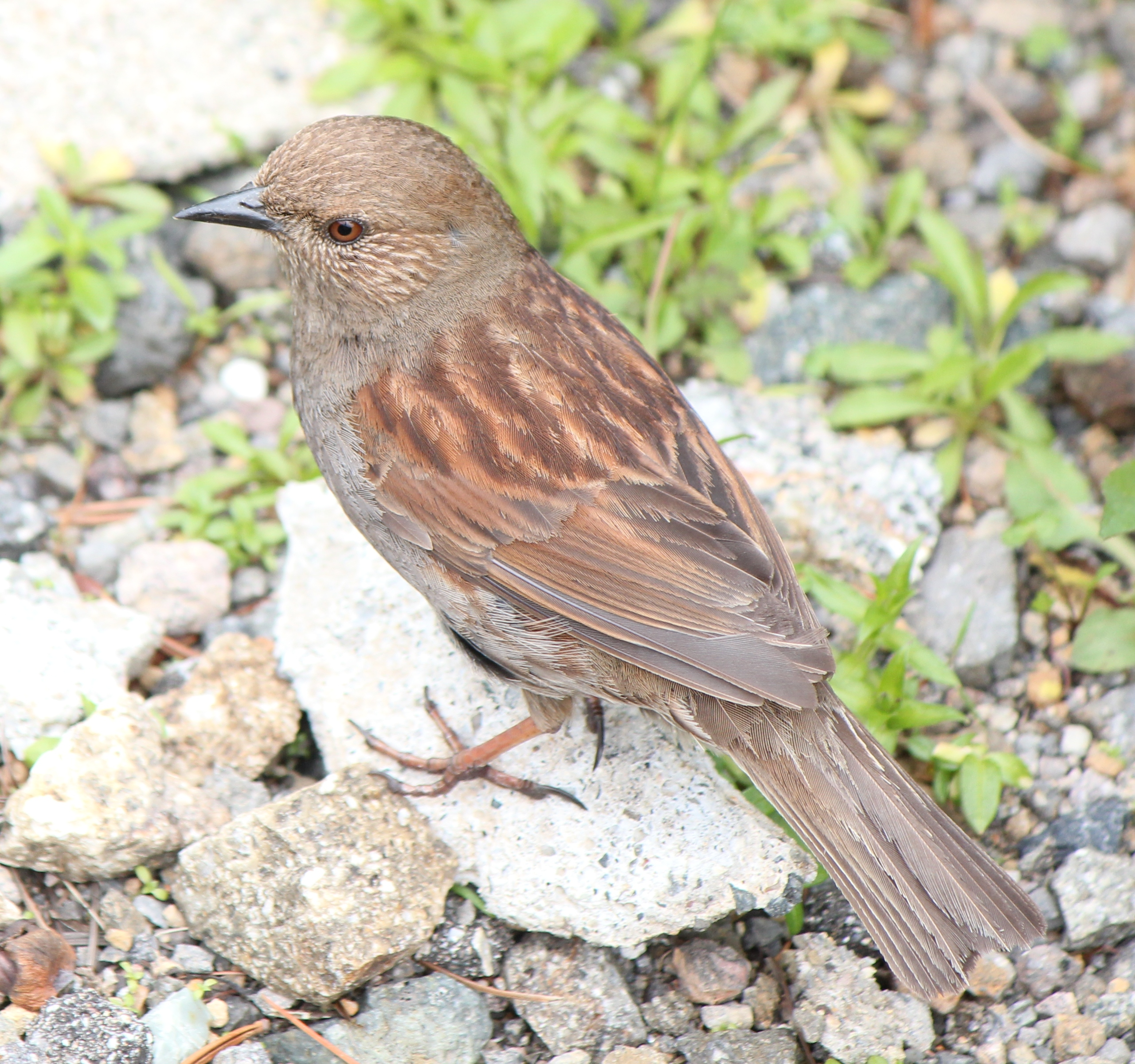
高山帯で繁殖を行っているカヤクグリ
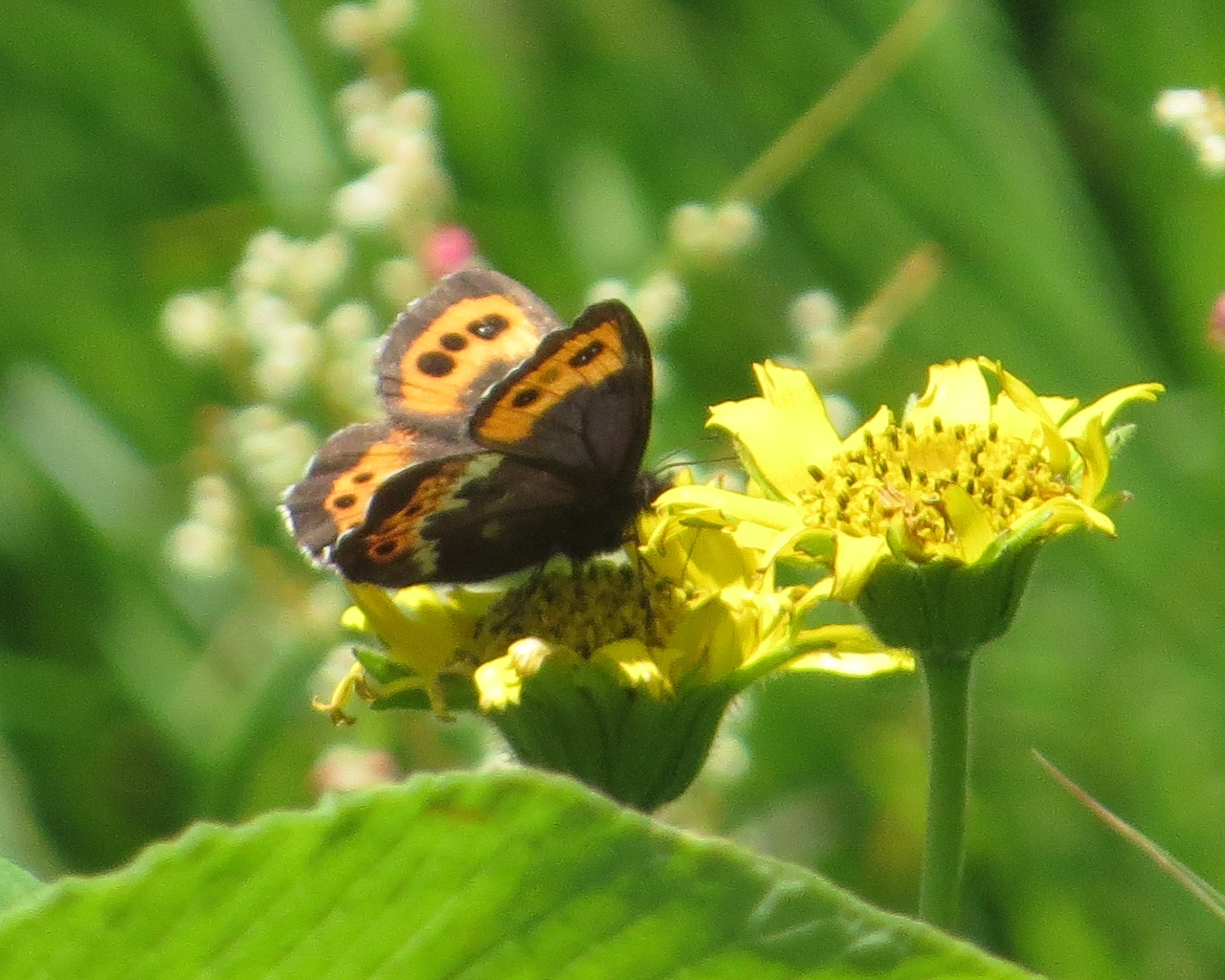
高山帯でウサギギクを吸蜜する高山蝶のクモマベニヒカゲ
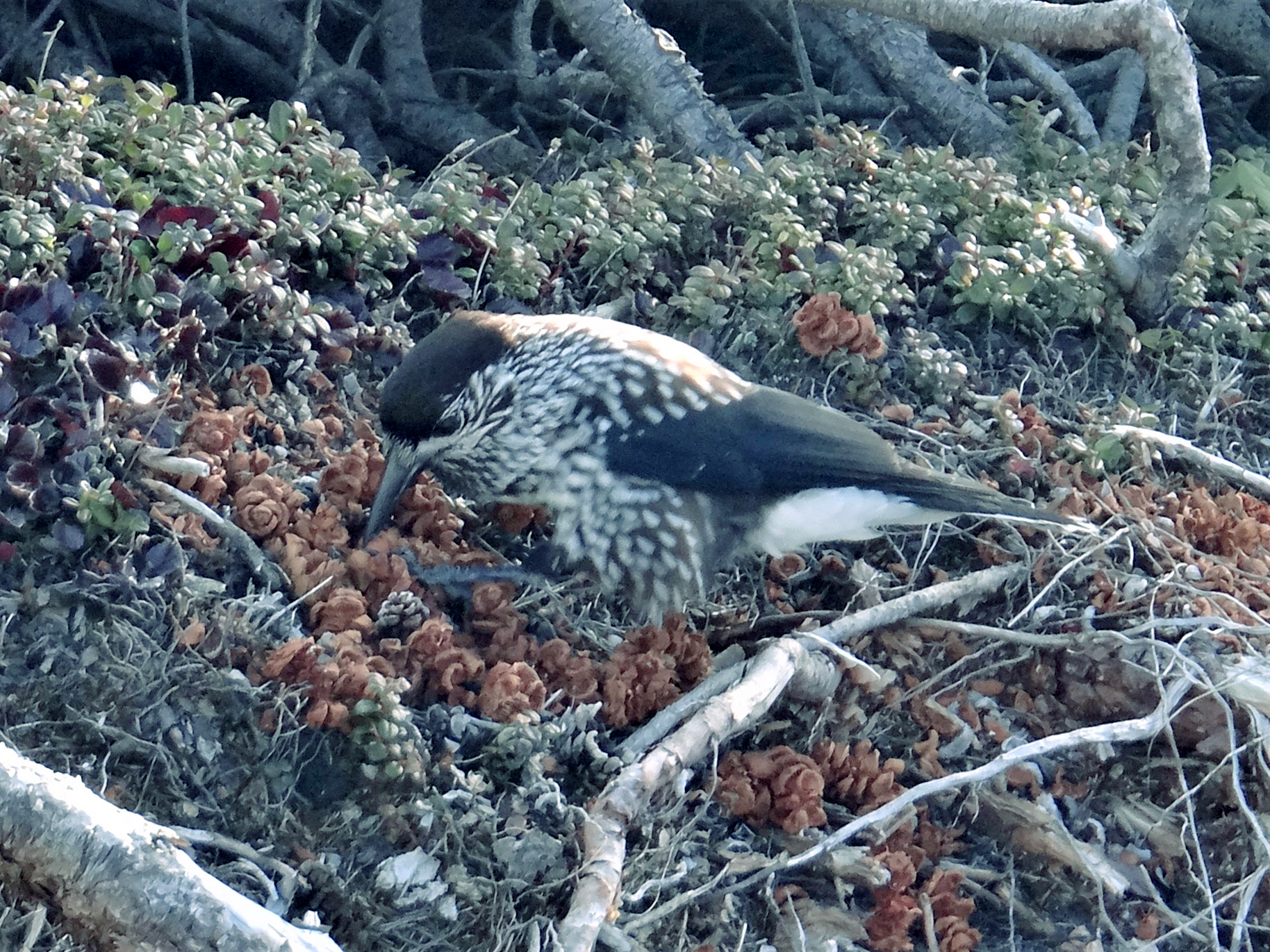
乗鞍岳のホシガラス

### 植物
志村烏嶺が乗鞍岳で高山植物の採集と研究を行っている。位ヶ原と桔梗ヶ原では大規模なハイマツの群生地となっている。コイワカガミ、キバナシャクナゲ、ミヤマキンバイ、クロユリ、コマクサ、イワギキョウ、ヨツバシオガマなどの植物が見られ、高山ならではの自然を堪能する事ができる。富士見岳、魔王岳などの風衝地にはコマクサの群落が広がっている。大黒岳は山全体にコマクサが分布していたが、人の増加に伴い踏み荒らされ大幅に減少した。雪解けとともに開花が始まり、秋にはコケモモ、ダケカンバ、チングルマ、ナナカマドなどの紅葉が見られる。江戸時代大樋鉱山で銀を抽出する際に薪や炭を作るために乗鞍高原周辺の原生林のシラビソやブナが切り尽くされた。その結果乗鞍高原鈴蘭付近は、シラカバなどの二次林とスズラン、ヤナギランなどの草原となりっており、ミズバショウなどの高原植物も分布している。乗鞍高原には湿原があり、「乗鞍岳湿原」として日本の重要湿地500の一つに選定されている。子ノ原高原はレンゲツツジの名所として知られていて、「子ノ原高原レンゲツツジ群落」が1969年（昭和44年）8月5日に高山市の天然記念物の指定を受けている。西面中腹の千町ヶ原の湿原には、キソチドリ、コバイケイソウ、モウセンゴケなどが分布する。東面中腹の位ヶ原では、9月下旬-10月上旬ごろにナナカマドとダケカンバが紅葉する。乗鞍岳では山麓から山上部にかけて以下の植物の垂直分布が見られる。山岳道路開通に伴い帰化植物が侵入し、飛騨山脈原産のオオハンゴンソウが乗鞍スカイラインの旧料金所の上部の亜高山帯で、セイヨウタンポポが畳平の駐車場で、ムラサキツメクサが鶴ヶ池付近で確認されている。乗鞍スカイライン沿いでは針葉樹の立ち枯れが確認されている。
- 山地（山麓 - 標高1,500 m付近） - ブナ、ミズナラなどの落葉広葉樹
- 亜高山帯（標高1,500-2,500 m付近） - トウヒ、シラビソ、コメツガなどの常緑針葉樹
- 高山帯（2,500 m付近から上部） - ハイマツ、高山植物

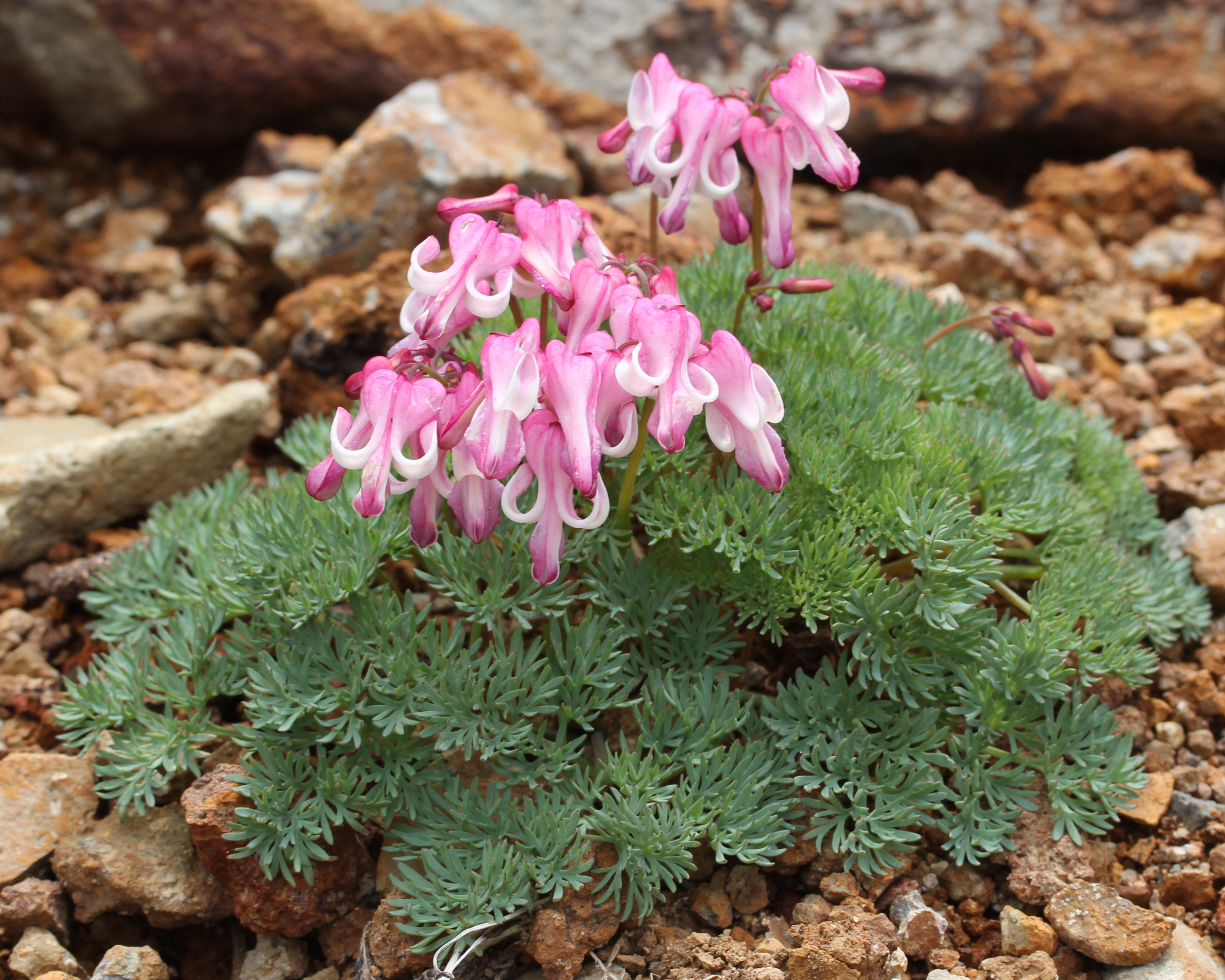
山頂付近の風衝地に自生する高山植物の女王と呼ばれるコマクサ
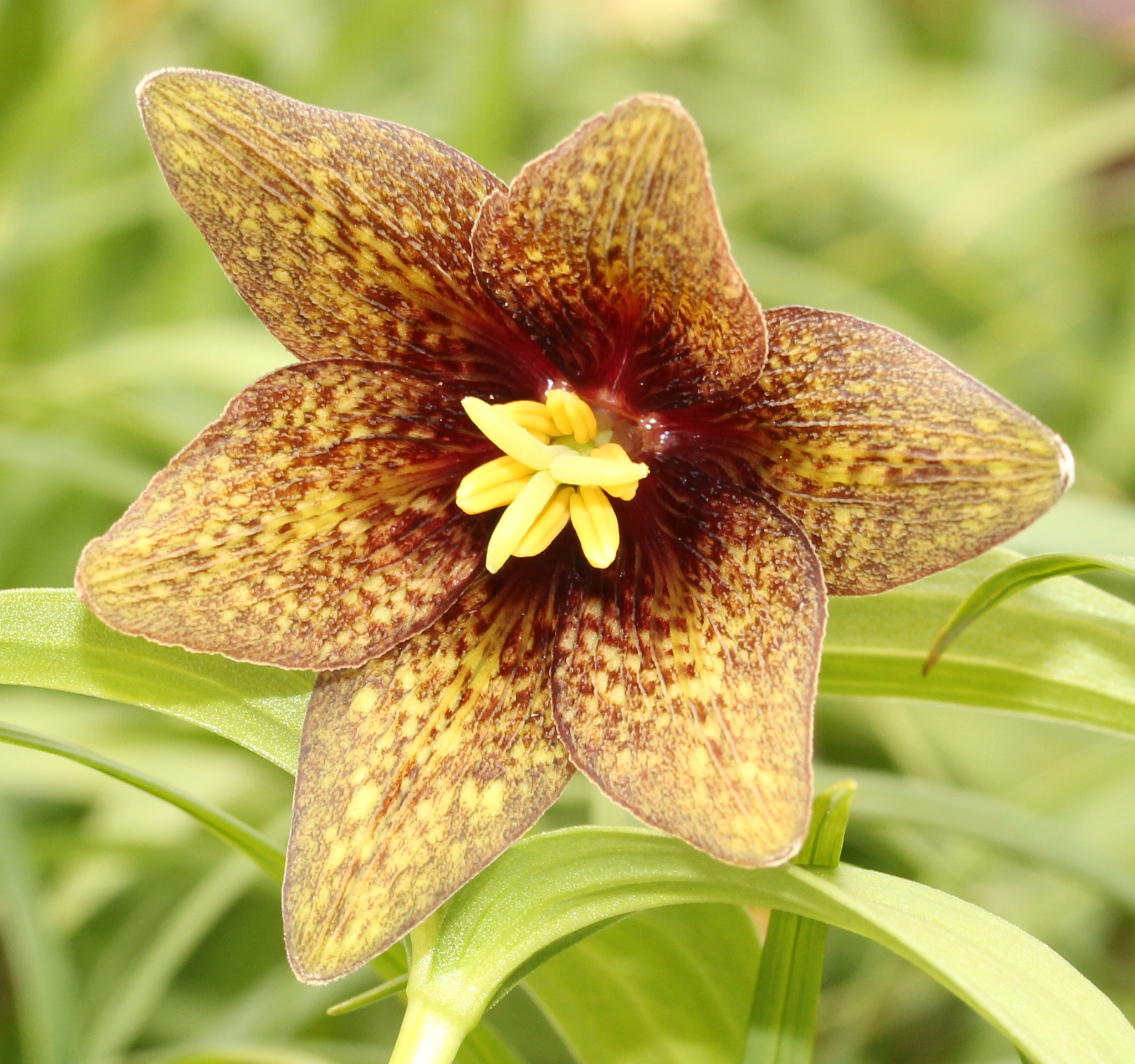
畳平のお花畑に群生するミヤマクロユリ
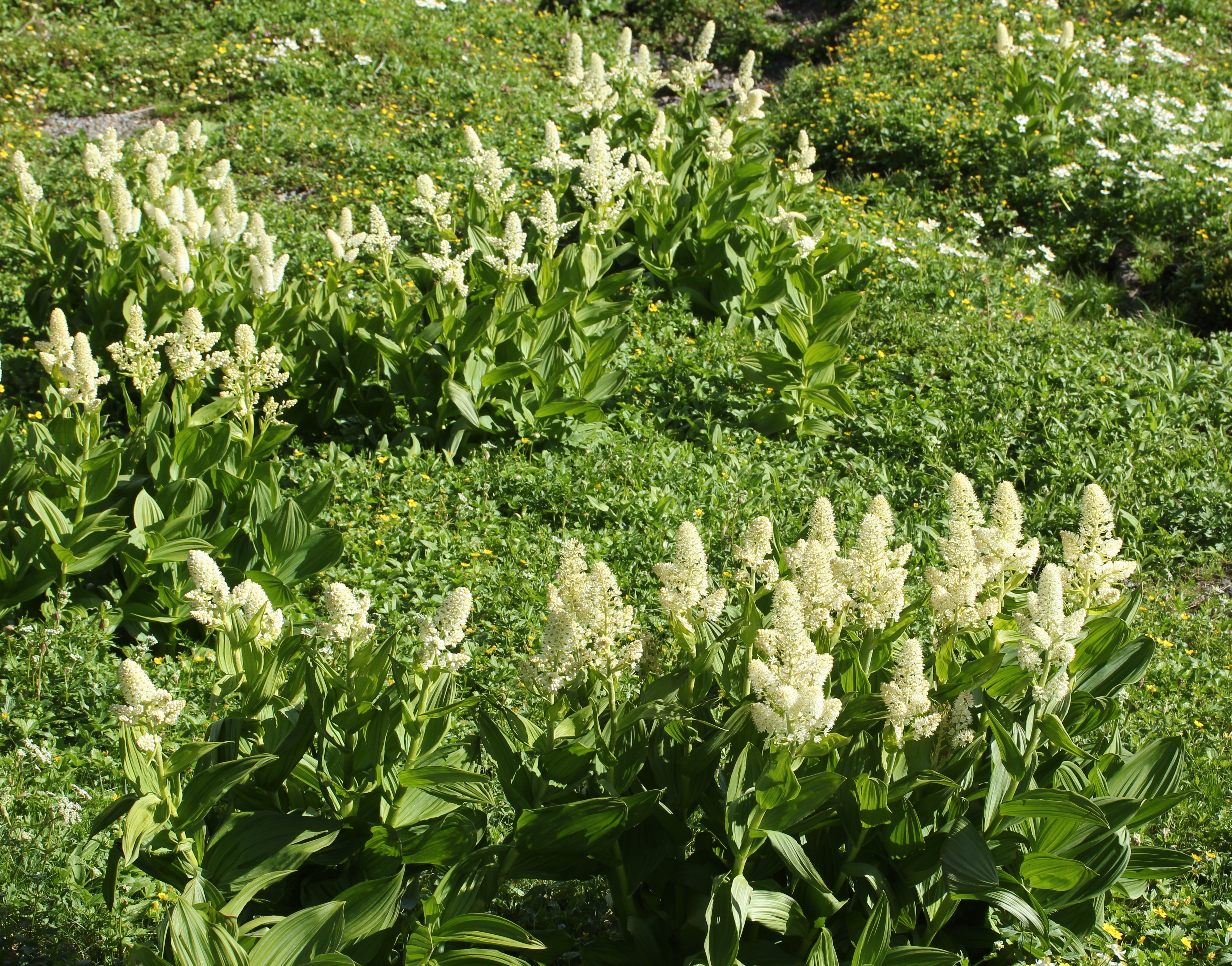
コバイケイソウの群落
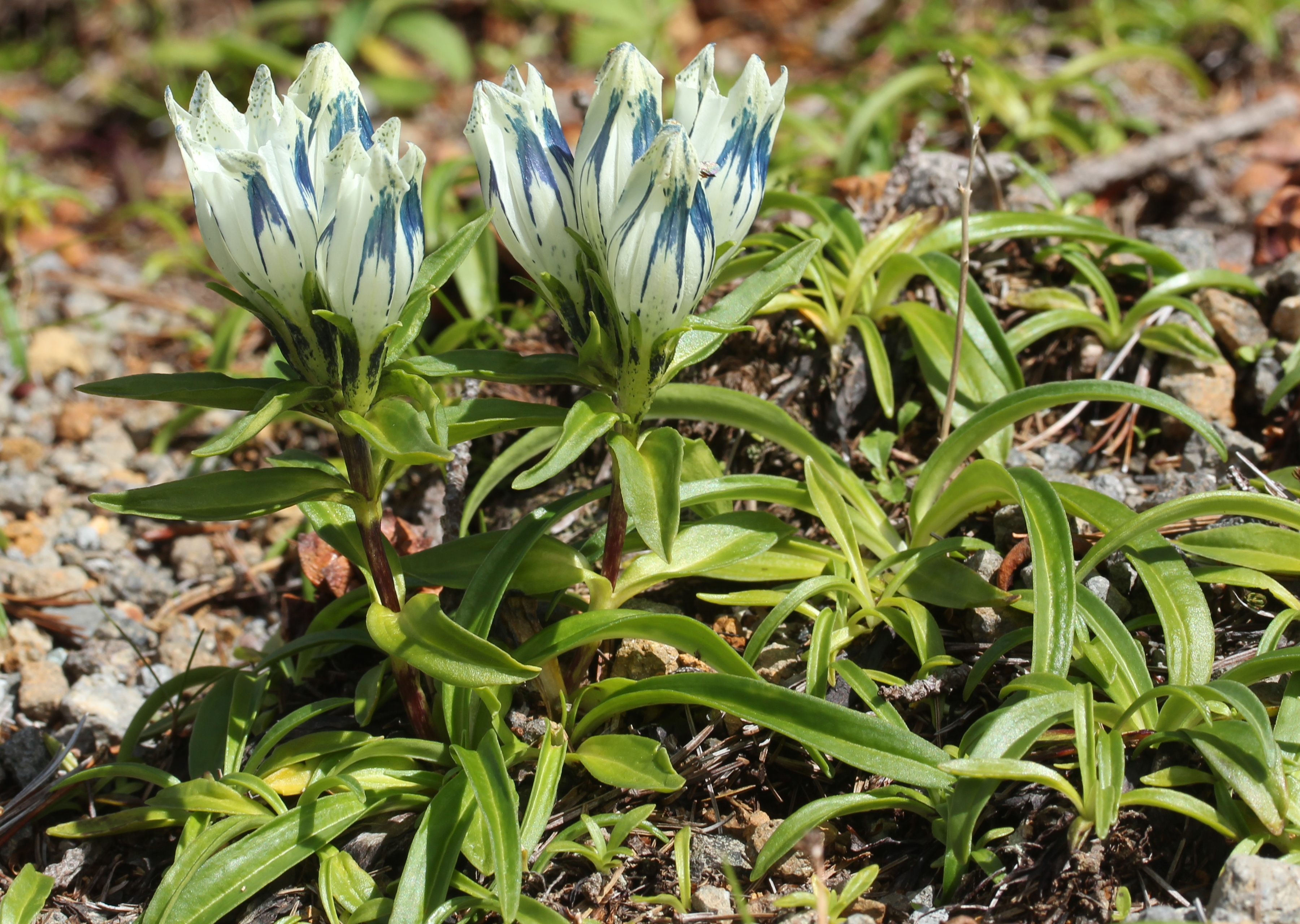
トウヤクリンドウ

### 乗鞍自然観察教育林

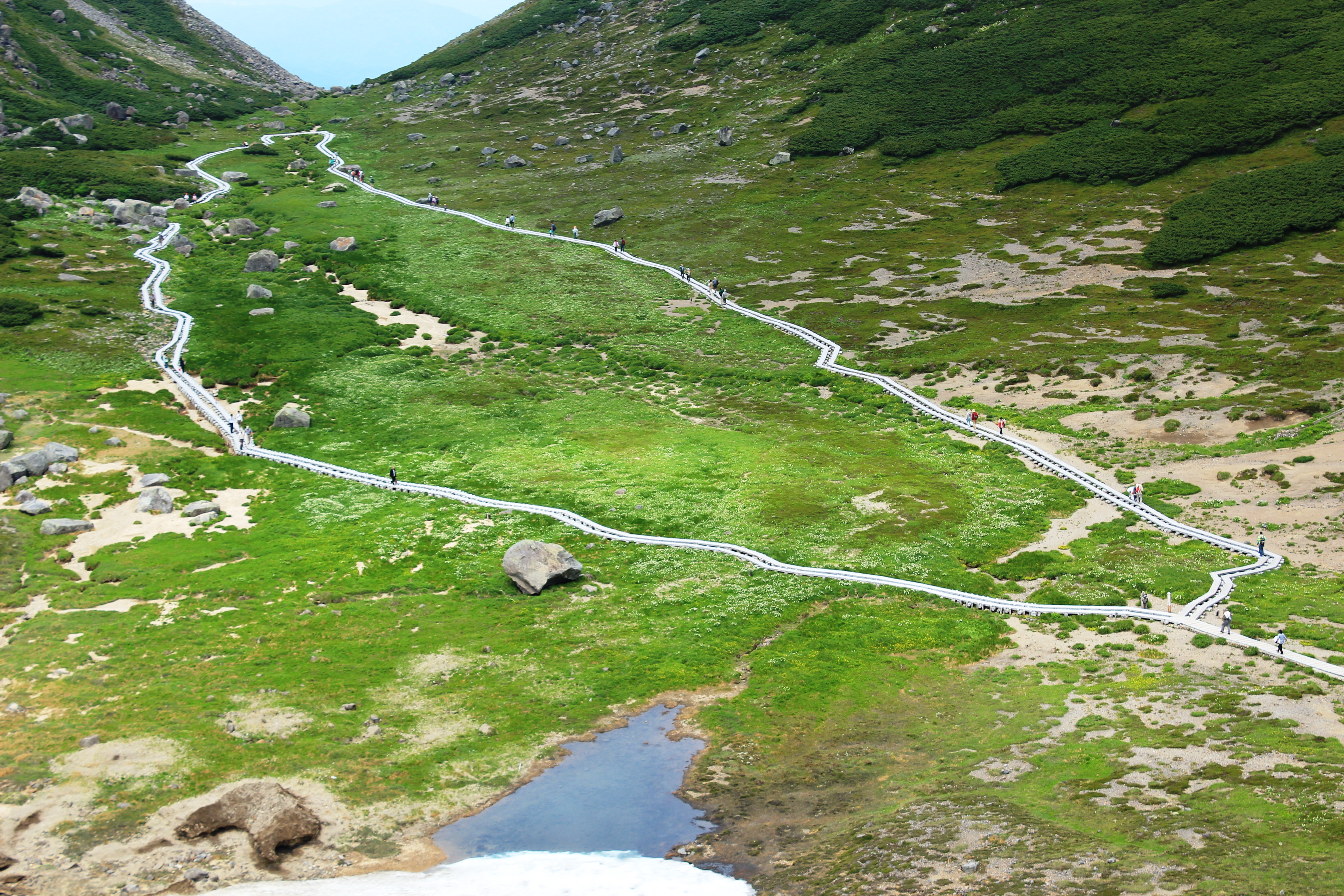
畳平の乗鞍自然観察教育林のお花畑に整備された木道

乗鞍岳の高山帯と大部分の山域は国有林であり、林野庁中部森林管理局飛騨森林管理署内にある。畳平周辺の多くの高山植物が分布するハイマツ帯は、林野庁によりレクリエーションの森の「乗鞍自然観察教育林」の指定を受けている。畳平には飛騨森林管理署詰所があり、その南側のお花畑には観察用の木道が整備されている。

### 岐阜県乗鞍環境保全税
乗鞍地域の環境保全を目的として2002年（平成14年）10月9日に岐阜県議会で「岐阜県乗鞍環境保全税条例」が可決され、2003年（平成15年）5月15日のマイカー規制開始時から乗鞍スカイラインに乗り入れる自動車に対して課税と徴収が行われるようになった。税収は環境影響評価調査や環境パトロール員の配置などの乗鞍環境保全施策に使われている。課税標準は以下である。
- 観光バス（乗車定員が30人以上） - 3,000円
- 一般乗合バス（乗車定員が30人以上） - 2,000円、濃飛バスのシャトルバスが該当する。
- 自動車（乗車定員が11人以上29人以下） - 1,500円
- 自動車（乗車定員が10人以下） - 300円、タクシーなどが該当する。

## 歴史

### 信仰

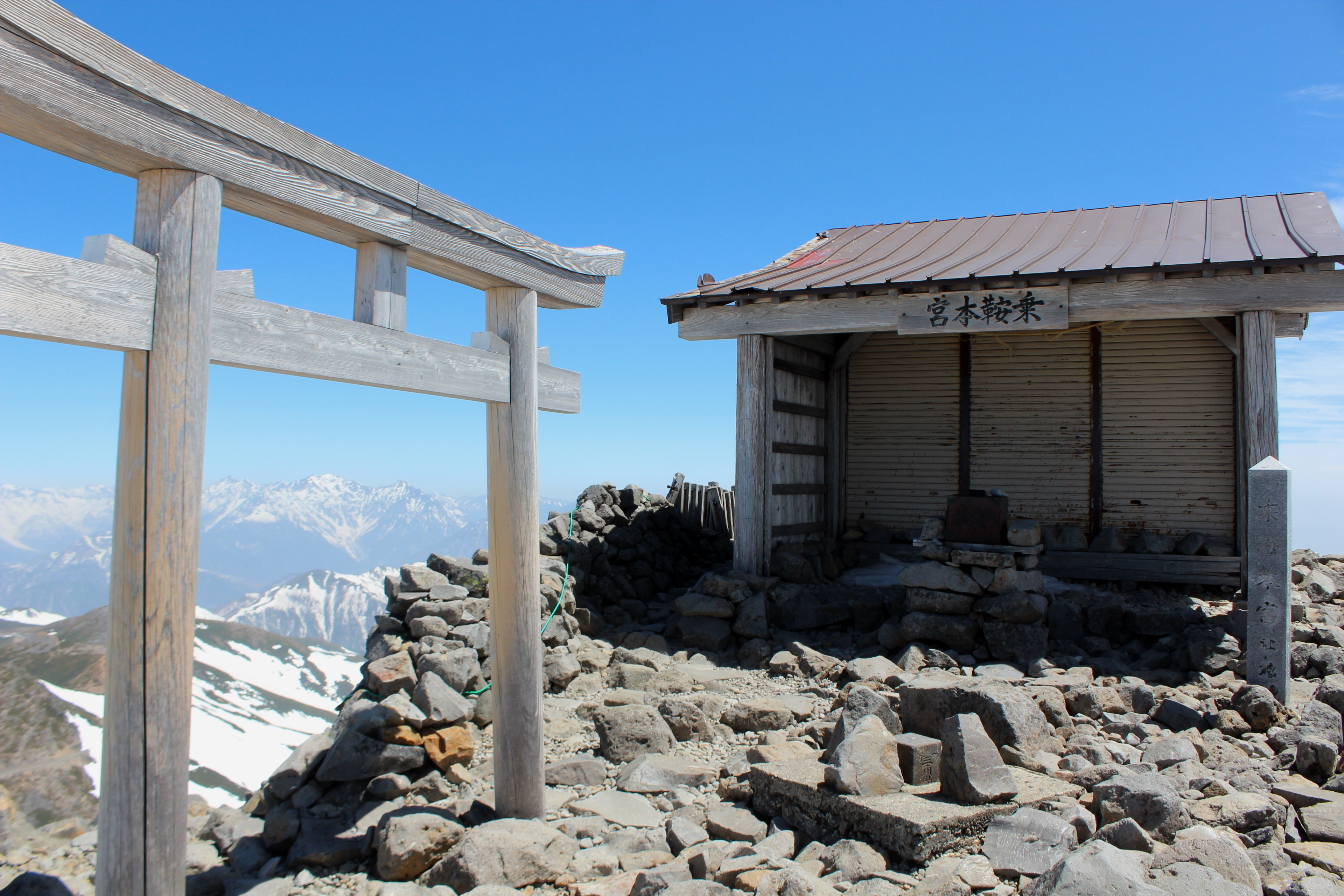
山頂の剣ヶ峰にある岐阜県側の神社（乗鞍本宮奥宮）

古くは「位山」と呼ばれ、山麓から遥拝されていた。飛騨側では大丹生池付近、信州側では乗鞍高原山麓の梓水神社付近に遥拝所があったとみられている。仁徳天皇65年（伝377年）両面宿儺が開山した千光寺も元々乗鞍岳や御嶽の山岳信仰の遙拝所であったとされる。
修験者が登頂するようになると、山頂の飛騨側に乗鞍大権現、信州側に朝日権現神社が祀られ、霊山としての修行の場であった。同じ飛騨地方にある白山や御嶽山と比較すると宗教的な意味合いが薄い山であった。
飛騨側にはいくつもの信仰の道が作られ、麓には乗鞍神社が建立され、乗鞍信仰が盛んであった。円空上人と木喰上人が修行のために登ったと伝えられている。
信州側では奈良時代と室町時代には水神の霊山として、江戸時代にかけては戦の神としての信仰の山であった。東面標高2,100 mの冷泉小屋脇には、乗鞍修験者の行場であった霊泉の湧水がある。1600年代後半頃には大樋銀山の鎮守神として信仰された。冷泉小屋上部の大雪渓下には、江戸時代に乗鞍岳を開山した宝徳霊神の碑がある。18世紀末には山頂の朝日権現神社でご来光を拝んだものにはご利益があるとれ、ご来光詣でが盛んに行われるようになった。

### 開発史
- 807年（大同2年） - 田村将軍が乗鞍三座の神に祈願をして開山したとされる（『乗鞍山縁起』）[19]。
- 1183年（寿永2年） - 木曽義仲に命じられた太夫坊覚明が、乗鞍岳奥ノ院に大日如来を安置した[17]。
- 1212年（建暦2年） - 社殿が建造されたが、その後荒廃した[12]。
- 1683年（天和3年） - 円空上人が岐阜県側の平湯から初登頂し、魔王岳と摩利支天岳を開山したとされている[17]。乗鞍岳の山頂部の大丹生池に魔神が棲むと恐れられていた伝説を払拭するために、千体仏を彫り池に沈めて祈祷してその迷信を封じたと伝えられている[17]。
- 1878年（明治11年） - ウィリアム・ゴーランドが地質調査を兼ねて平湯大滝口から登頂[66]。
- 1889年（明治22年） - 陸地測量部が三角点選定のために南山麓の高山市高根町野麦から登頂[20]。
- 1891年（明治24年） - 小杉復堂が平湯から登頂[20]。
- 1892年（明治25年） - ウォルター・ウェストンが平湯大滝口から登頂[17][67]
- 1895年（明治28年） - 1905年（明治38年）にかけて、高山市朝日町の行者である上牧太郎之助が青屋口を開設し、石仏を80体ほどを安置した[17]。
- 1905年（明治38年）8月 - 登山中であった2グループ13名が風雨に巻き込まれて遭難し、うち4名が死亡する。記録に残る北アルプス最古の山岳遭難事故でもある（乗鞍岳大量遭難事故）[68][69]。
- 1922年（大正11年）3月 - 早稲田大学山岳部の東条義人が番所からスキー登山をした[20]。
- 1924年（大正13年） - 丹生川村青年団により乗鞍登山道が完成[70]。高山測候所が乗鞍気象観測所を設置[70]。
- 1934年（昭和9年）12月4日 - 周辺の山域は中部山岳国立公園の指定を受けた[10]。
- 1942年（昭和17年） - 旧陸軍が、畳平に飛行機のエンジンの研究を行う航空研究所を建設するために軍用道路を開設した[17][71][注釈 11]。
- 1948年（昭和23年） - 高山市から畳平まで乗鞍登山バスの運行開始。

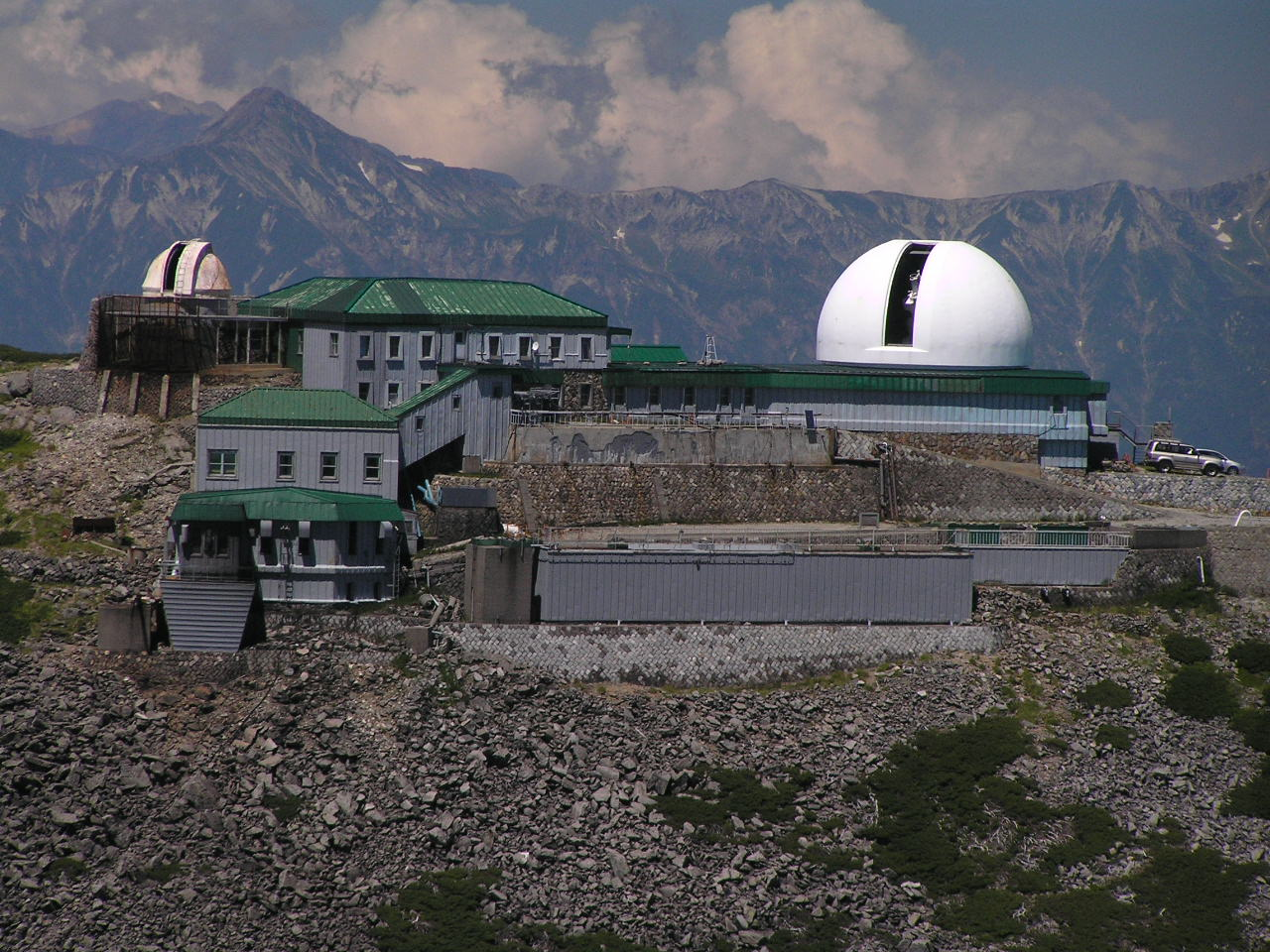
乗鞍コロナ観測所

- 1949年（昭和24年） - 東京大学東京天文台の附属施設として摩利支天岳の山頂に乗鞍コロナ観測所が建設され、翌年萩原雄祐によりコロナグラフが設置された。建物の老朽化により2010年（平成22年）3月末をもって、乗鞍コロナ観測所は閉鎖された。2011年（平成23年）に自然科学研究機構本部に移管され、共同研究利用施設「乗鞍観測所」として利用されている[72]。
- 1953年（昭和28年）8月1日 - 東京大学宇宙線研究所が、乗鞍肩ノ小屋の西隣に開設された[注釈 12][73]。当時の初代所長は平田森三。
- 1963年（昭和38年） - 乗鞍エコーラインが畳平まで開通し[17]、1979年（昭和54年）には全区間の舗装化された[74]。
- 1968年（昭和43年） - 乗鞍山頂簡易郵便局開設[70]。
- 1973年（昭和48年） - 乗鞍スカイラインの2車線の舗装道路が開通し[17]、マイカーや観光バス多くの人が観光や登山で訪れるようになった。
- 2003年（平成15年）5月15日 - 自然保護の観点から乗鞍スカイラインなどでマイカー規制により、一般車両の通行が禁止された[75]。
- 2004年（平成16年）7月 - 五色ヶ原に、完全予約制ガイド付きの自然散策コースが開設された[76]。
- 2005年（平成17年）夏 - マイカー規制を機に整備を始めた平湯温泉からの登山道が完成[注釈 13]。

## 登山

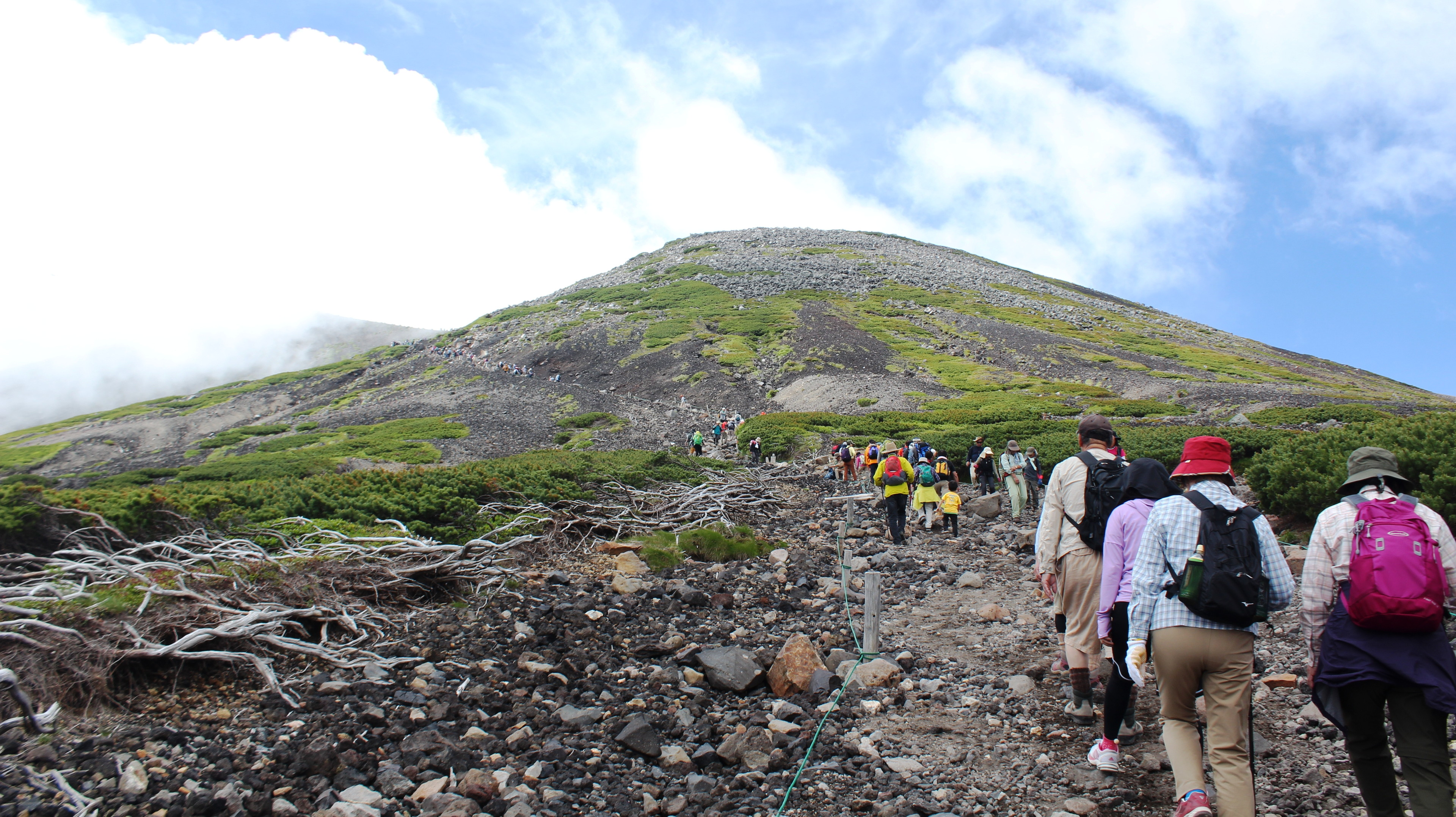
肩の小屋から山頂を目指す登山者

古くから高山市高根町野麦からの野麦口が猟師やコマクサ採りの人々により利用されていた。近代登山の黎明期には地元のガイドとともに、ウィリアム・ゴーランド、アーネスト・サトウ、ウォルター・ウェストンらが登頂した。富山藩の漢学者小杉復堂が平湯から、植物学者の河野齢蔵と矢澤米三郎が信州側から登頂している。陸地測量部の舘潔彦らが測量登山のために1894年（明治27年）に野麦口から登頂している。本格的な登山道と山小屋が開設されたのは明治末期から大正中期以降であった。1973年（昭和48年）に乗鞍スカイラインの開通などにより、標高2,702 mの畳平までバスや自動車で上がれるようになってからは、登山対象の山というよりも「観光客の山」という意味合いが強くなった。
- 山開き - 例年乗鞍スカイラインが開通する5月15日に、畳平で乗鞍岳山開き祭が行われている。山開き直後には登山道には多くの残雪がありクラストしていることもあり、アイゼン、ピッケル、ストックなどの雪山装備が必要となる[40]。
- 山頂 - 直下北には頂上小屋（売店のみ）があり、山頂には一等三角点と北側に朝日権現社、南側に乗鞍本宮奥宮（鞍ヶ嶺神社）の2つの神社がある[78]。岩場の山頂は見晴らしが良く360度の展望がある。畳平と肩の小屋に西側に公衆トイレが設置されている。畳平付近にある魔王岳、大黒岳、富士見岳には遊歩道が整備されている[37][79]。富士見岳からは木曽山脈越し（仙丈ヶ岳と北岳との間）に、富士山の山頂部の南側の最高点である剣ヶ峰をわずかに望むことができる。
- 学校登山 - 夏になると麓の中学校などの行事として、中学生の学校登山が行われているので、山頂は大変な賑わいを見せる[80][81][82][83][84]。

松本市立丸ノ内中学校は身体面で不安がある生徒も皆と活動できる形にしたが、一度中止した学校登山を再開することは大変なことである。乗鞍岳の東麓に位置する松本市立大野川小学校・中学校と松本市立安曇小中学校は登頂組と周遊組に分けて奥穂高岳に2泊3日で実施した。

### 登山コース

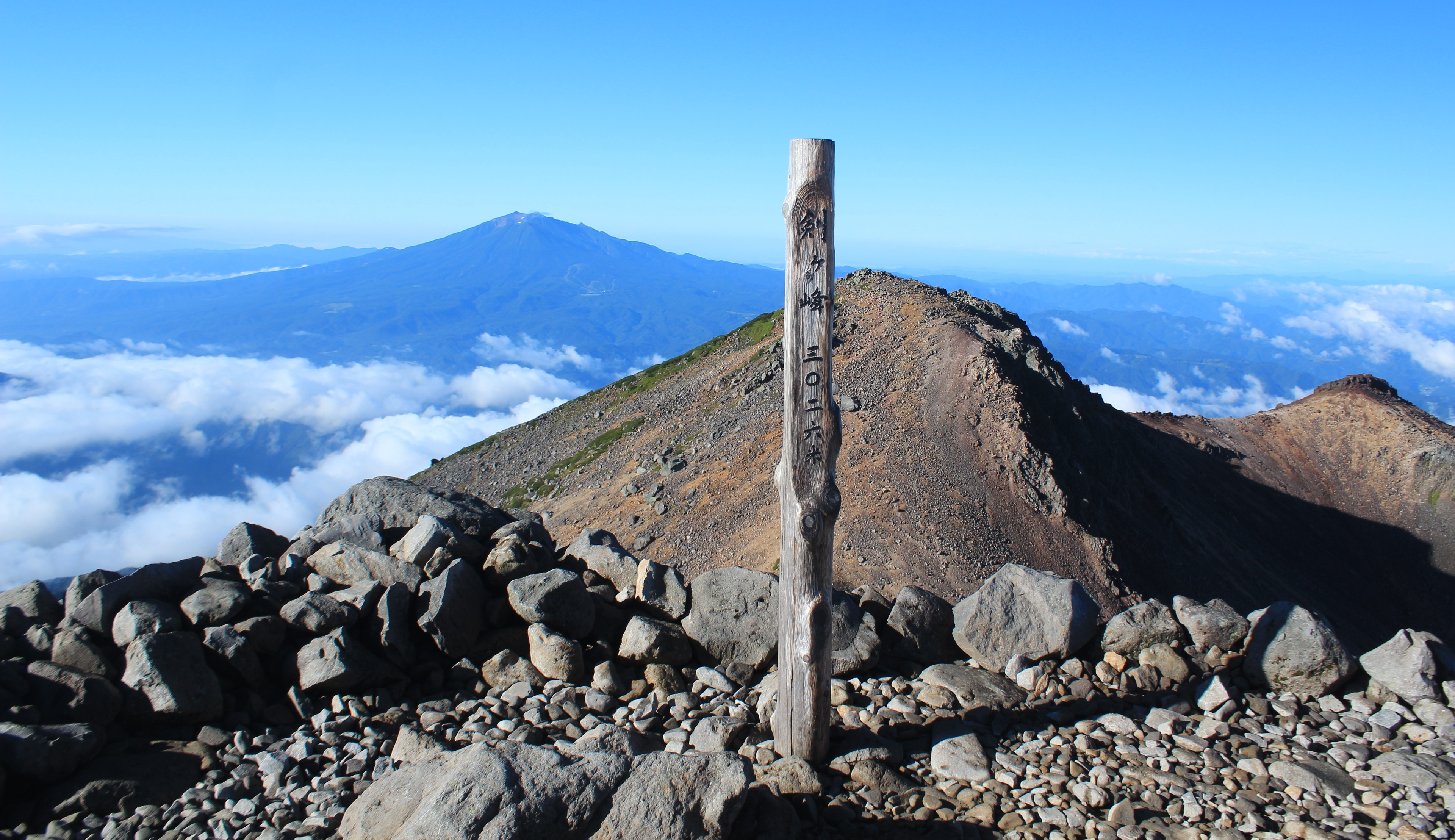
山頂の剣ヶ峰（標高3,026 m）北側からの展望、左遠景は御嶽山

各方面から登山道が開設されている。大多数の観光客やハイカーは、畳平から周辺や山頂を散策している。一部登山道は閉鎖や通行禁止状態になり、安房口、白骨口、野麦口は廃道になりつつある。なお、2009年には畳平にて乗鞍岳クマ襲撃事件が発生しており、野生動物への警戒を怠ってはならない地域である。
畳平からのコース
登山道の一部は未舗装の道路で、蚕玉岳から剣ヶ峰までの最後の登りは岩混じりの急登となる。家族連れ、老若男女を問わず大勢の人で賑わい、シーズン最盛期には山頂へ向かう登山道が渋滞することもある。
（行程）：畳平 - （富士見岳） - 肩の小屋 - 蚕玉岳 - （頂上小屋） - 剣ヶ峰
乗鞍高原からのコース（番所口）
冷泉小屋の脇には湧水がある。戦後の登山ブーム時には乗鞍高原からのコースが利用され、雪山登山者には上部の冷泉小屋と位ヶ原山荘が前進基地として利用された。
（行程）：乗鞍高原 - 三本滝分岐 - 冷泉小屋 - 位ヶ原山荘 - 位ヶ原 - 肩の小屋口 - 肩の小屋 - 蚕玉岳 - （頂上小屋） - 剣ヶ峰
丸尾尾根日陰平口コース
神通川水系小八賀川と飛騨川との分水嶺の丸黒尾根と千町尾根のコース。千町ヶ原にはオオシラビソの森の中に湿原がある。大正時代に行者が利用した信仰の道で、コース上には百体以上の石仏が設置されている。丸黒山は穂高岳などの見晴らし良い広い山頂で小さな祠がある。池塘が点在する千町ヶ原では1994年（平成6年）木道が整備された。コース上に水場はない。国立乗鞍青年の家からは、日陰平山（1,595 m）とかぶと山（1,545 m）を周回するハイキングコースが整備されている。
（行程）：国立乗鞍青年の家 - 日陰峠 - 枯松平山（1,694 m） - 枯松平避難小屋 - 丸黒山（1,956 m） - 千町ヶ原 - 奥千町避難小屋 - 中洞権現 - 剣ヶ峰
平湯口コース
（行程）：国道158号の平湯大滝入口 - アンバ山 - 猿飛八丁 - 姫ヶ原（湿原） - 乗鞍スカイライン - 畳平 - （富士見岳） - 肩の小屋 - 蚕玉岳 - （頂上小屋） - 剣ヶ峰
白骨口コース
（行程）：白骨温泉 - 遊歩道 - 東尾根 - 十石小屋 - 十石山 - 硫黄岳 - 乗鞍スカイライン - 畳平 - （富士見岳） - 肩の小屋 - 蚕玉岳 - （頂上小屋） - 剣ヶ峰
青屋口コース
1896年（明治29年）から3年かけて青屋村（現在の高山市朝日町）の上牧太郎之助が開拓したコースで、廃道となっていたが地元有志により再整備された。
（行程）：青屋口 千町ヶ原 - 奥千町避難小屋 - 中洞権現 - 剣ヶ峰
子ノ原口コース
（行程）：南乗鞍キャンプ場 - 林道 - 尾根 - 奥千町避難小屋 - 中洞権現 - 剣ヶ峰
阿多野口コース
（行程）：アイミックスキャンプ場 - 林道 - 尾根 - 中洞権現 - 剣ヶ峰
野麦口コース
（行程）：高根町野麦 - 焼石原 - 高天ヶ原 - 剣ヶ峰

### 山小屋・宿泊施設

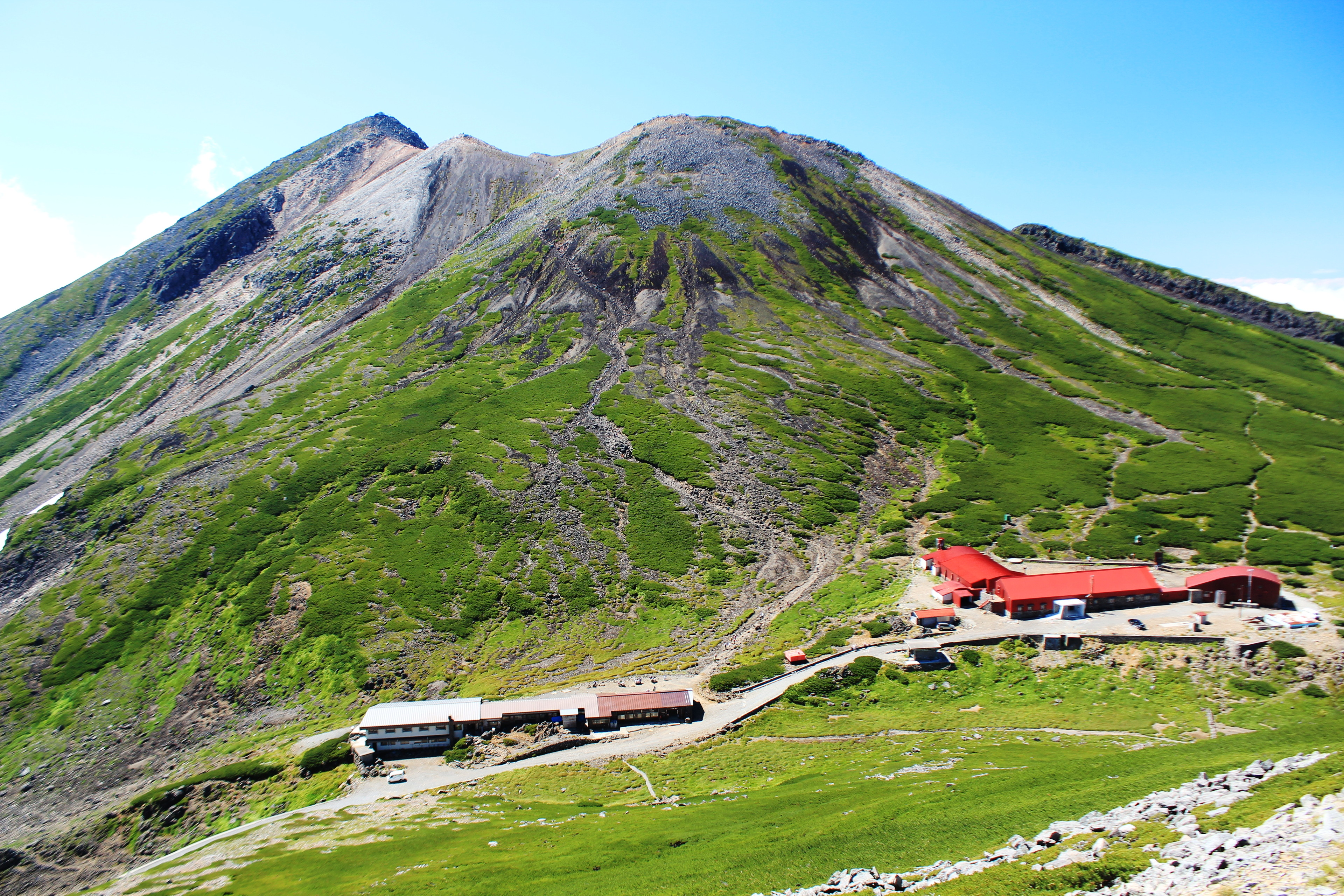
1920年に建造された奥左端の山頂と摩利支天岳との鞍部にある山小屋（左側：肩の小屋）、右側は東京大学宇宙線研究所乗鞍観測所

1919年（大正8年）に南安曇郡安曇村により乗鞍岳で最初に登山者用の山小屋の建設が進められていたが、完成間近に突風で倒壊した。翌年麓の安曇野村議会議員の筒期音弥により、現在の肩の小屋の位置に間口6間、奥行3間の小さな山小屋が建てられた。当時は「乗鞍小屋」や「筒木小屋」と呼ばれていて、この山小屋の開設により次第に登山者が増加していった。1926年（大正15年）番所大滝付近の麓に鈴蘭小屋が建てられスキー客の宿として利用され、1929年（昭和4年）に現在の位置に移設して通年営業の山小屋として開業した。その後山頂周辺に岐阜県山岳会の小屋など4軒の山小屋が建てられ、大衆登山の山となった。鈴蘭小屋の少し上部に1927年（昭和2年）に冷泉小屋が建てられた。乗鞍岳の東面は溶岩流のなだらかな斜面でスキーに適した地形で全国の注目を集めた。これらの山小屋により乗鞍高原からの登山ルートが築かれていった。肩の小屋は1961年（昭和36年）に増築され収容能力を増し、登山者の増加に対応した。登山者用の山小屋が山頂周辺などにある。山頂直下北には1931年（昭和6年）に建てられた売店営業のみの頂上小屋がある。山頂直下の摩利支天岳との鞍部には肩ノ小屋がある。畳平には、一般観光客向けの旅館タイプの宿泊施設である乗鞍山頂銀嶺荘と、乗鞍白雲荘（畳平駐車場に隣接しており、個室もあり一般観光客の利用も多いが、相部屋中心で、付近の残雪が少なくなると入浴ができなくなるなど、設備的には山小屋である。）がある。乗鞍高原からコースの乗鞍エコーライン沿いの位ヶ原には、山スキーなどに利用される位ヶ原山荘がある。南山麓の野麦峠には野麦峠お助け小屋がある。東山麓の乗鞍高原には乗鞍高原温泉ユースホステルの宿泊施設がある。千町尾根の登山道には1999年（平成11年）に建てられた奥千町避難小屋、丸尾尾根には枯松平避難小屋、猫岳の北西には猫の小屋、十石山頂上直下には十石小屋の避難小屋がある。
| 画像                                                   | 名称             | 所在地                      | 標高 (m) | 剣ヶ峰からの 方角と距離(km) | 収容 人数 | 備考                                                                           |
| ------------------------------------------------------ | ---------------- | --------------------------- | -------- | --------------------------- | --------- | ------------------------------------------------------------------------------ |
| 畳平の駐車場脇にある2013年に改築された乗鞍白雲荘       | 乗鞍白雲荘       | 畳平と鶴ヶ池北西            | 2,704    | 北 2.1                      | 60        | 2013年に改築                                                                   |
| 乗鞍岳から見下ろす乗鞍エコーライン沿いにある位ヶ原山荘 | 位ヶ原山荘       | 位ヶ原 乗鞍エコーライン沿い | 2,350    | 北東 2.1                    | 50        | 1940年建造 山スキーなどに利用される                                            |
| 山頂直下北にある頂上小屋（売店のみ）                   | 頂上小屋         | 山頂直下北                  | 2,800    | 北 0.1                      |           | 1931年建造 山頂に最も近いが、売店のみ                                          |
| 南側登山道からの肩ノ小屋                               | 肩ノ小屋         | 山頂直下北 大雪渓上部       | 2,800    | 北 0.9                      | 200       | 1920年建造 山頂に最寄りの宿泊可能な山小屋 交通困難地（毎年11月1日～翌6月末日） |
| お救い小屋                                             | 野麦峠お助け小屋 | 野麦峠                      | 1,672    | 南東 7.2                    | 50        | 1841年建造 郡代が設置。昭和に復元                                              |

## 地理
飛騨山脈南部の主稜線にあり、主峰の剣ヶ峰から北に硫黄岳、十石岳を経て十石尾根が安房峠まで延び焼岳につながる、南に高天ヶ原と戸鞍を経て県界尾根が野麦峠まで延び、鎌ヶ峰につながる。

### 周辺の山
飛騨山脈南端の山で、野麦峠付近までが中部山岳国立公園の指定範囲である。

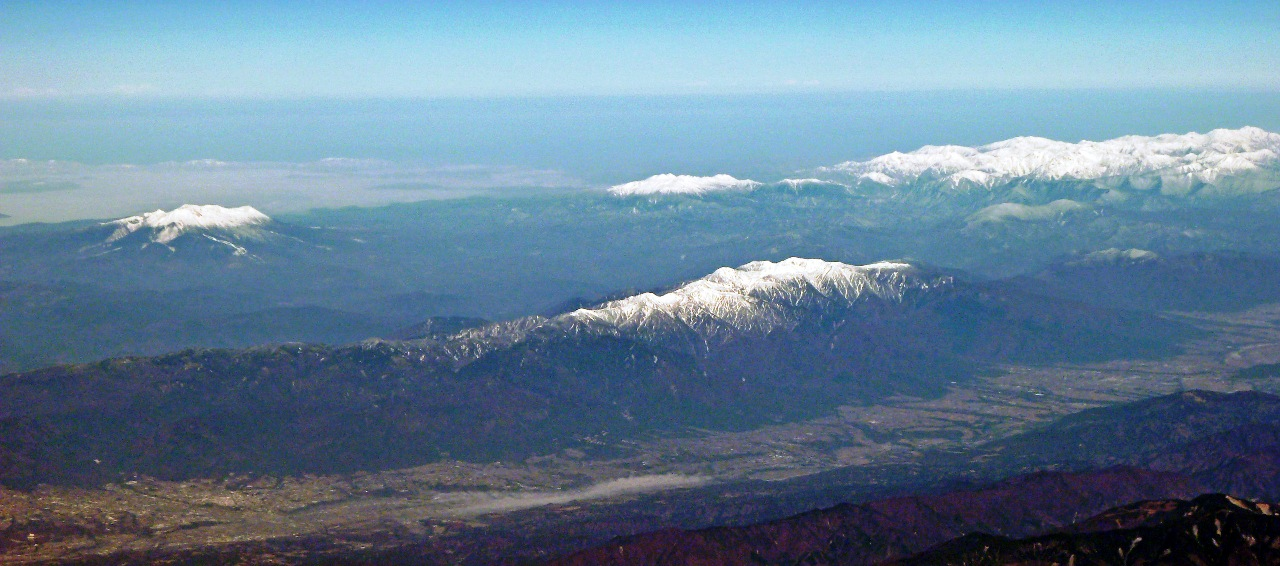
赤石山脈上空から望む乗鞍岳と周辺の山、手前に木曽山脈、遠景が左から御嶽山と中央の乗鞍岳から北へ延びる飛騨山脈

| 山容                                         | 山名       | 標高 (m) | 三角点等級 基準点名               | 乗鞍岳からの 方角と距離(km) | 備考                        |
| -------------------------------------------- | ---------- | -------- | --------------------------------- | --------------------------- | --------------------------- |
| 乗鞍岳から望む白山                           | 白山       | 2,702.17 | 一等 「白山」                     | 西 70.6                     | 両白山地の最高峰 日本百名山 |
| 乗鞍岳から望む穂高岳                         | 穂高岳     | 3,190    |                                   | 北北東 22.0                 | 飛騨山脈の最高峰 日本百名山 |
| 乗鞍岳から望む焼岳                           | 焼岳       | 2,455.37 | 二等 「焼岳」                     | 北北東 13.7                 | 日本百名山                  |
| 西穂高岳から望む乗鞍岳                       | 乗鞍岳     | 3,025.73 | 一等 「乗鞍岳」                   | 0                           | 日本百名山                  |
| 乗鞍岳から望む鎌ヶ峰                         | 鎌ヶ峰     | 2,121.10 | 二等 「鎌ケ岳」                   | 南南東 9.8                  |                             |
| 乗鞍岳から望む鉢盛山と乗鞍高原               | 鉢盛山     | 2,446.43 | 一等 「鉢盛山」                   | 東 18.2                     | 日本三百名山                |
| 乗鞍岳から望む御嶽山                         | 御嶽山     | 3,067    | （一等）「御嶽山」 （3,063.41 m） | 南南西 24.6                 | 独立峰 日本百名山           |
| 乗鞍岳から望む木曽駒ヶ岳周辺の木曽山脈の山並 | 木曽駒ヶ岳 | 2,955.95 | 一等 「信駒ケ岳」                 | 南東 41.8                   | 木曽山脈の最高峰 日本百名山 |

### 源流の河川
本州における太平洋側（木曽川）と日本海側（信濃川、神通川）の中央分水嶺が剣ヶ峰を通っており、この分水嶺の最高所となっている。
- 高原川 - 神通川の支流、日本海へ流れる。
- 梓川、小大野川 - 信濃川の支流、日本海へ流れる。
- 飛騨川 - 木曽川の支流、伊勢湾から太平洋へ流れる。

### 周辺の峠
- 平湯峠 - 標高1,684 m。山頂の北北西8.5 km。国道158号の平湯トンネルが下を通る。輝山と大崩山との鞍部、神通川の支流である久手川と高原川の支流であるトヤ谷との分水嶺。岐阜県道5号乗鞍公園線が通り、岐阜県道485号平湯久手線の終点。
- 安房峠 - 標高1,790 m。山頂の北北東10.1 km。国道158号が通り、飛騨山脈主稜線の白倉山と安房山との鞍部、高原川の支流である安房谷と梓川との分水嶺、岐阜県と長野県との県境。
- 野麦峠 - 標高1,672 m。山頂の南東7.2 km。長野県道・岐阜県道39号奈川野麦高根線が通り、戸蔵と鎌ヶ峰との鞍部、飛騨川の支流である益田川と梓川の支流である奈川との分水嶺、岐阜県と長野県との県境[97]。野麦峠お助け小屋があり、1979年（昭和54年）の映画『あゝ野麦峠』で広く知られるようになった。
- 白樺峠 - 標高約1,620 m。山頂の東9.6 km。上高地乗鞍スーパー林道が通り、タカの渡りの観察地として知られている。

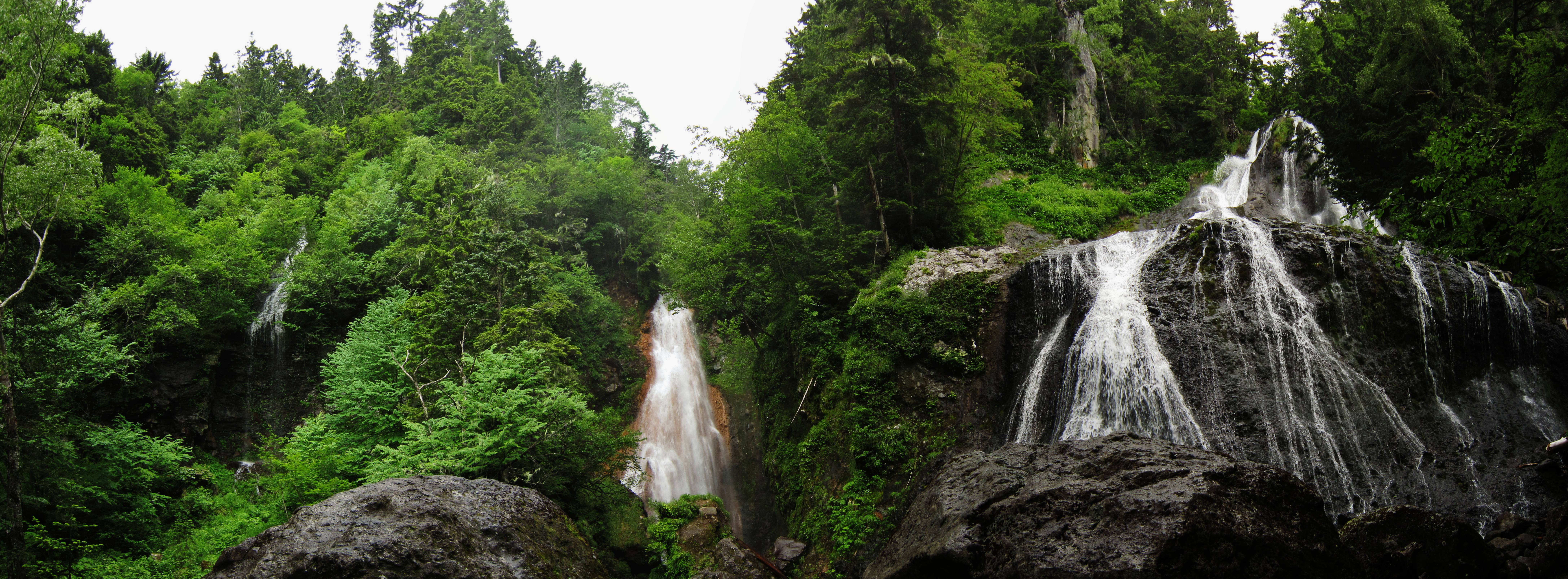
乗鞍高原の梓川支流の小大野川にある三本滝

### 周辺の滝
- 平湯大滝 - 高原川の源流部
- 乗鞍三名滝 - 三本滝、善五郎の滝、番所大滝が梓川支流の小大野川にある。
- 布引滝 - 五色ヶ原[6]
- 岳谷滝 - 飛騨川の支流である益田川の源流部
- 青垂滝、御越滝 - 神通川の支流である小八賀川の源流部

## 観光
畳平まで乗鞍スカイライン（岐阜県側）や乗鞍エコーライン（長野県側）といった自動車道が通じていることもあり、「日本で最も登りやすい3,000m超級の山、「ハイヒールでも上れる山」とも称されてきた。しかし自家用車で畳平の駐車場まで乗り入れのできた以前とは異なり、マイカー規制により麓にある専用駐車場などからシャトルバス又はタクシーの利用が必要となった。高山市は、江名子町より望む乗鞍岳、夕焼けの乗鞍岳、朝の乗鞍岳、桔梗ヶ原より望む乗鞍烏帽子岳、布引滝（五色ヶ原）、五色ヶ原の森雄池、十二ヶ岳付近より望む乗鞍岳、舟山山頂道路より望む乗鞍岳、日和田高原から望むレンゲつつじと乗鞍岳、野麦峠より望む乗鞍岳、野麦峠の池より望む乗鞍岳を「新高山市100景」の一つとして選定している。

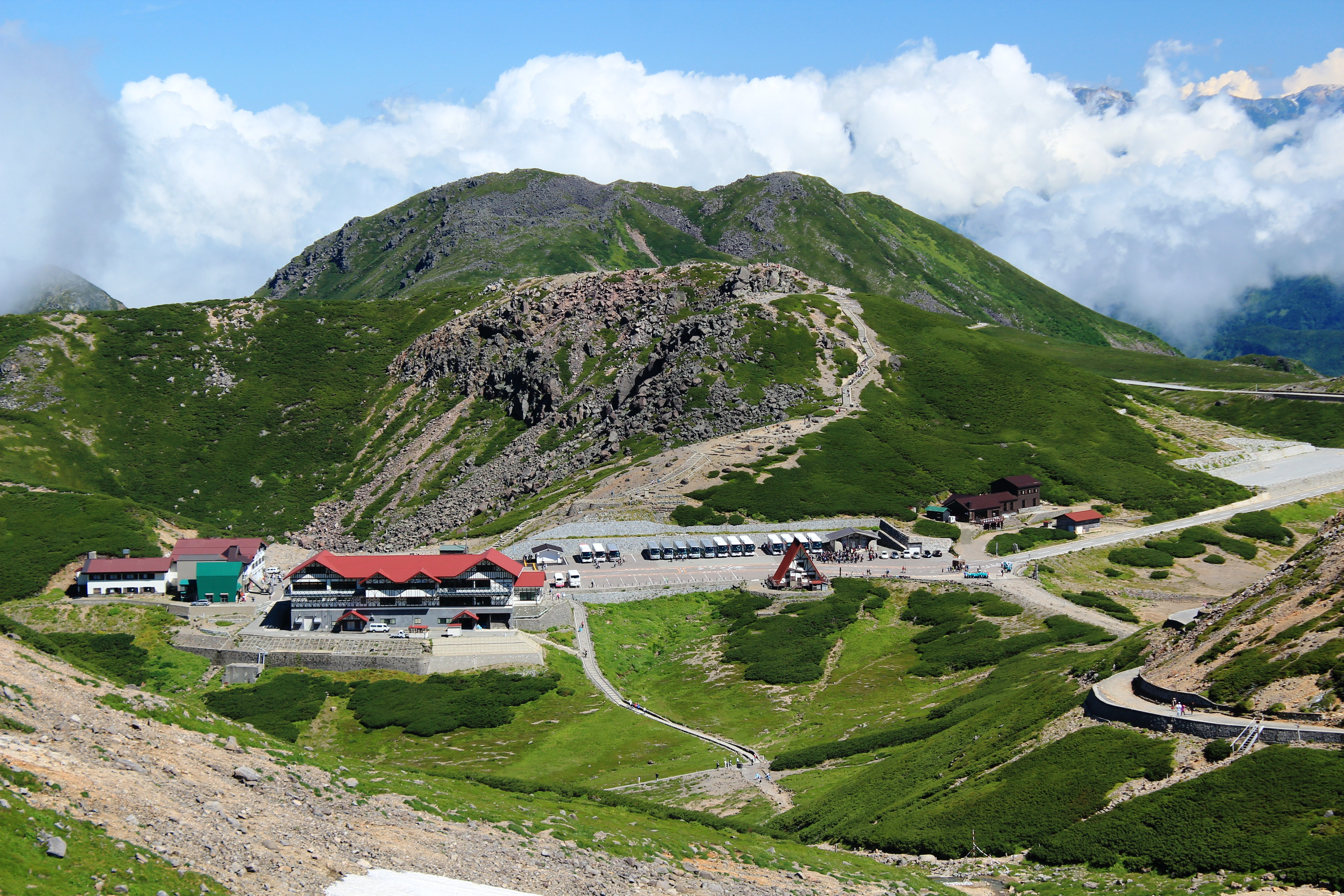
乗鞍スカイライン終点の畳平（標高2,702 m、岐阜県高山市丹生川町）、駐車場、宿泊施設、山小屋、郵便局、神社などがある。

### 畳平
畳平（たたみだいら、岐阜県高山市丹生川町）は乗鞍岳山頂部にある恵比寿火山体の火口原。標高は白山と同じ2,702 mで、日本最高所の路線バスのバス停がある。乗鞍スカイラインの終点であり、観光バスやタクシーが駐停車する駐車場がある。高山植物のお花畑には木道の遊歩道が整備され観光スポットとなっている。高山植物の見頃は6月下旬-8月中旬ごろ。乗鞍自然観察指導員による自然観察教室が開催されている。周辺には山小屋などの宿泊施設と宇宙線研究所などの観測施設があり、乗鞍岳星空観察会が行われている。また売店、食堂、自然観察指導所、乗鞍山頂簡易郵便局、乗鞍本宮神社がある。乗鞍スカイライン開通後しばらくの間、鶴ヶ池周辺では立山黒部アルペンルートの雪の大谷のような雪の回廊が見られる。駐車場の500 mほど東の乗鞍エコーラインの峠部（長野県と岐阜県との県境）、大黒岳、富士見岳などがご来光スポットとなっている。畳平へのペットの持ち込みは禁止されている。

### 乗鞍高原

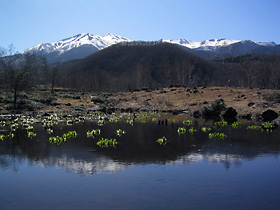
乗鞍高原から望む乗鞍岳

乗鞍岳の東麓に広がる標高1,200-1,800 mの溶岩流の岩原で、三本滝、牛留池、湿原など景観に恵まれた環境である。4月上旬-5月上旬にはミズバショウが開花し、5月に入るとシラカバやカラマツが芽吹き始める。牛留池や一ノ瀬園地などからは乗鞍岳を望むことができる。古くは修験者の登路となり、江戸時代には大樋銀山で銀の産出が行われていた。一ノ瀬園地ではソバの栽培が盛んに行われている。Mt.乗鞍（旧称の乗鞍高原温泉スキー場と旧乗鞍高原いがやスキー場のMt.乗鞍スノースマイルエリア）のスキー場がある。鈴蘭には長野県乗鞍自然保護センターがある。湯川から源泉を引湯している乗鞍高原温泉（のりくら温泉）がある。乗鞍高原温泉、すずらん温泉、安曇乗鞍温泉、わさび沢温泉の総称として、のりくら温泉郷と呼ばれている。

### サイクリング
乗鞍スカイラインが2003年にマイカー規制される以前の有料道路であった時期には、自転車の通行が禁止されていた。マイカー規制後は自転車の通行が許可された。畳平付近の乗鞍エコーラインの標高2,716 m地点（大黒岳と富士見岳との鞍部、長野県と岐阜県との県境）は、日本で自転車で走行できる最も標高の高い県道の地点である。毎年夏に、乗鞍スカイライン・サイクルヒルクライムと全日本マウンテンサイクリングin乗鞍の自転車レースが開催されている。

#### 乗鞍スカイライン・サイクルヒルクライム
毎年7月の第1日曜日に開催される乗鞍スカイラインをメインコースとした自転車ヒルクライムレース。岐阜県高山市丹生川町久手の殿下平交流ターミナル（標高1,360m）を起点として、平湯峠を経由して畳平の鶴ヶ池駐車場（標高2,702 m）を終点とする全長18.8 km（標高差1,642 m）のコース。乗鞍スカイラインがマイカー規制された翌年の2004年から始まり、2013年のエントリー数は1,011名であった。

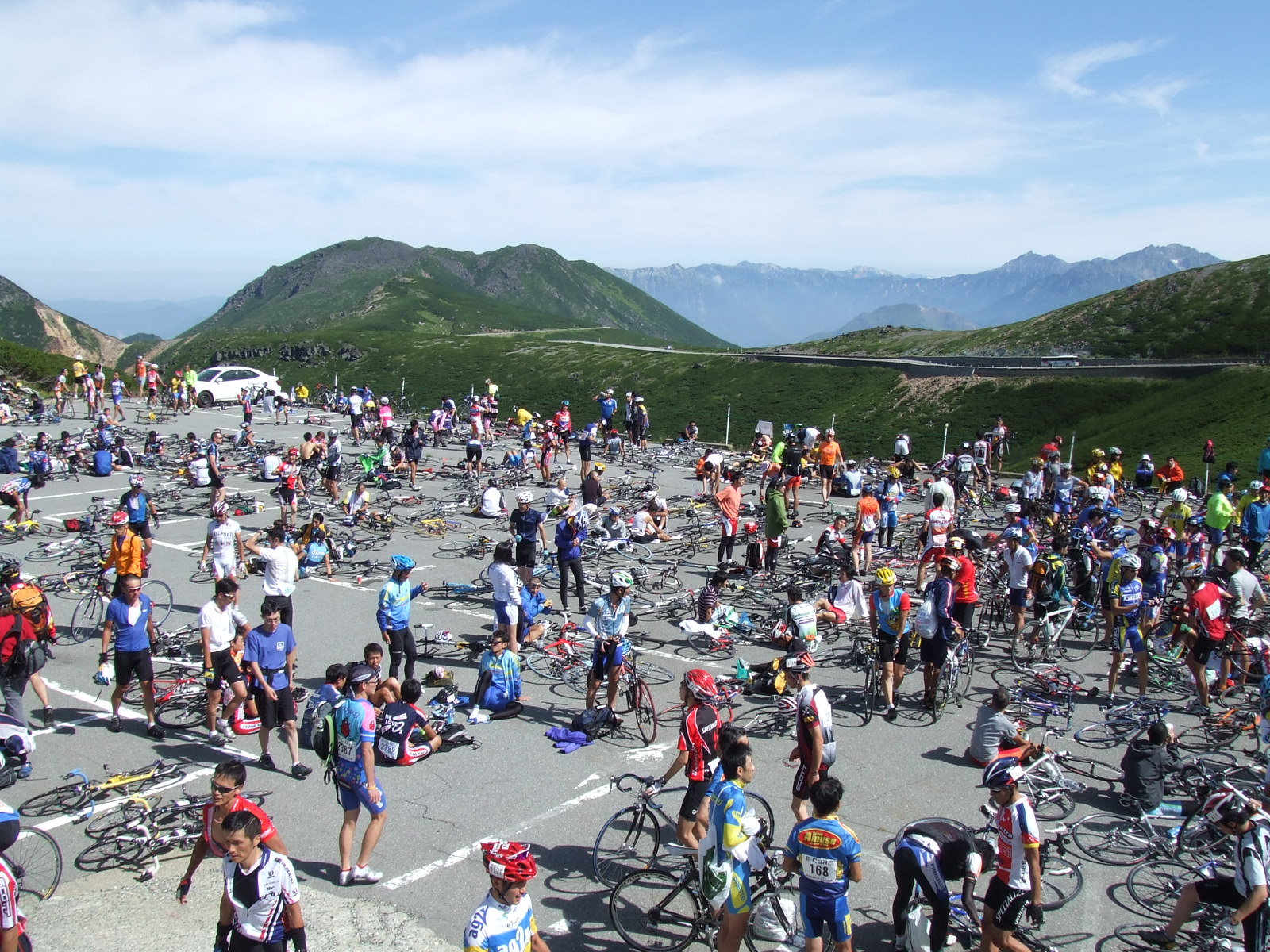
全日本マウンテンサイクリングin乗鞍のゴール地点の様子

#### 全日本マウンテンサイクリングin乗鞍
毎年8月の最終日曜に開催される自転車ヒルクライムレース。乗鞍エコーラインの鈴蘭から長野・岐阜県境までの区間、全長約20.5km、標高差1,260m（スタート地点1,458m, ゴール地点2,716m）（大会主催者側の公称値）のコースをひたすら登り続ける。1986年（昭和61年）から実施されており2014年大会で実に29回目を数える、日本のヒルクライムレースの草分け的存在である。最近の自転車人気の復活も手伝ってか近年の参加者数は3,000名を大きく超える規模となっている。

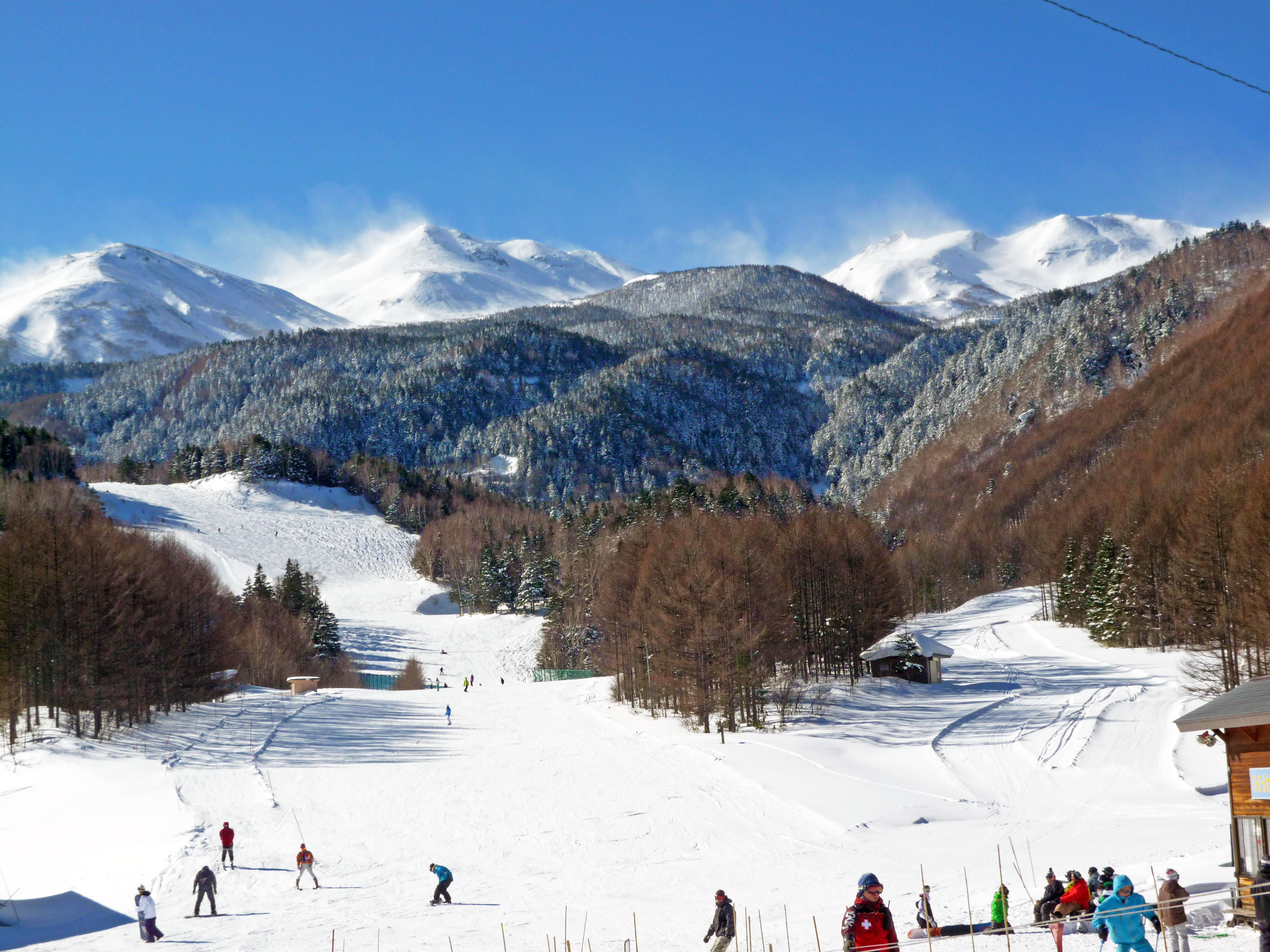
東山腹の乗鞍高原にあるスキー場のMt.乗鞍

### スキー
国内では月山、立山とともに夏スキーができる山として知られている。冬に積雪が多く夏でも山頂付近の各所に雪渓が残り、剣ヶ峰の北東面の大雪渓と魔王岳北東面の鶴ヶ池雪渓がスキー指定地とされ夏スキーやスノーボードで賑わっている。環境保護の意識が低かった1960年代には、某大学のスキー部が雪面を固めるためトラックで4トン近くの塩を運びこび散布。大雪渓周辺の高山植物が極端に衰退する出来事もあった。
山麓には以下のスキー場がある。1934年（昭和9年）1月に開業したリフトなどがない「飛騨乗鞍スキー場」が飛騨側の大尾根にあった。1997年（平成9年）に岐阜県大野郡丹生川村の村営スキー場として開業した「ひだ乗鞍ペンタピアスノーワールド」は、2007年1月に廃止となった。南西山麓の子ノ原高原には1972年（昭和47年）に開業した「子ノ原高原スキー場」があった。
- Mt.乗鞍（旧称の乗鞍高原温泉スキー場と旧乗鞍高原いがやスキー場のMt.乗鞍スノースマイルエリア）
- 飛騨高山スキー場
- 飛騨ほおのき平スキー場

### 五色ヶ原
乗鞍岳の西麓の3,000 haほどのブナとミズナラなどの広葉樹とコメツガとシラビソなどの針葉樹の森林地帯で、溶岩台地周辺の地形に池、湿原、滝などが点在する。588種の植物が確認され、多くの環境省のレッドリスト指定種が含まれている。多くの自然が残されていて、一般の入山が規制され完全予約制でインタープリターによる周辺の遊歩道でガイドが行われている。2004年（平成16年）7月に整備された周辺の滝巡りをするカモシカコースと池や湿地などを巡るシラビソコースがある。「高山市乗鞍山麓五色ヶ原の森」が、2013年（平成25年）3月21日に「第8回エコツーリズム大賞」の優秀賞を受賞した。

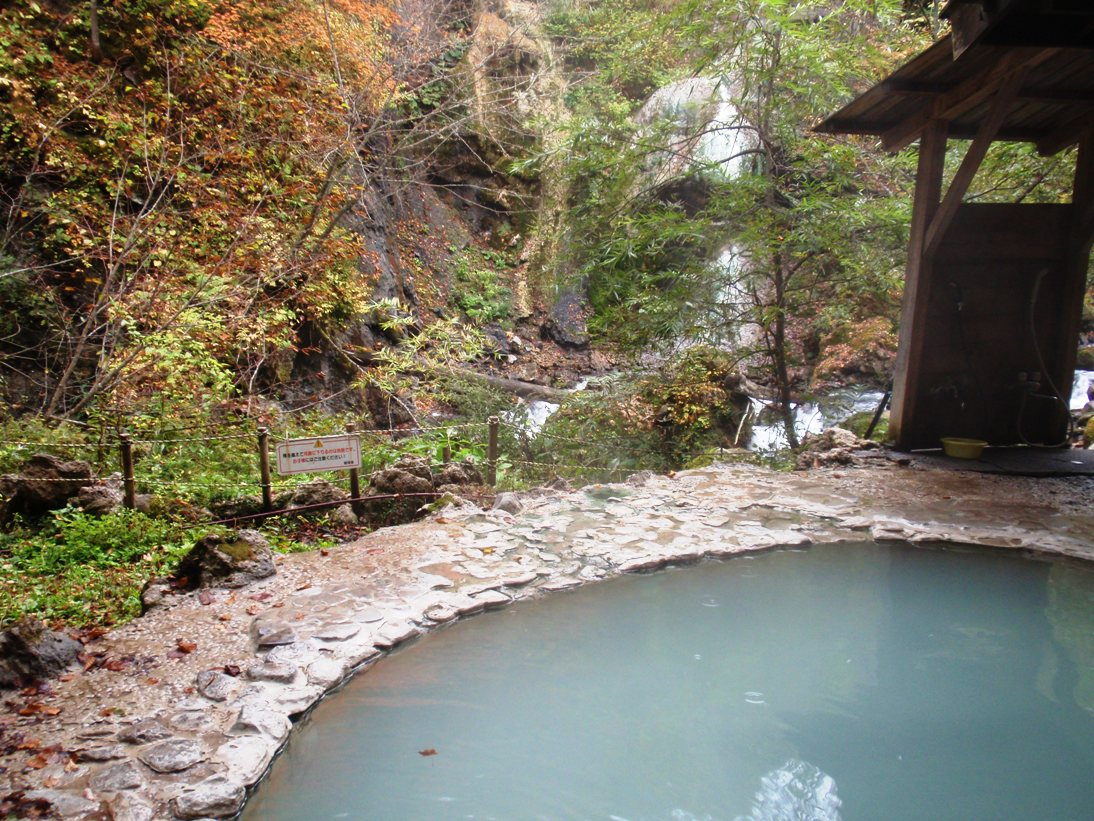
白骨温泉の共同露天風呂

### 周辺の温泉
周辺では温泉が湧きでていて、旅館などの宿泊施設がある。
- のりくら温泉郷（乗鞍高原温泉、すずらん温泉、安曇乗鞍温泉、わさび沢温泉）
- 平湯温泉
- 白骨温泉
- 中の湯温泉
- 湯川源泉

## 交通・アクセス
東麓では1929年（昭和4年）に大野川まで自動車道が通り、1940年（昭和15年）には幅員4.5 mの車道が乗鞍高原鈴蘭まで開通した。山域の北端を国道158号が通り、その安房峠の下部を1997年（平成9年）に開通した安房峠道路のトンネルが貫通している。国道158号の高山市側から平湯峠を経由して山上部の畳平まで岐阜県道5号乗鞍公園線が通じており、上部の区間は「乗鞍スカイライン」と呼ばれている。国道158号の平湯温泉側からは、平湯峠まで岐阜県道485号平湯久手線が通じている。山頂の北2 kmの畳平（標高2,702 m）には、日本で最高所の乗鞍バスターミナルがある。長野県の乗鞍高原側からは、長野県道84号乗鞍岳線が畳平まで通じ、その県道の上部の区間が「乗鞍エコーライン」と呼ばれている。1973年（昭和48年）に上高地方面から白骨温泉、乗鞍高原、白樺峠を経由して奈川温泉までの上高地乗鞍スーパー林道の有料道路が開通し、2008年（平成20年）に無料開放された。山域の南端の野麦峠を長野県道・岐阜県道39号奈川野麦高根線が通る。

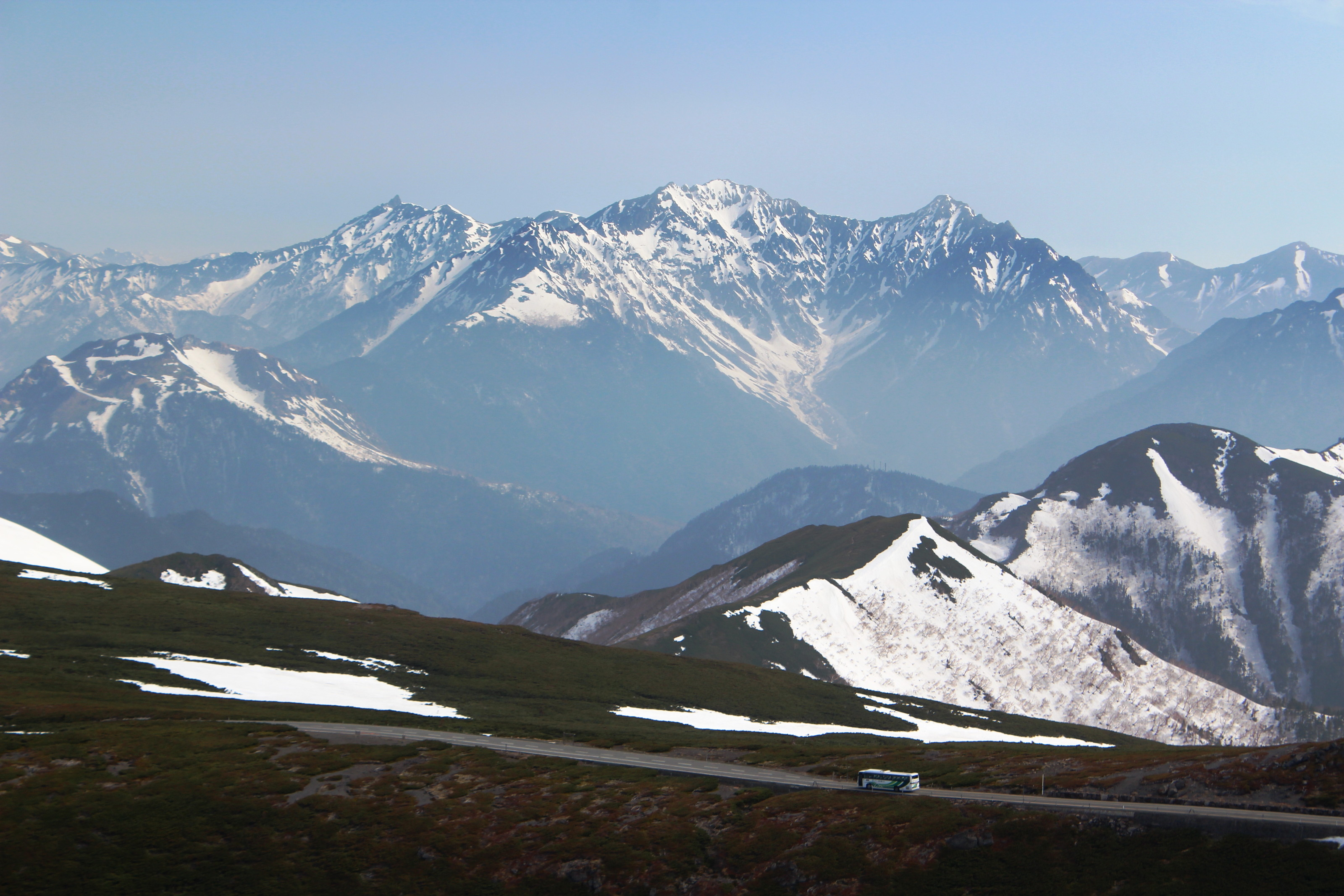
乗鞍スカイラインを畳平から平湯峠方面に走行する濃飛バスのシャトルバス、遠景は飛騨山脈の山並み

### マイカー規制とシャトルバス
1973年（昭和48年）に岐阜県初の有料道路として開通した乗鞍スカイラインは一般車両が通行できる日本最高所の有料道路であり、終点は収容台数230台の畳平駐車場と210台の鶴ヶ池駐車場があった。乗鞍スカイラインと乗鞍エコーラインから畳平まで乗り入れる車両は年間20万台を越えていた。2003年から乗鞍スカイラインの平湯峠ゲートより上部及び乗鞍エコーラインの三本滝ゲートより上部でマイカー規制が実施されている。岐阜県側では、濃飛バスによりアカンダナ駐車場（平湯温泉）と朴の木平駐車場から畳平行きの専用シャトルバスが運行されている（例年除雪後に冬期閉鎖が解除され、5月15日に開通する。）。長野県側では、アルピコ交通の松本電鉄バスにより乗鞍高原内の第1駐車場、第2駐車場、第3駐車場、三本滝駐車場から畳平行きのシャトルバスが運行されている（例年除雪後に冬期閉鎖が解除され、7月初旬に畳平までの全区間が開通する。）。7-9月の夏期シーズンにはご来光時に合わせた早朝便が運行されている。

### 主要地点からの距離
- 松本空港の西34 kmに位置する。
- JR東海高山本線高山駅の東27 kmに位置し[20]、JR東海高山本線飛騨小坂駅の東南東21.2 kmに位置し、アルピコ交通上高地線の新島々駅の西南西21 kmに位置する。
- 中部縦貫自動車道（高山清見道路）高山インターチェンジの東南東30 kmに位置し、安房峠道路平湯インターチェンジの南9 kmに位置する。

## 乗鞍岳の風景

### 乗鞍岳の近景
麓の乗鞍高原からはその山容を望むことができ、高山市街からは大きな山容を見渡すことができ、高山市などの山麓の多くの学校の校歌で歌われている。

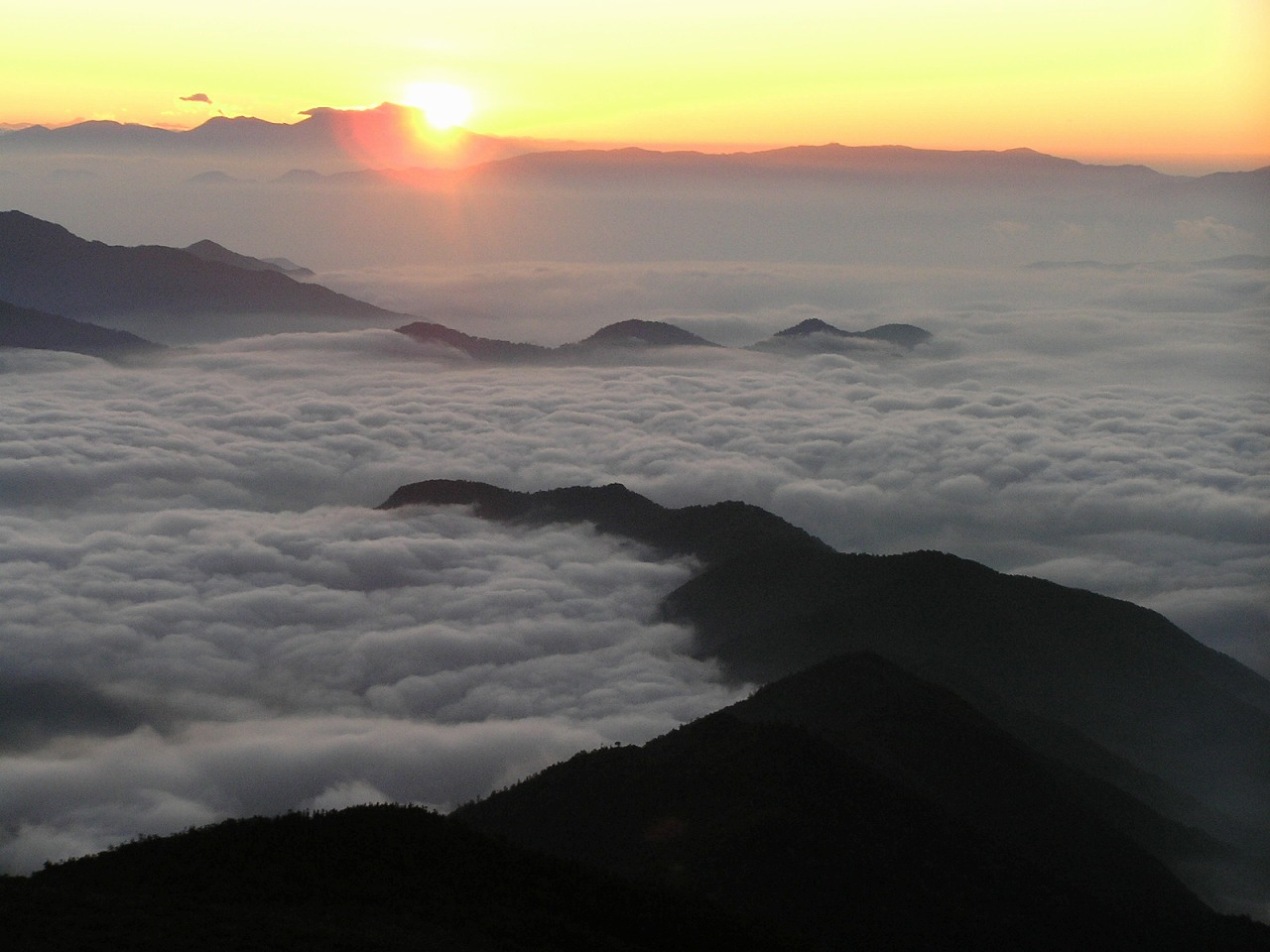
富士見岳からご来光と雲海
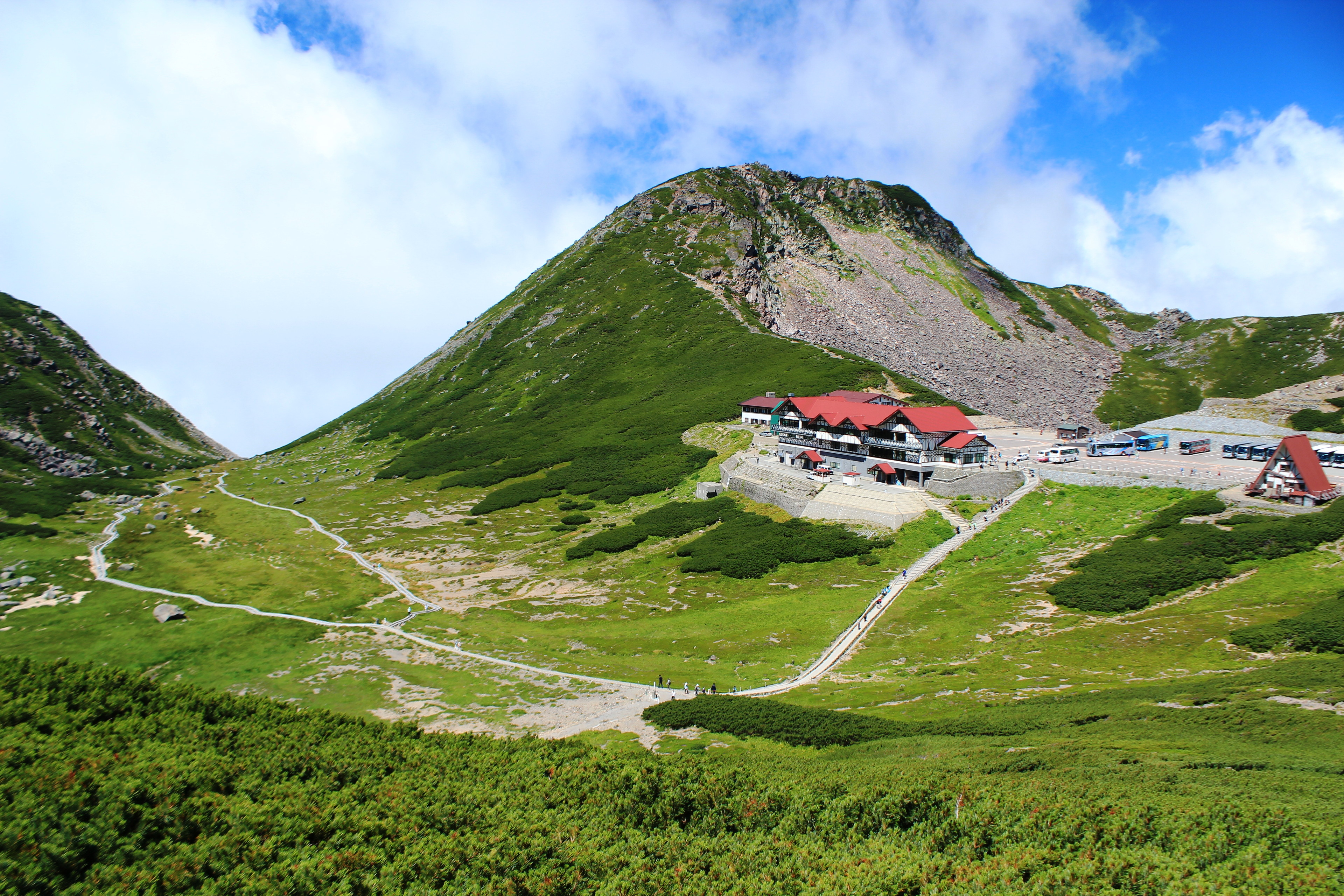
恵比寿岳と畳平
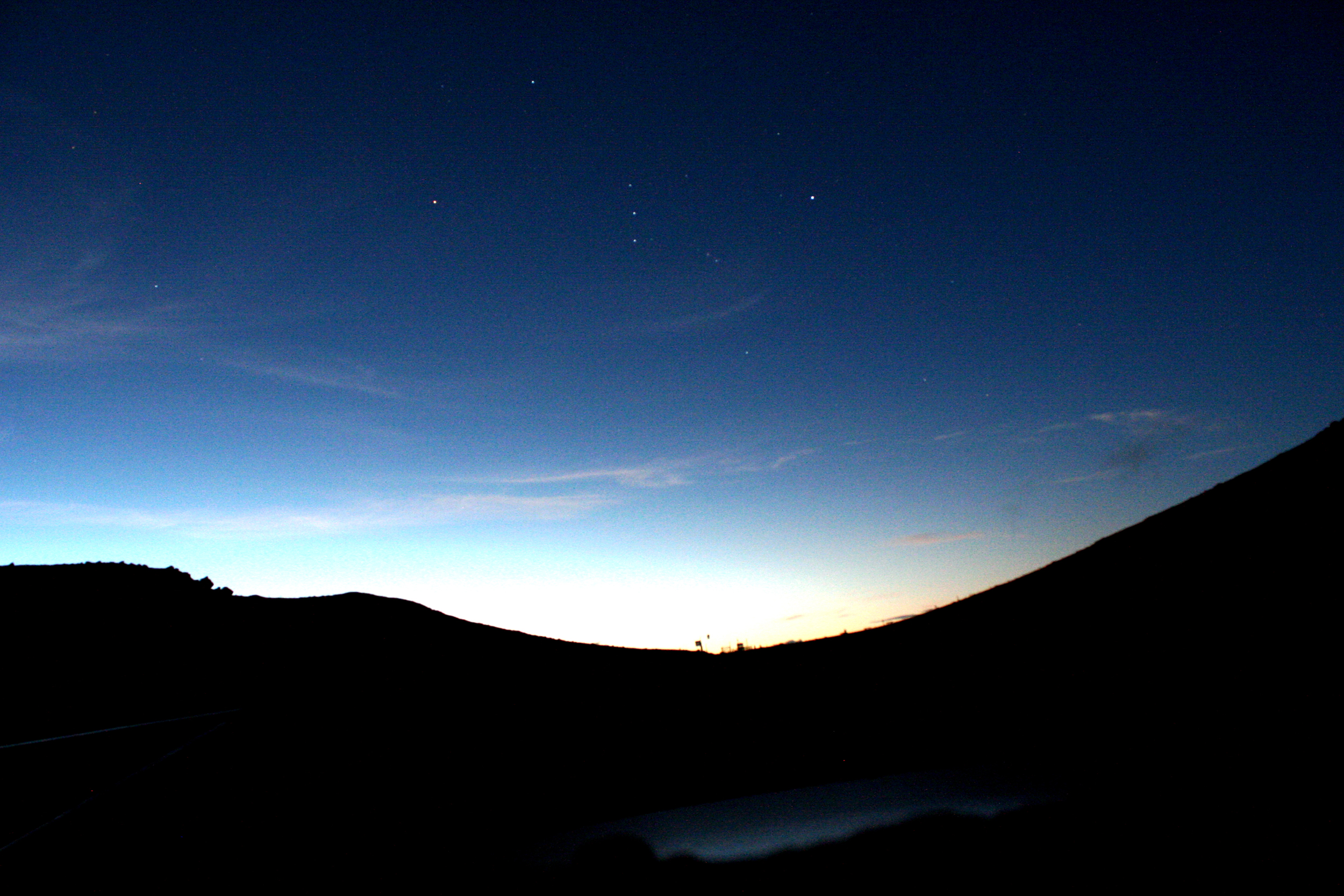
鶴ヶ池からのオリオン座
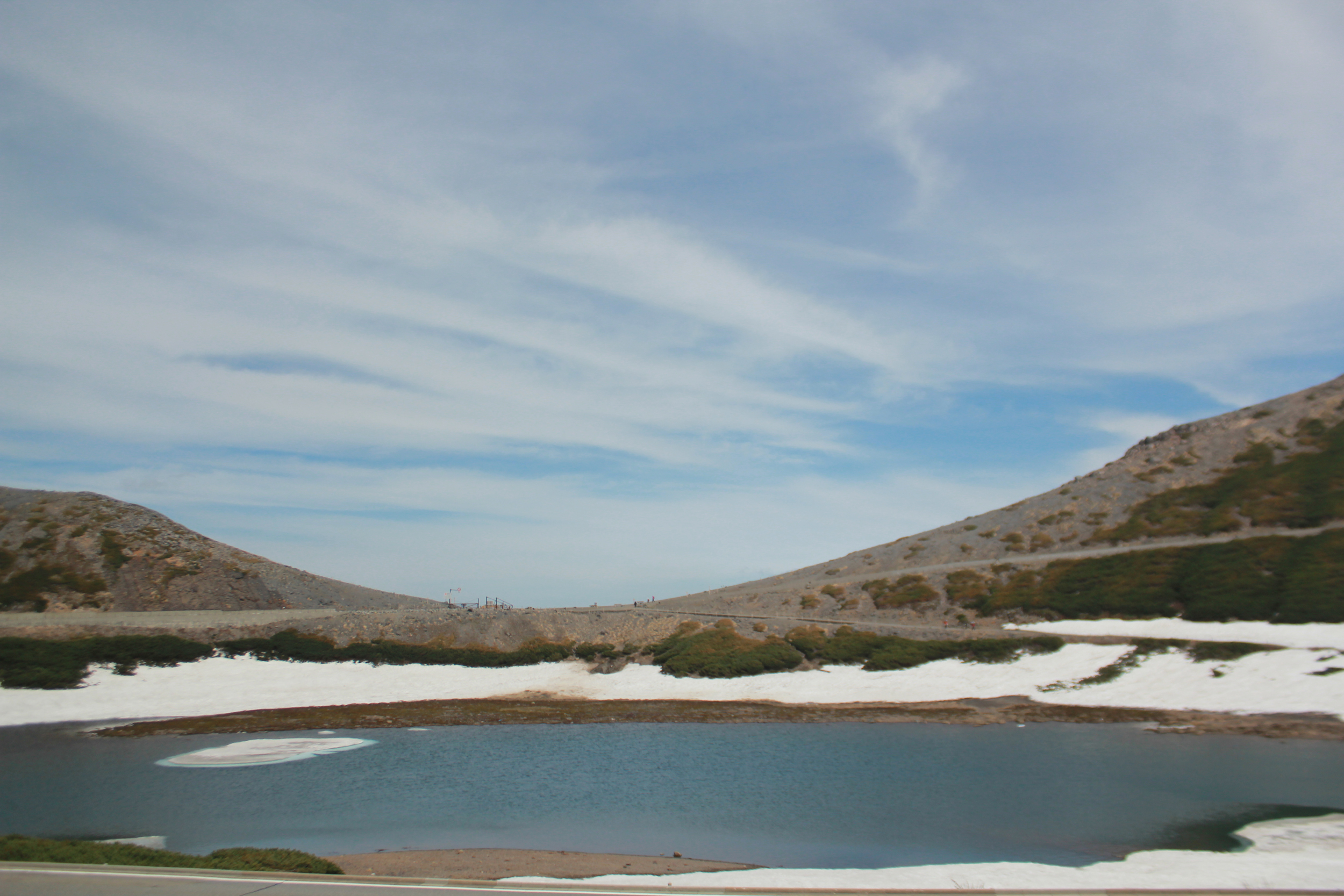
乗鞍 畳平 鶴ヶ池
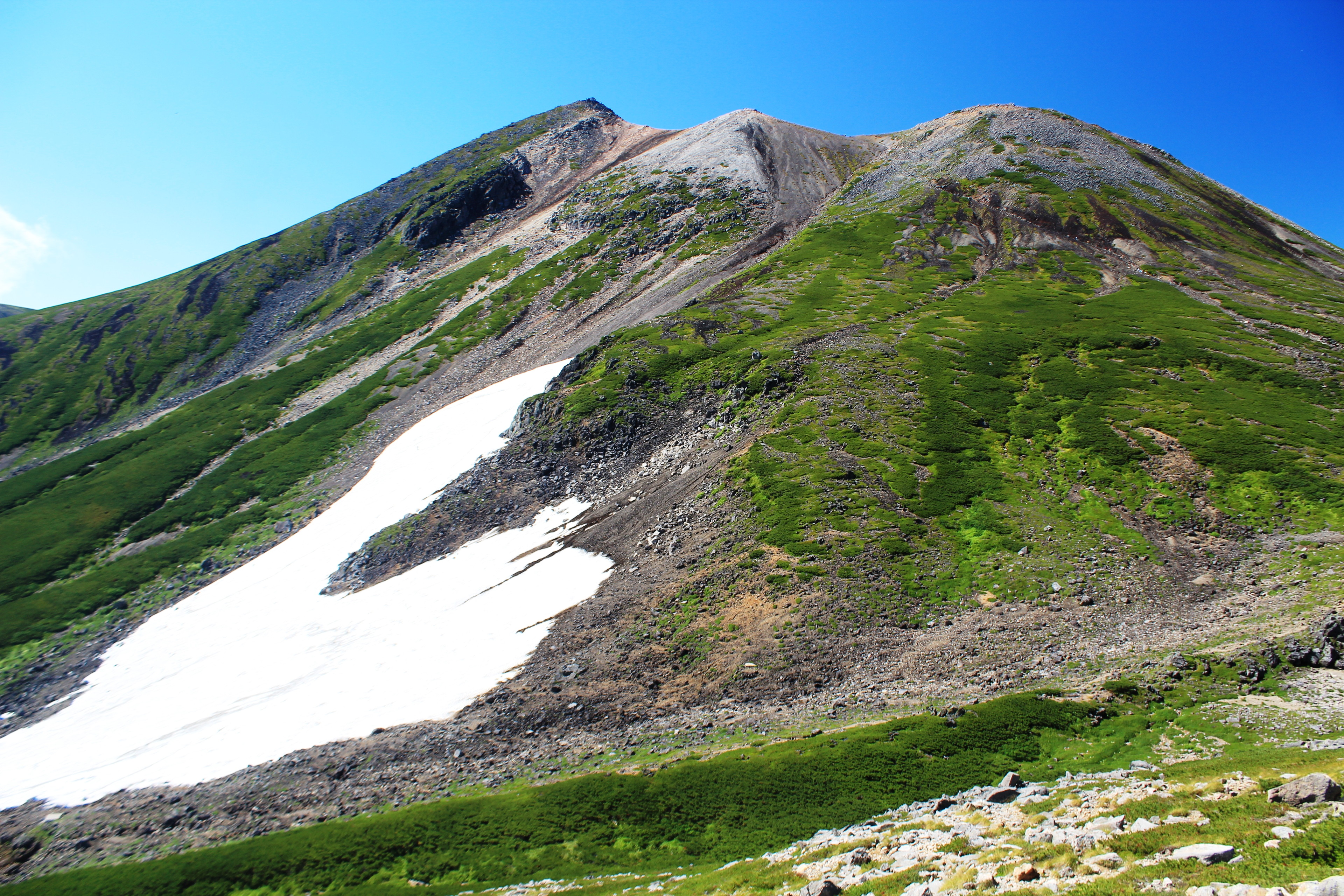
肩の小屋付近から望む乗鞍岳
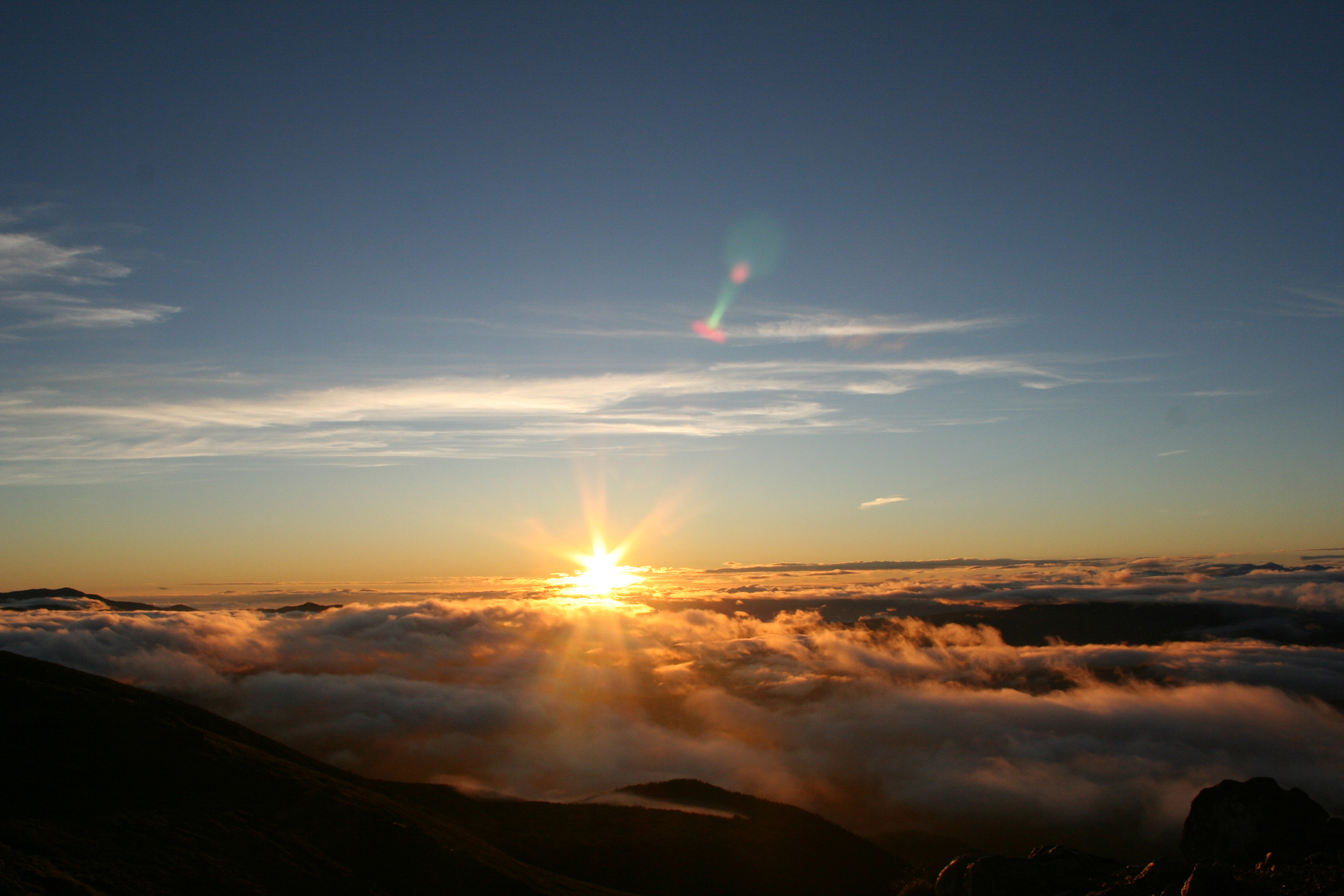
乗鞍岳からの日の出
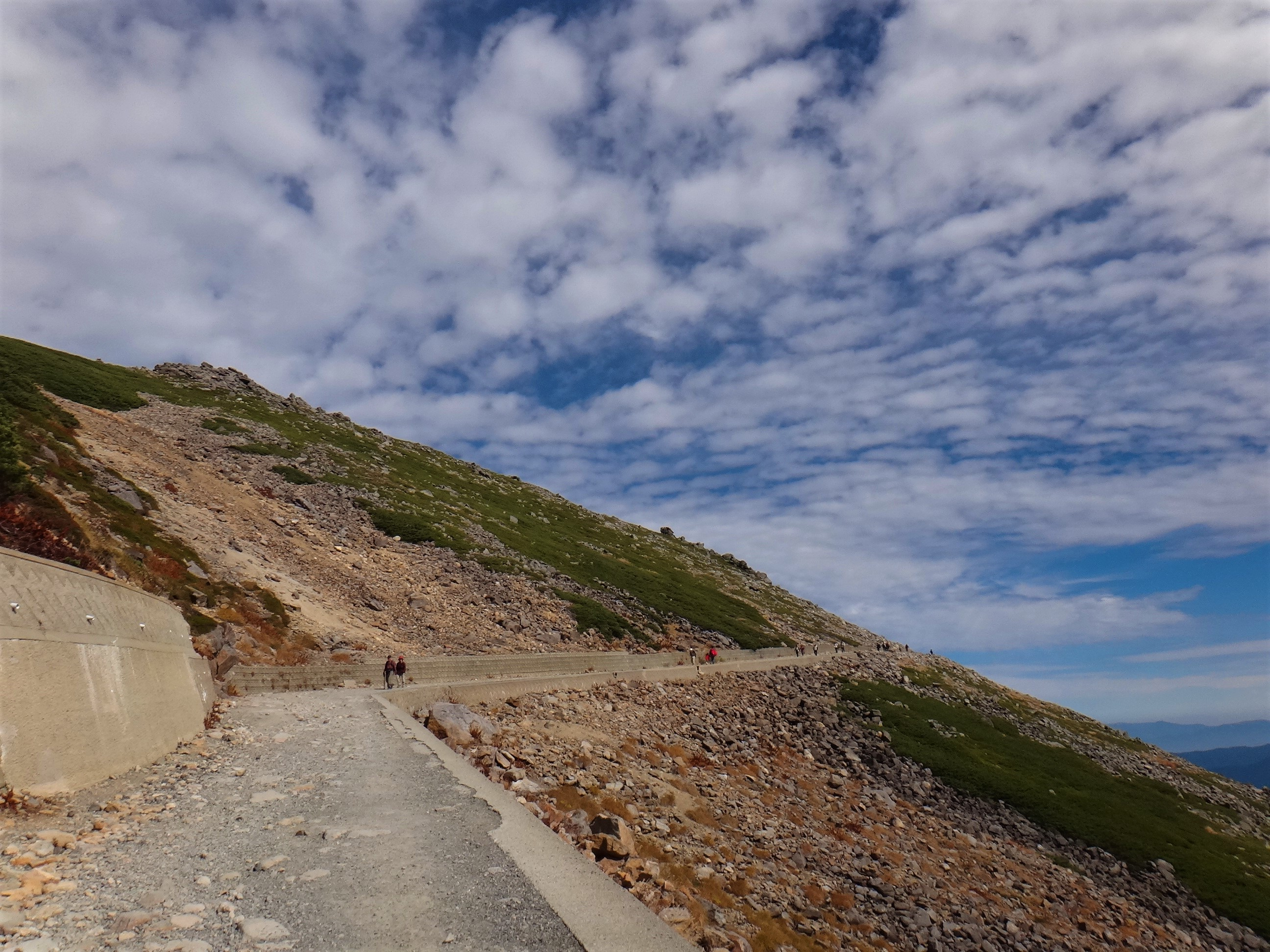
乗鞍岳の歩きやすい登山道
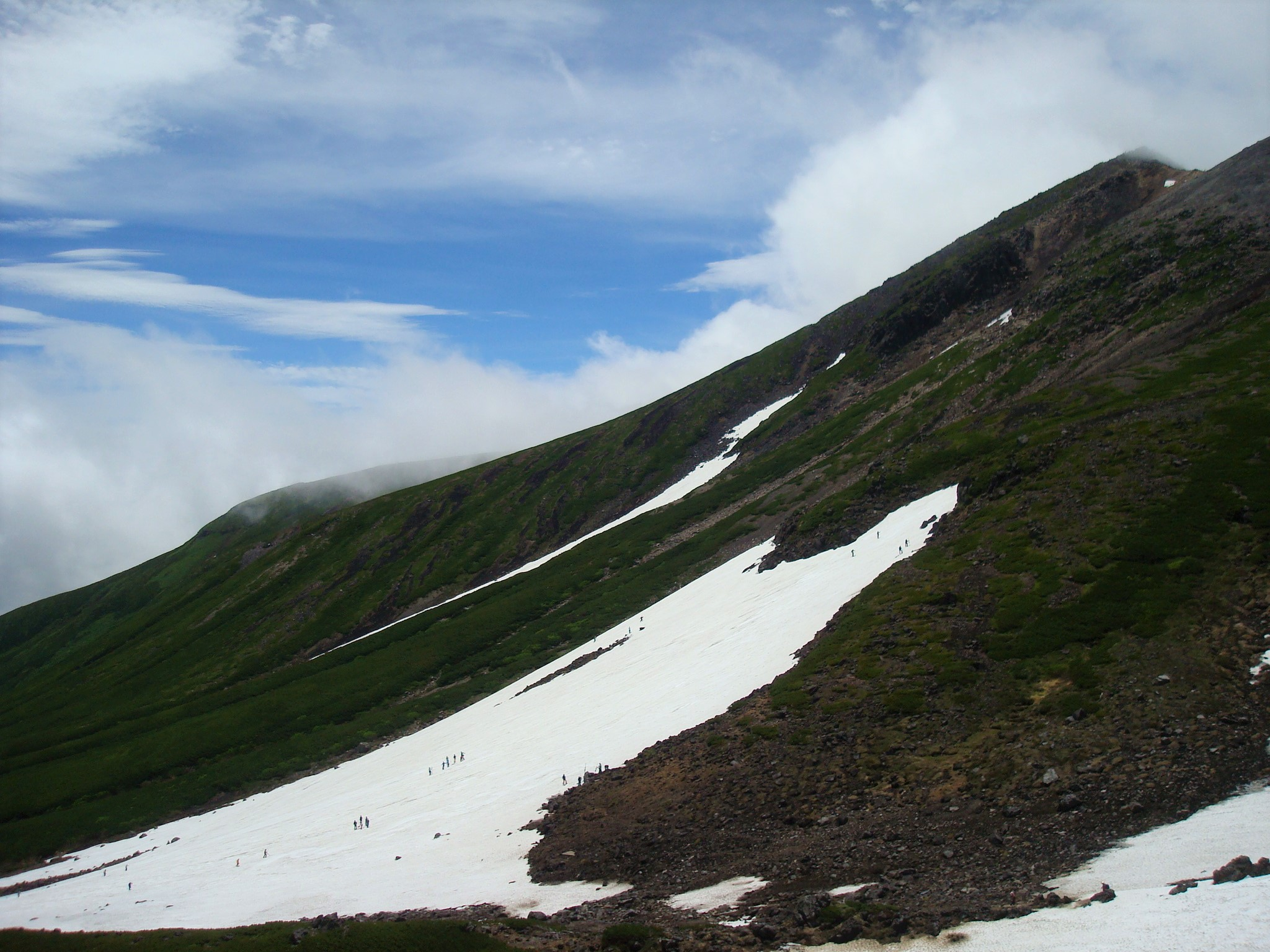
乗鞍岳での山スキー
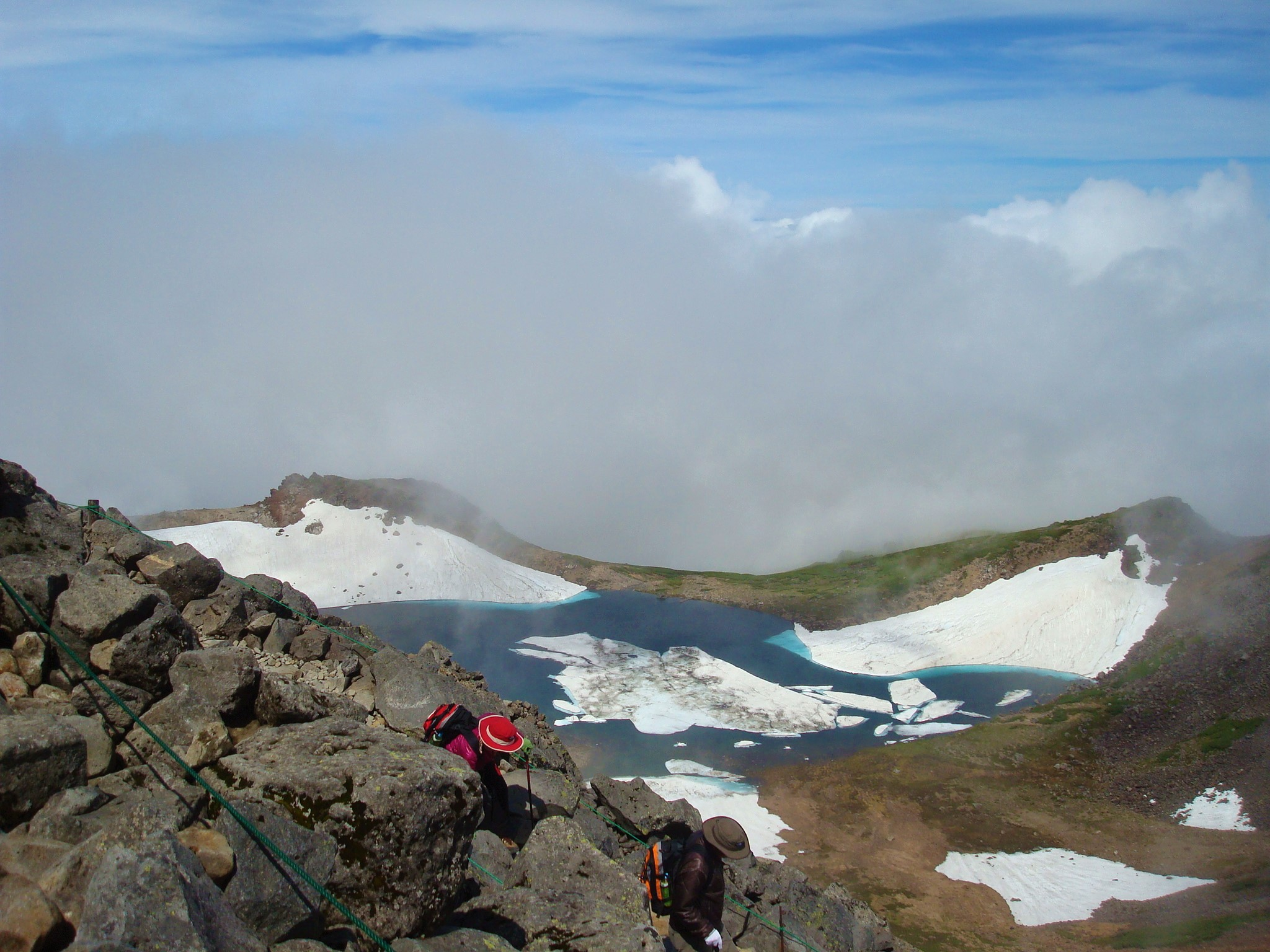
雪解けの権現池
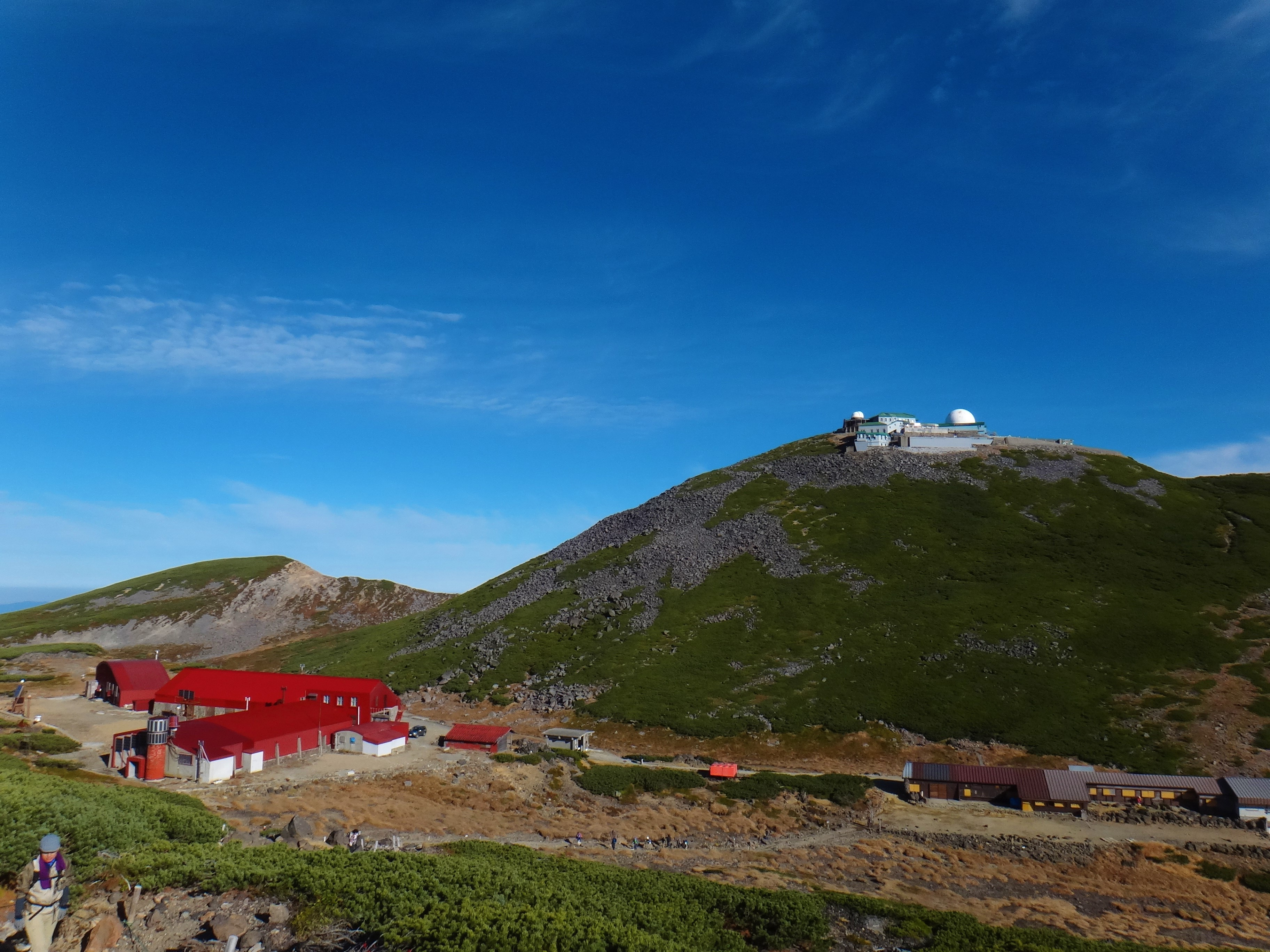
肩ノ小屋と気象観測所
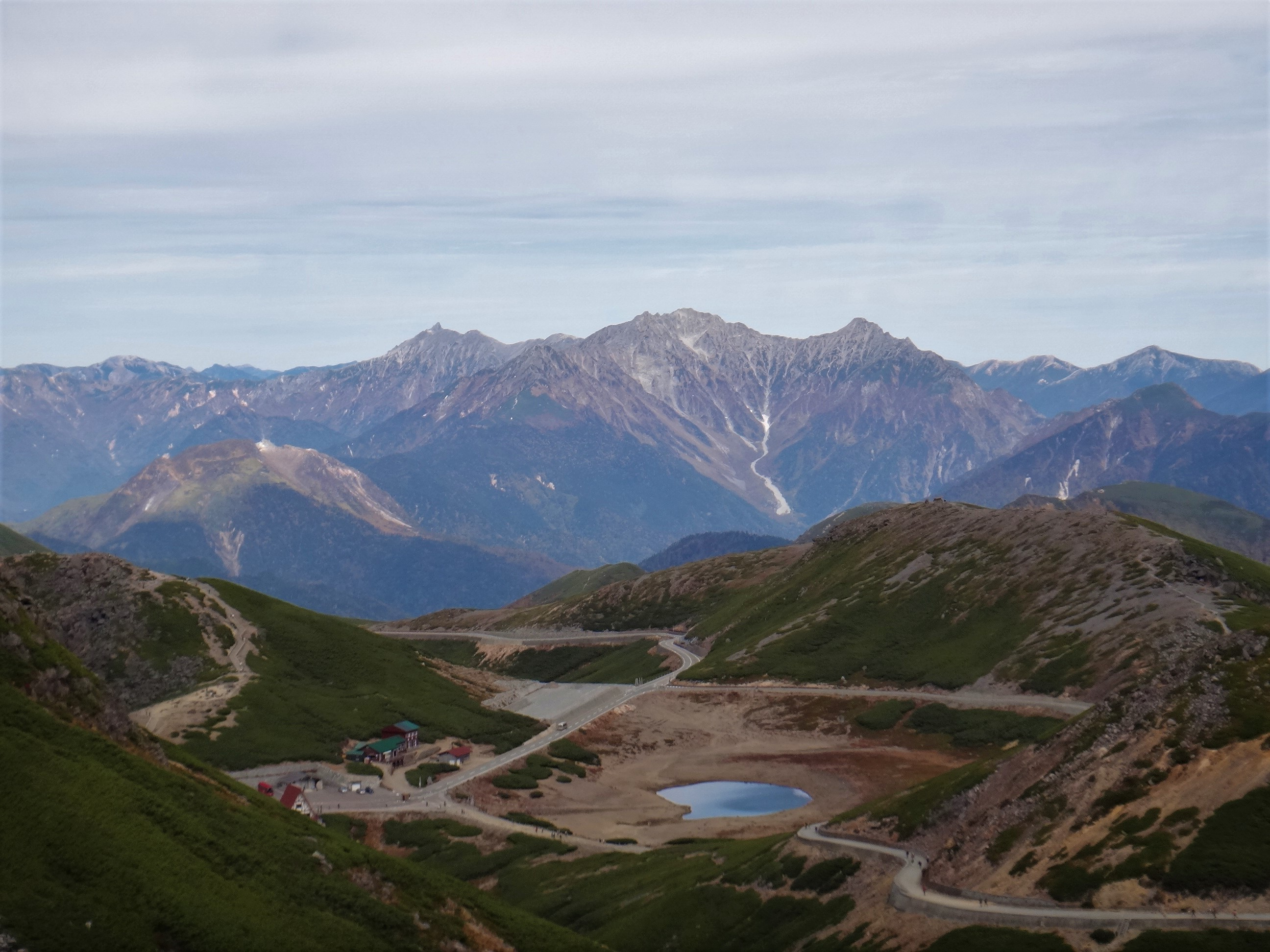
畳平と穂高連峰
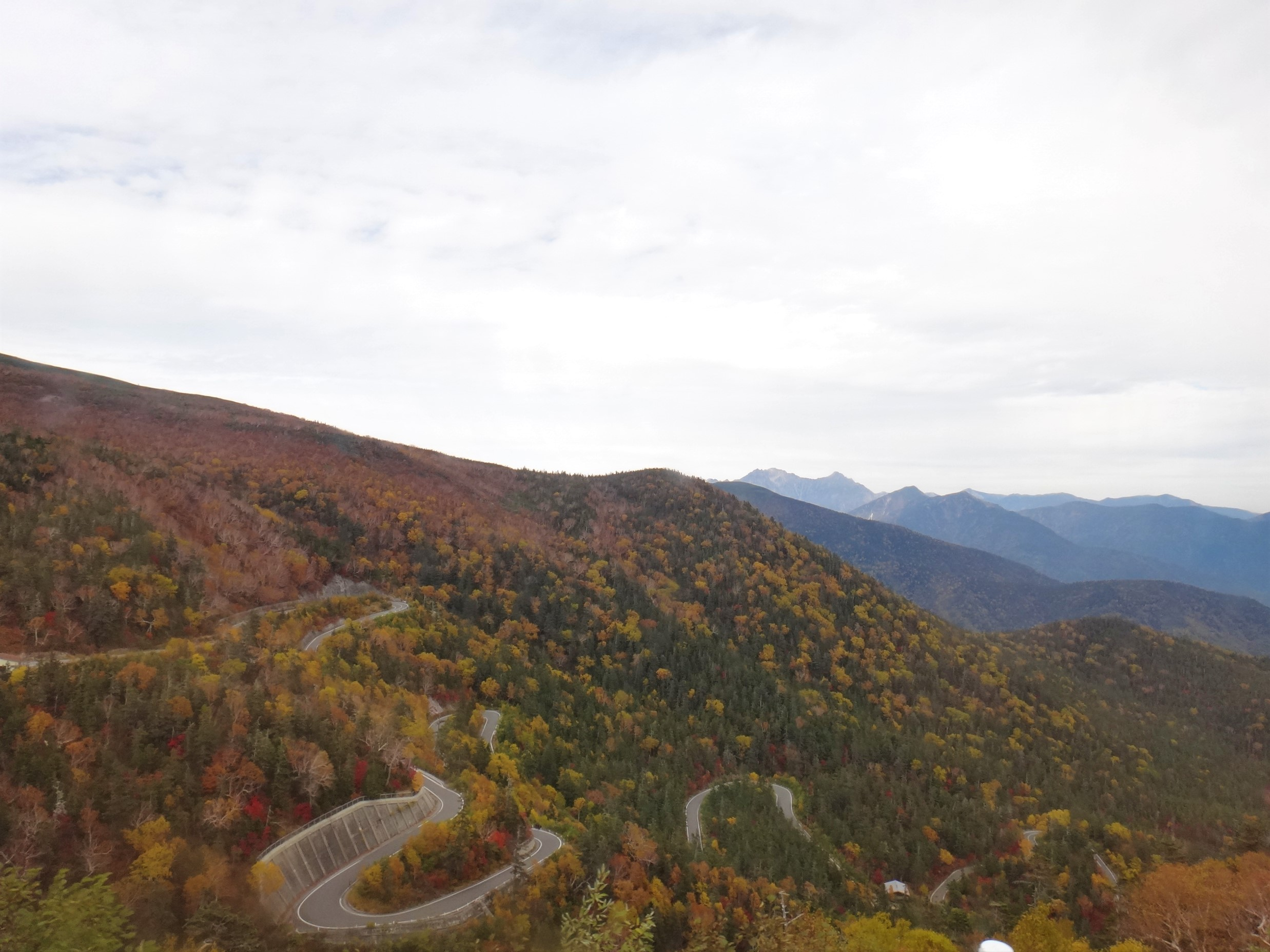
秋の乗鞍エコーライン

### 乗鞍岳の遠景

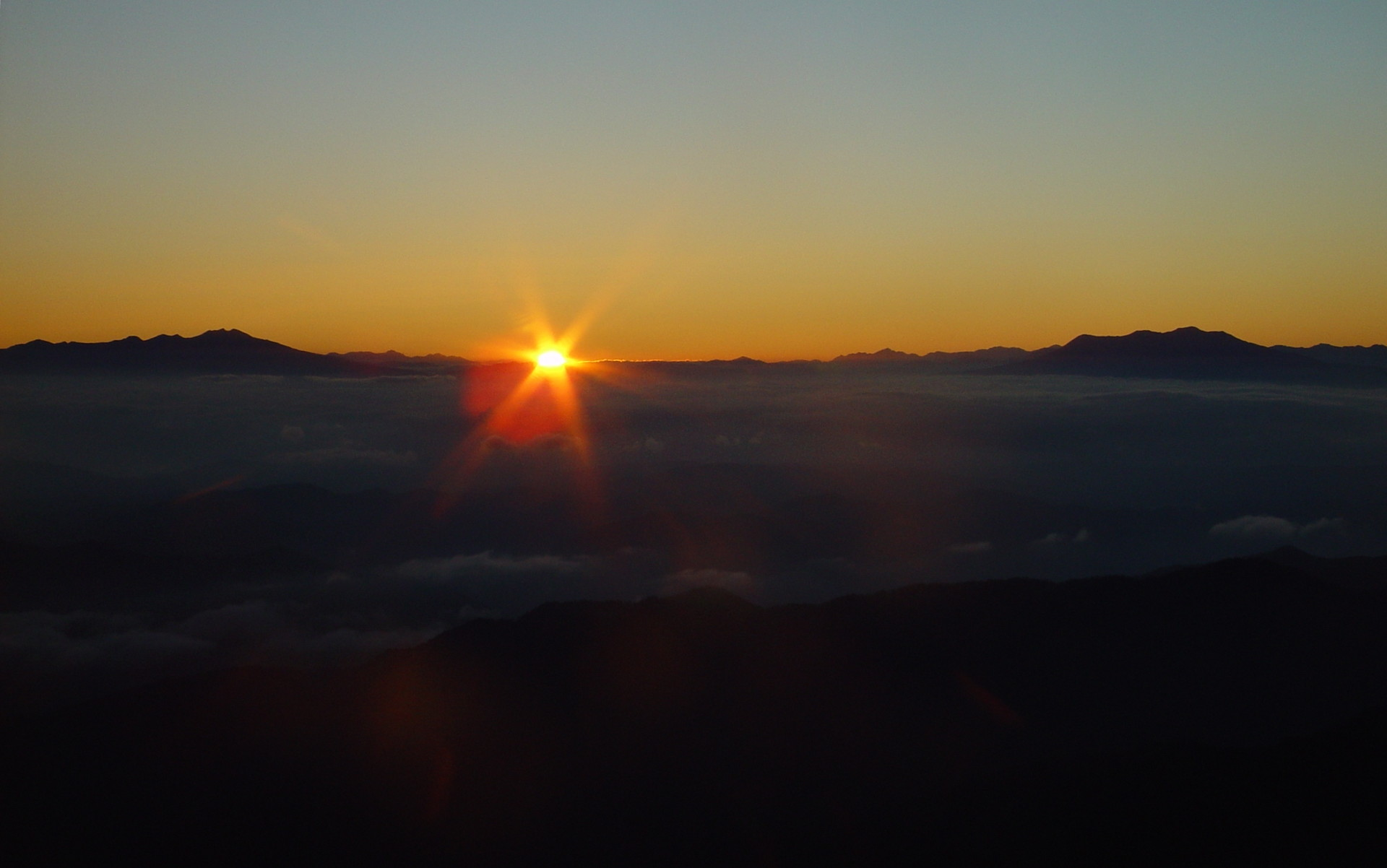
西の白山から望む乗鞍岳（左）と御嶽山（右）

比較的新しい火山であることからなだらかな女性的な山容で、御嶽山と同様に遠くから眺めると独立峰のように大きくその裾野を広げている。明治の歌人の長塚節が
の短歌を残している。深田久弥は「日本百名山」の著書で、「乗鞍の姿を一度見たらその山を忘れることができないだろう。」と記している。麓の高山市の歌人福田夕咲は
の短歌を残し、乗鞍岳の山容を仏の仰臥に見立てている。また飛騨の山の特徴を「乗鞍の雄大、槍ヶ岳の険峻、御嶽の壮厳、錫杖の奇観、白山の崇高」と表現している。松本市などの学校でも校歌に歌われている。乗鞍岳を背景としてゲンゲとギフチョウを描いたふるさと切手（50円郵便切手）の『国土緑化・岐阜県』が、2006年（平成18年）5月19日に、郵便局から発売された。

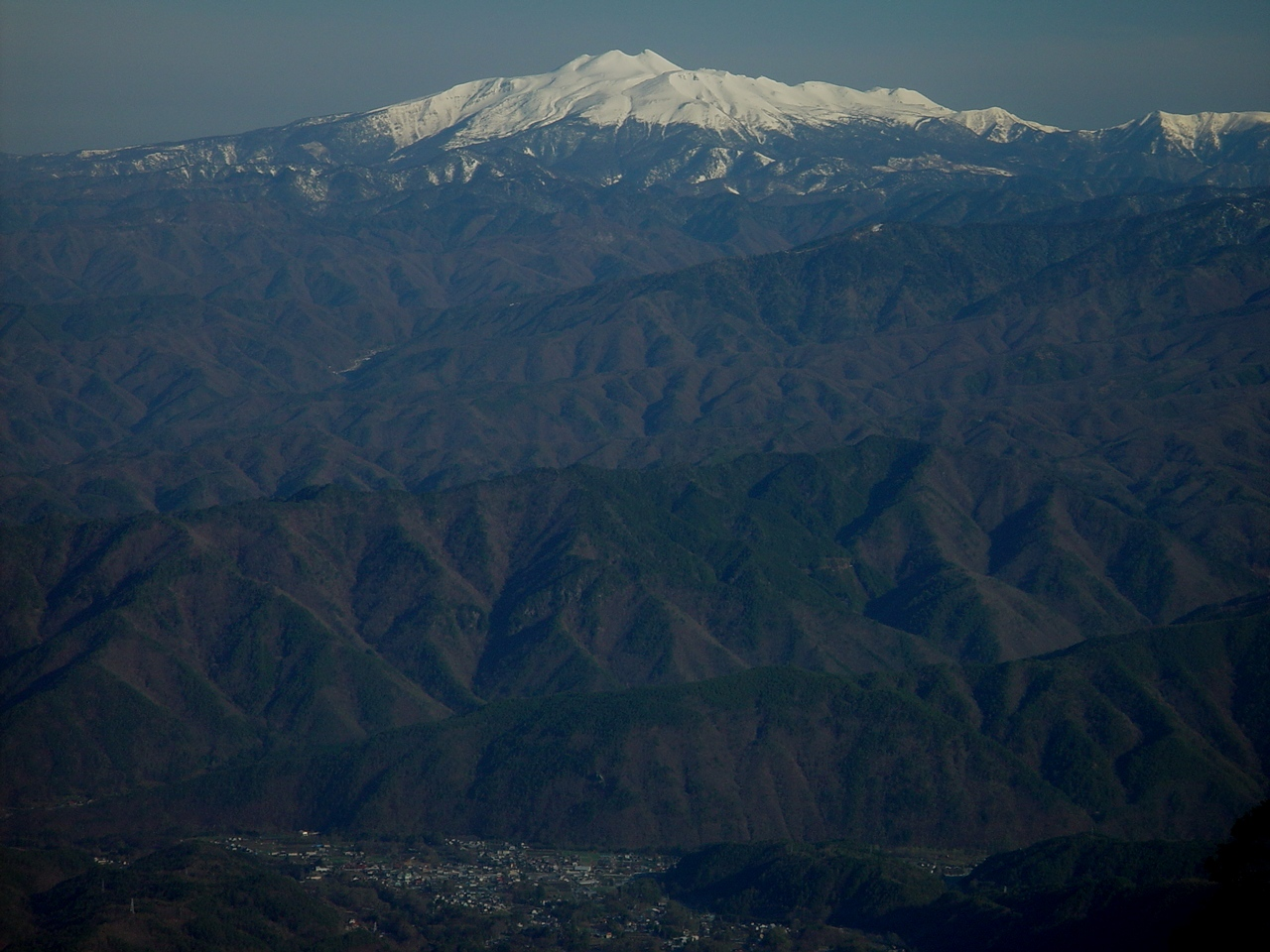
東の木曽駒ヶ岳より
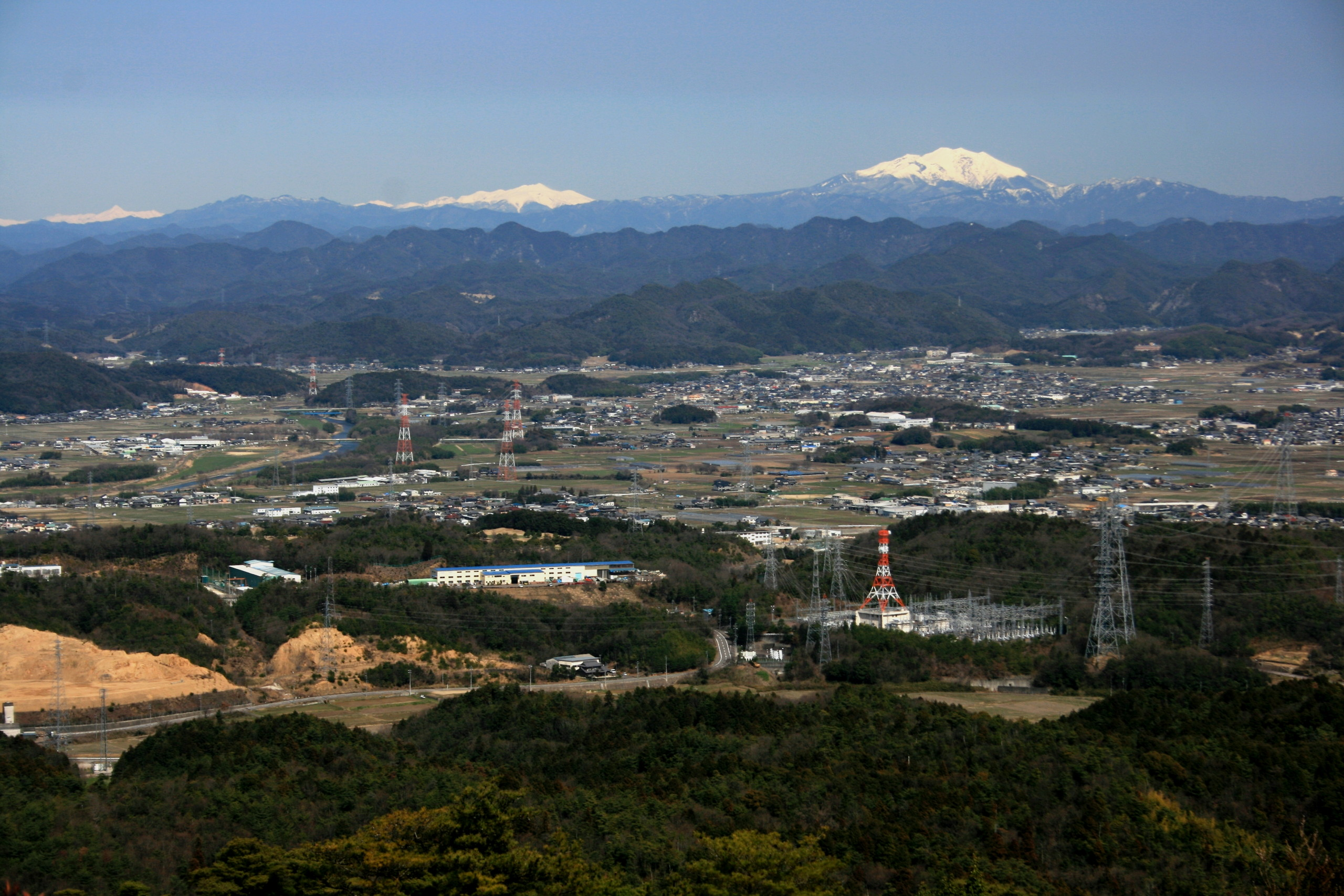
南の濃尾平野より
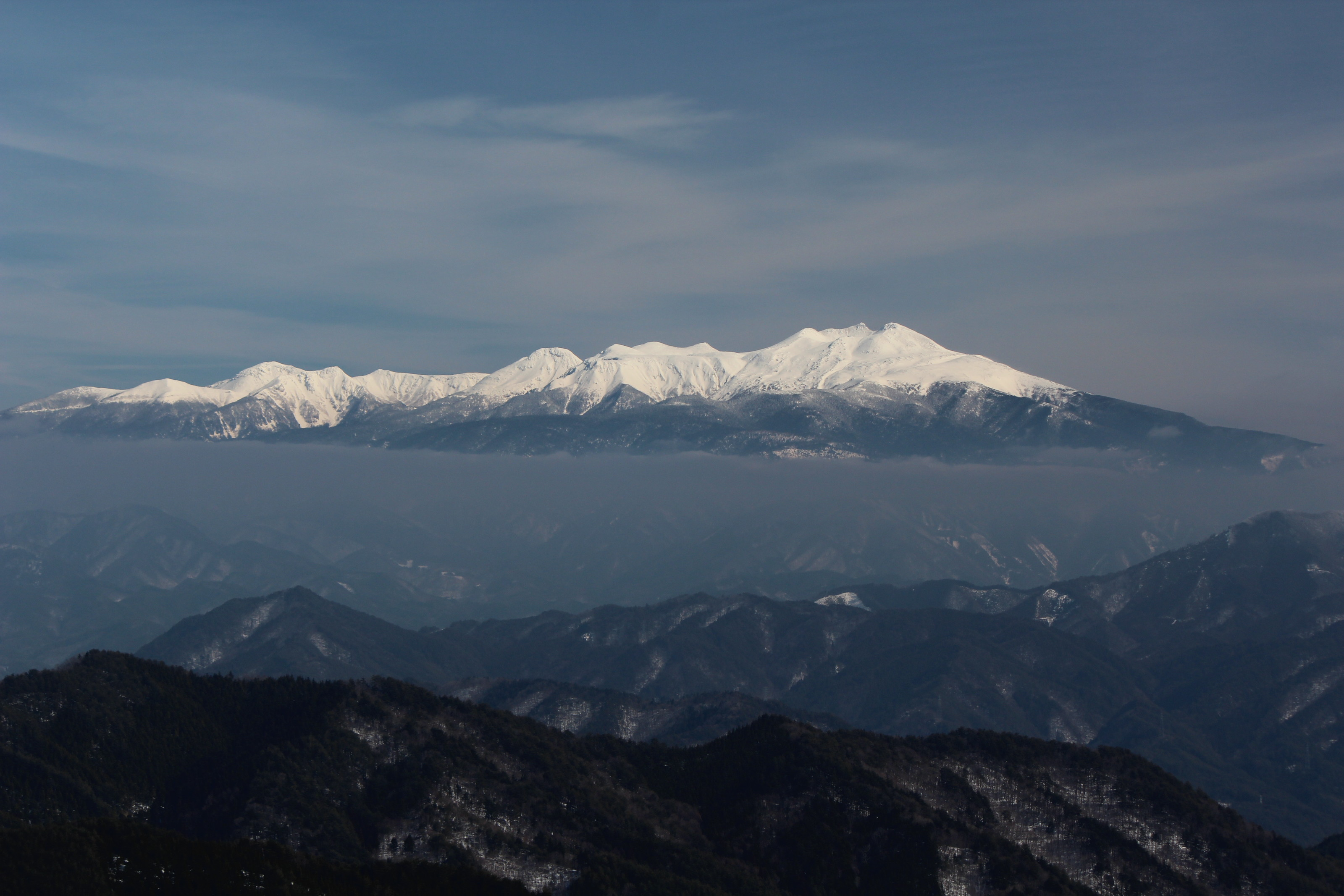
西の位山より
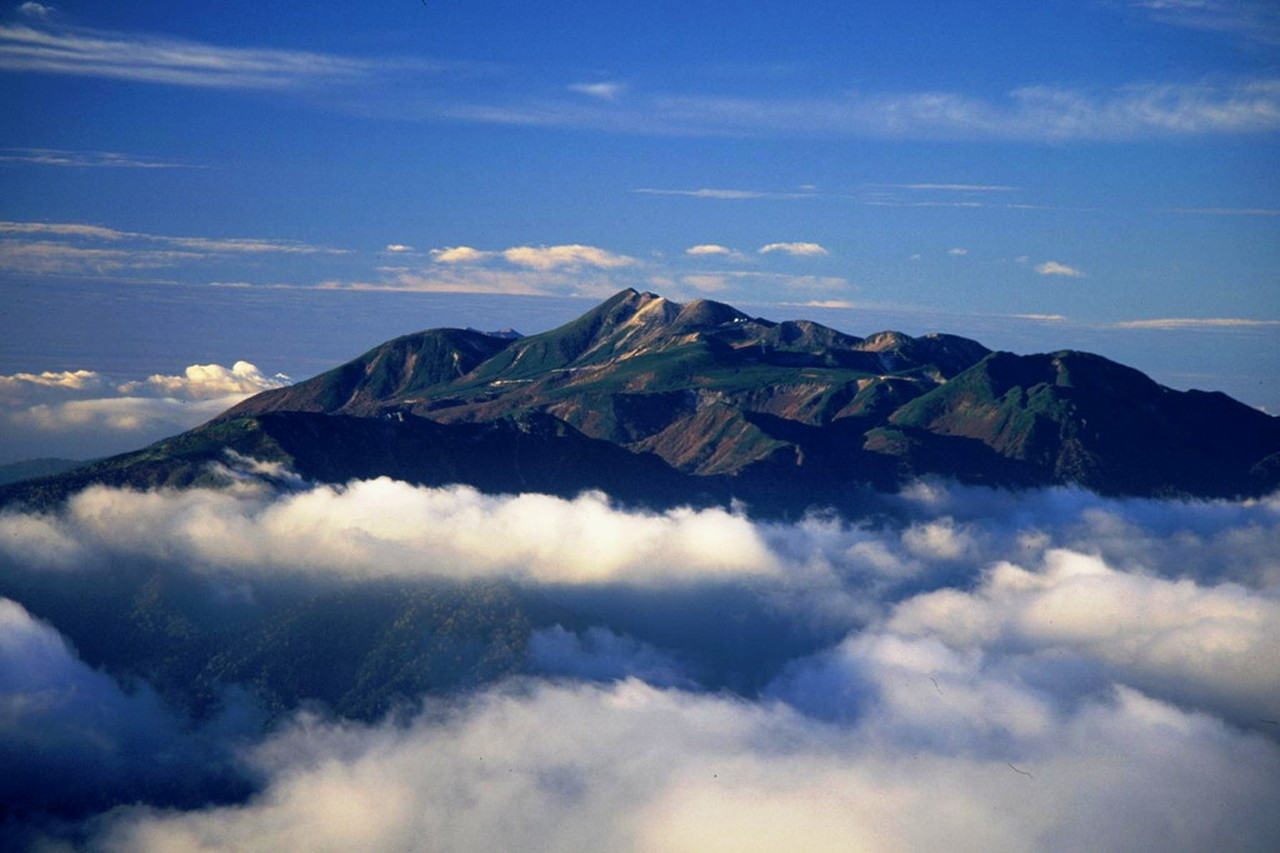
北の西穂高岳より

### 乗鞍岳からの眺望

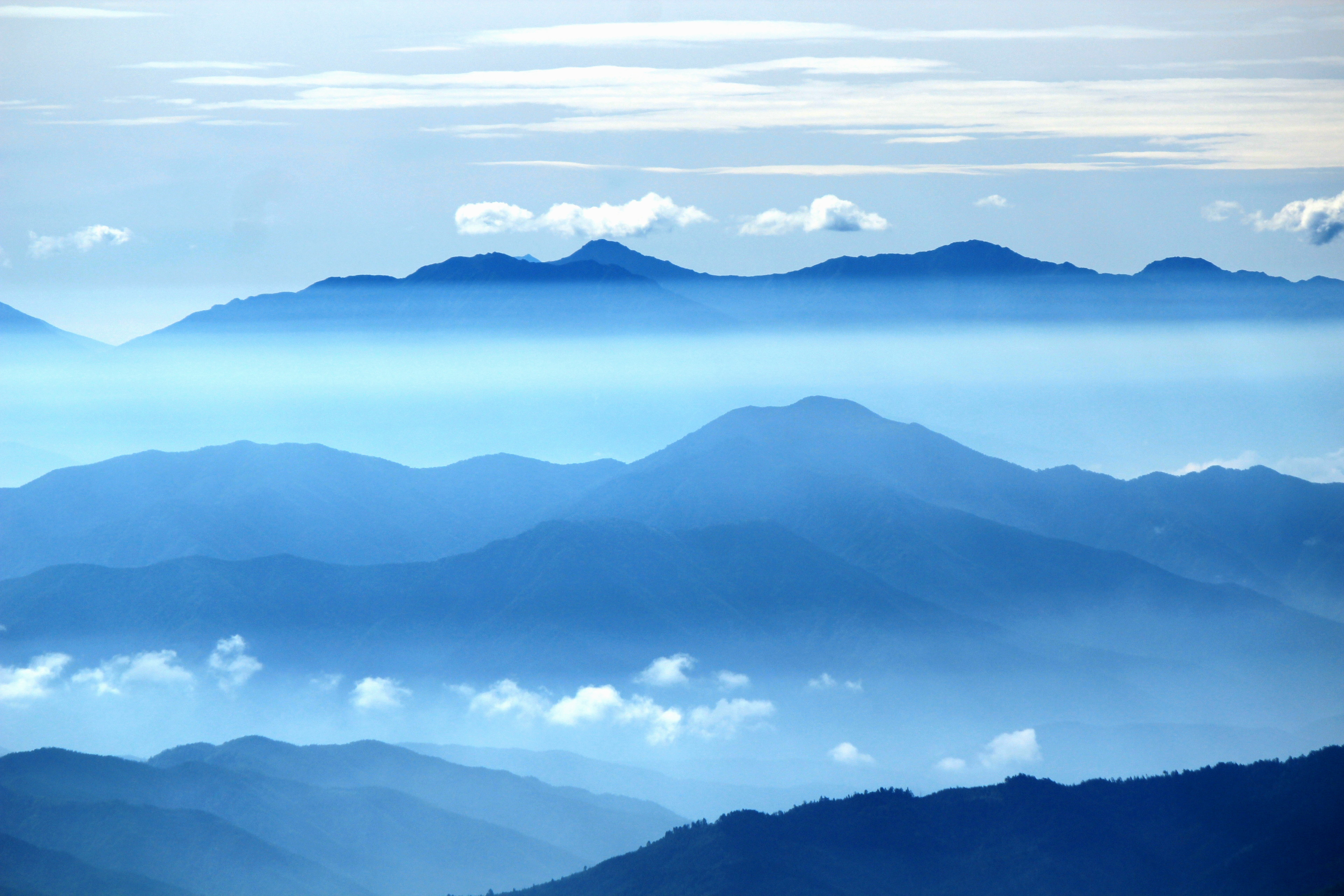
富士見岳から望む赤石山脈（南アルプス）越しにわずかに見える富士山
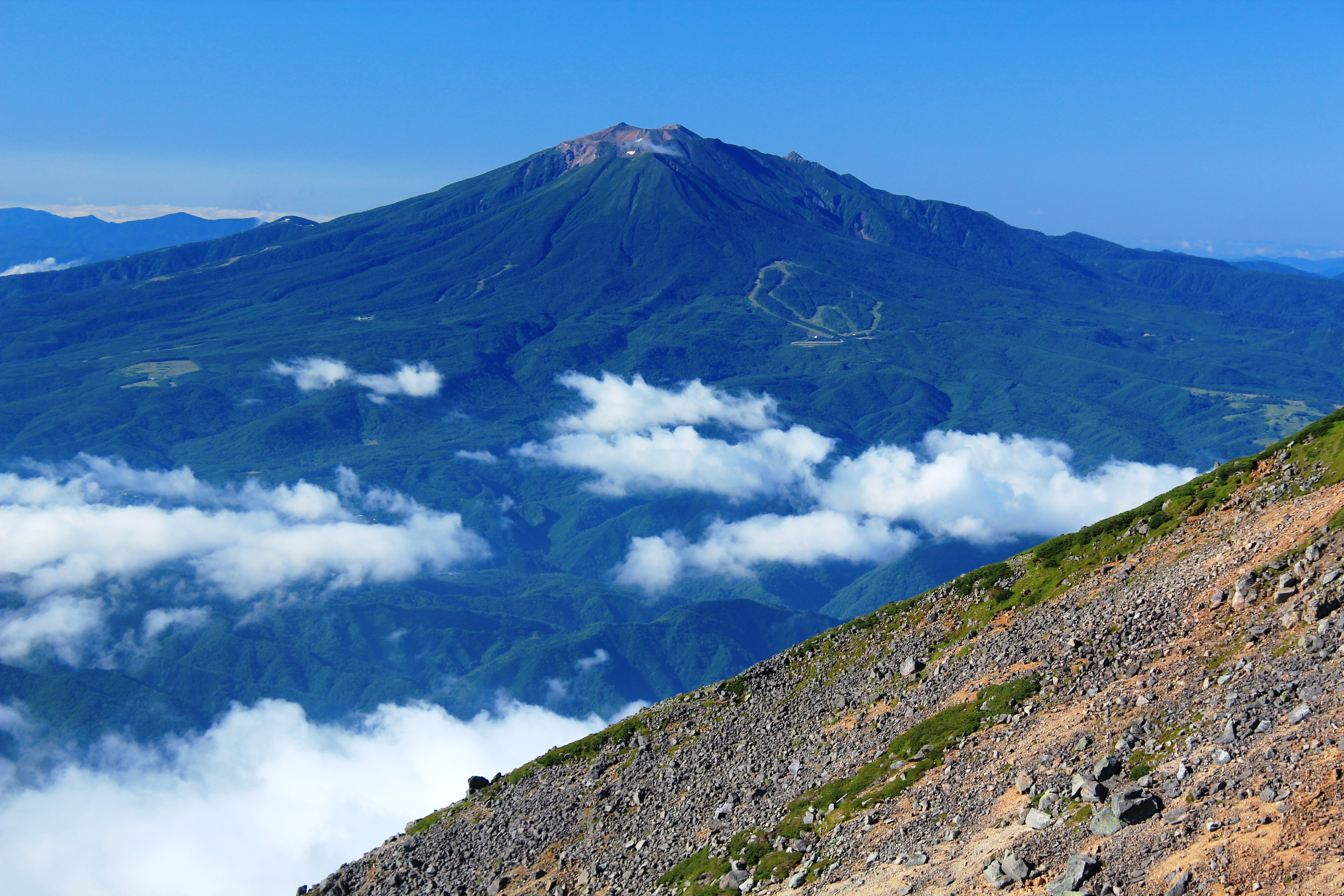
御嶽山
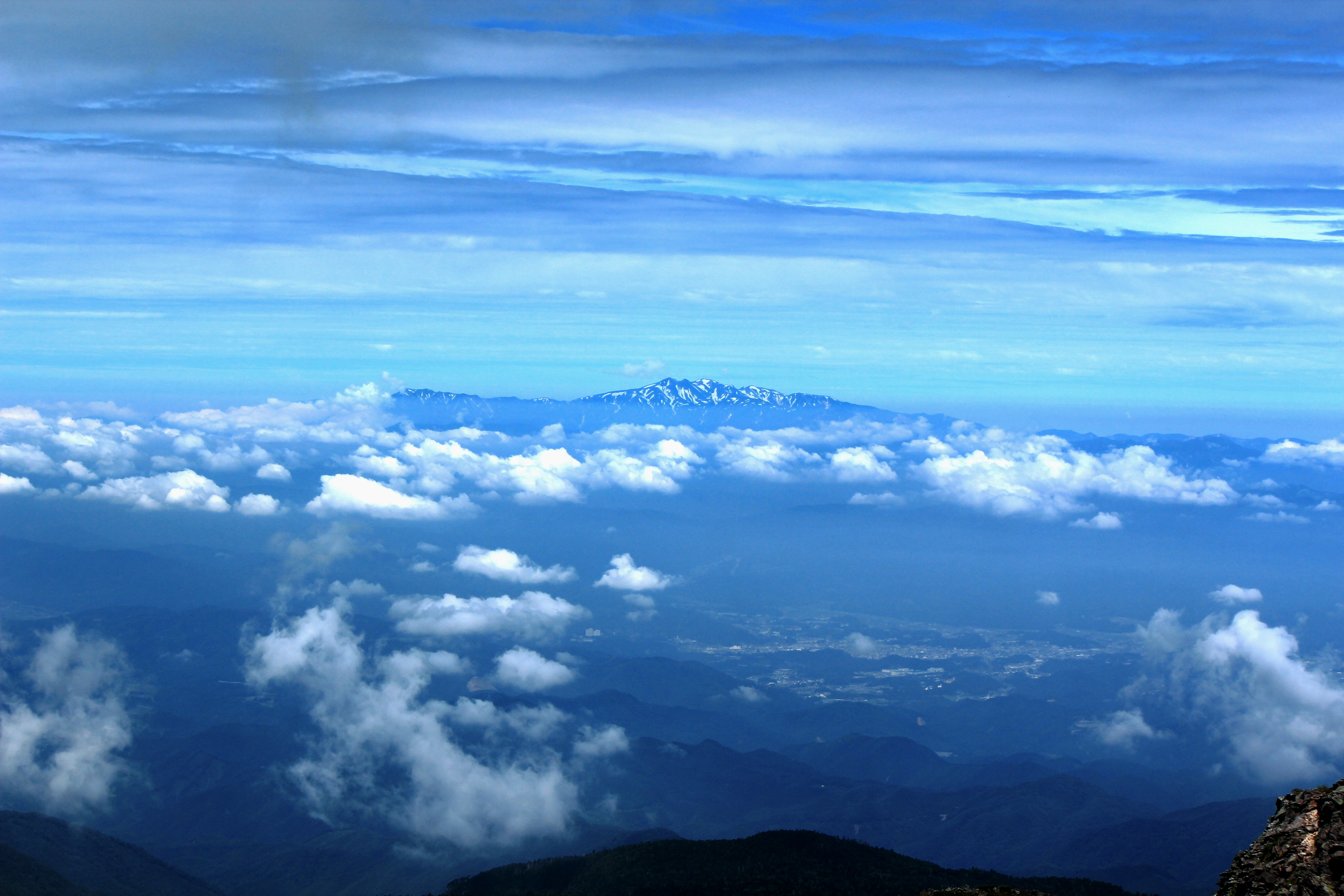
両白山地と高山市
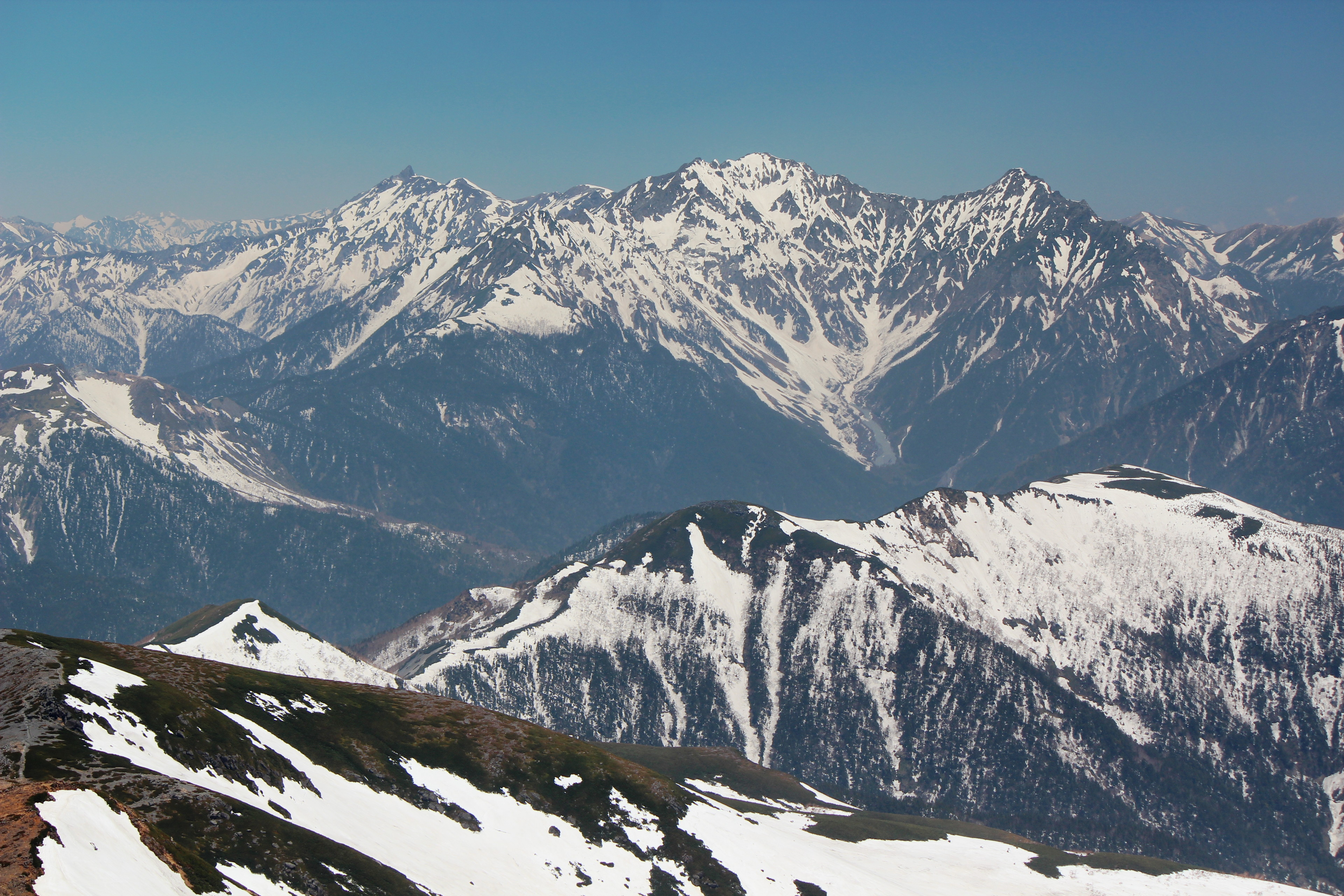
飛騨山脈の槍・穂高連峰

## メディア

### 関連書籍
- 『乗鞍スカイライン沿線植物群落の変遷学術調査報告書』岐阜県、1978年、ASIN B000J8CZBK頁。
- 福島立実『「岳」はおれの学舎―乗鞍岳を知りつくした男の物語』河出書房新社、2001年12月20日。ISBN 4309265103。

### 文献
- 斎藤守也、入江誠「乗鞍コロナ観測所における気象観測」（PDF）『国立天文台報』第6巻、国立天文台、2002年3月29日、37-47頁。
- 中下留美子; 鈴木彌生子; 林秀剛; 泉山茂之; 中川恒祐; 八代田千鶴; 淺野玄; 鈴木正嗣「乗鞍岳畳平で人身事故を引き起こしたツキノワグマの食性履歴の推定 : 安定同位体分析による食性解析」『哺乳類科学』第50巻、第1号、日本哺乳類学会、43-48頁、2010年。

### 絵画
- 『新雪の乗鞍岳』 - 青地秀太郎の作品

### 写真集
- 山岸仁史『よあけ乗鞍―山岸仁史写真集』日本カメラ社、2003年2月。ISBN 4817920599。

### テレビ番組
NHKなどにより、乗鞍岳を主題とした以下のテレビ番組などが放送されている。
- 『日本百名山 乗鞍岳』 NHK衛星第2テレビジョン、1994年11月2日放送[121]
- 『北アルプス 乗鞍岳』 さわやか自然百景、NHK総合テレビ、2000年1月16日放送[122]
- 『週刊 日本の名峰 乗鞍岳』 日本の名峰、NHKデジタル衛星ハイビジョン、2009年1月30日放送[123]
- 『日帰り3026メートル 北アルプス 乗鞍岳』 小さな旅、NHK総合テレビ、2009年9月13日放送[124]
- 『北アルプス・乗鞍岳 〜標高3026m 雲上の別天地〜』 大人の山歩き-自分に出会える百名山-、テレビ朝日、2013年9月7日放送[125]